# غرق آر إم إس تيتانيك
غرقت آر إم إس تيتانيك في الصباح الباكر من يوم 15 أبريل 1912 في شمال المحيط الأطلسي، بعد أربع أيام من بداية رحلتها الأولى من ساوثهامپتون إلى مدينة نيويورك. كانت أكبر سفينة ركاب في ذلك الوقت، كان على متنها نحو 2224 شخص عندما اصطدمت بجبل جليدي في حوالي الساعة 23:40 (بتوقيت السفينة) يوم الأحد 14 أبريل 1912، وغرقت بعد ساعتين وأربعين دقيقة في الساعة 02:20 (بتوقيت السفينة، 05:18 بتوقيت جرينتش) يوم الاثنين 15 أبريل، وهو ما أدى إلى موت أكثر من 1500 شخص، مما جعلها واحدة من أكبر الكوارث البحرية المميتة وقت السِلم في التاريخ.
تلقت تيتانيك ست تحذيرات من الجليد البحري في 14 أبريل لكنها كانت تسير بالقرب من سرعتها القصوى عندما رأى مراقبوها الجبل الجليدي، ولم تكن قادرة على تغيير الاتجاه بسرعة كافية. تلقت السفينة ضربة خاطفة أدت إلى انبعاج جانبها الأيمن وفتحت خمس مقصورات من الست عشر مقصورة على المحيط. كانت تيتانيك مصمَمة لتبقي طافية إذا غمرت المياه أربعة من غرفها الأمامية ولكن ليس أكثر من ذلك، وسرعان ما أدرك الطاقم أن السفينة ستغرق، فاستخدموا مشاعل الاستغاثة ورسائل الإبراق اللاسلكية لجذب المساعدة أثناء وضع الركاب في قوارب النجاة. ووفقًا للممارسات في ذلك الوقت صُمِّمَ نظام قوارب النجاة الخاص بتيتانيك لنقل الركاب إلى سفن الإنقاذ القريبة، وليس لحمل الجميع على متنها في وقت واحد؛ لذلك فمع غرق السفينة بسرعة ووجود المساعدة على بعد عدة ساعات لم يكن هناك ملجأ آمن للكثير من الركاب والطاقم، وضاعف ذلك الإدارة السيئة لعملية الإجلاء التي أدت إلى إطلاق العديد من القوارب قبل أن تكون ممتلئة بالكامل.
وكنتيجة لذلك عندما غرقت تيتانيك كان لا يزال على متنها ما يزيد على ألف من الركاب والطاقم. وتقريبًا كل هؤلاء الذين قفزوا أو سقطوا في الماء إما غرقوا أو ماتوا خلال دقائق بسبب تأثيرات غمر الماء البارد. وصلت آر إم إس كارپاثيا إلى الموقع بعد ساعة ونصف من غرق تيتانيك وأنقذت آخر الناجين في الساعة 09:15 من 15 أبريل، بعد حوالي تسع ساعات ونصف من التصادم. صدمت الكارثة العالم وتسببت في غضب عارم واسع بسبب النقص في قوارب النجاة والقوانين المتراخية والمعاملة غير المتساوية لدرجات الركاب الثلاث خلال الإخلاء. أوصت التحقيقات اللاحقة بإجراء تغييرات شاملة في الأنظمة البحرية، وأدت إلى إنشاء الاتفاقية الدولية لسلامة الحياة في البحر (SOLAS) في سنة 1914، والتي لا تزال تحكم السلامة البحرية اليوم.

## الخلفية

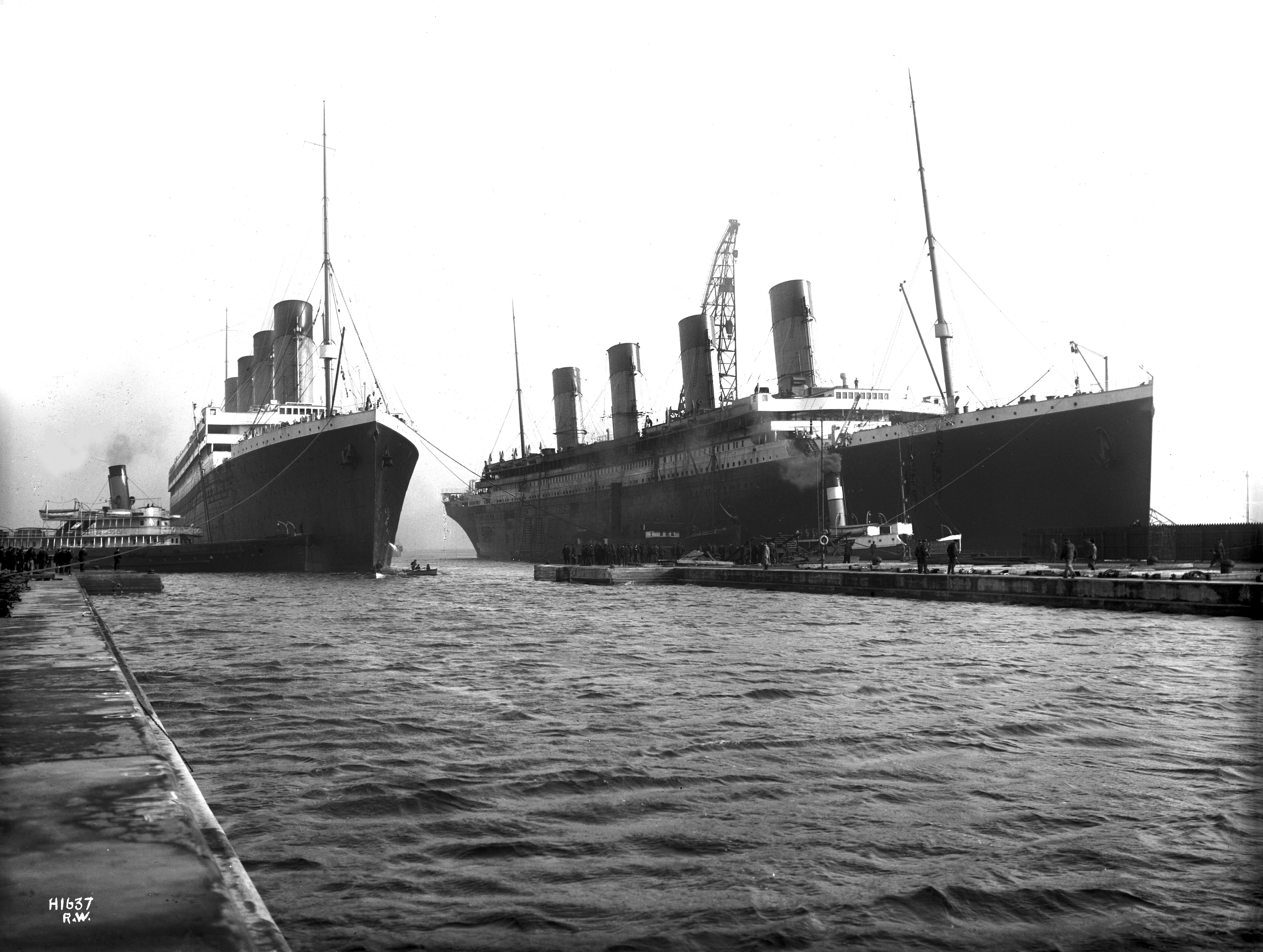
تيتانيك (يمينًا) وسفينتها الشقيقة أوليمپيك (يسارًا)، 2 مارس 1912.

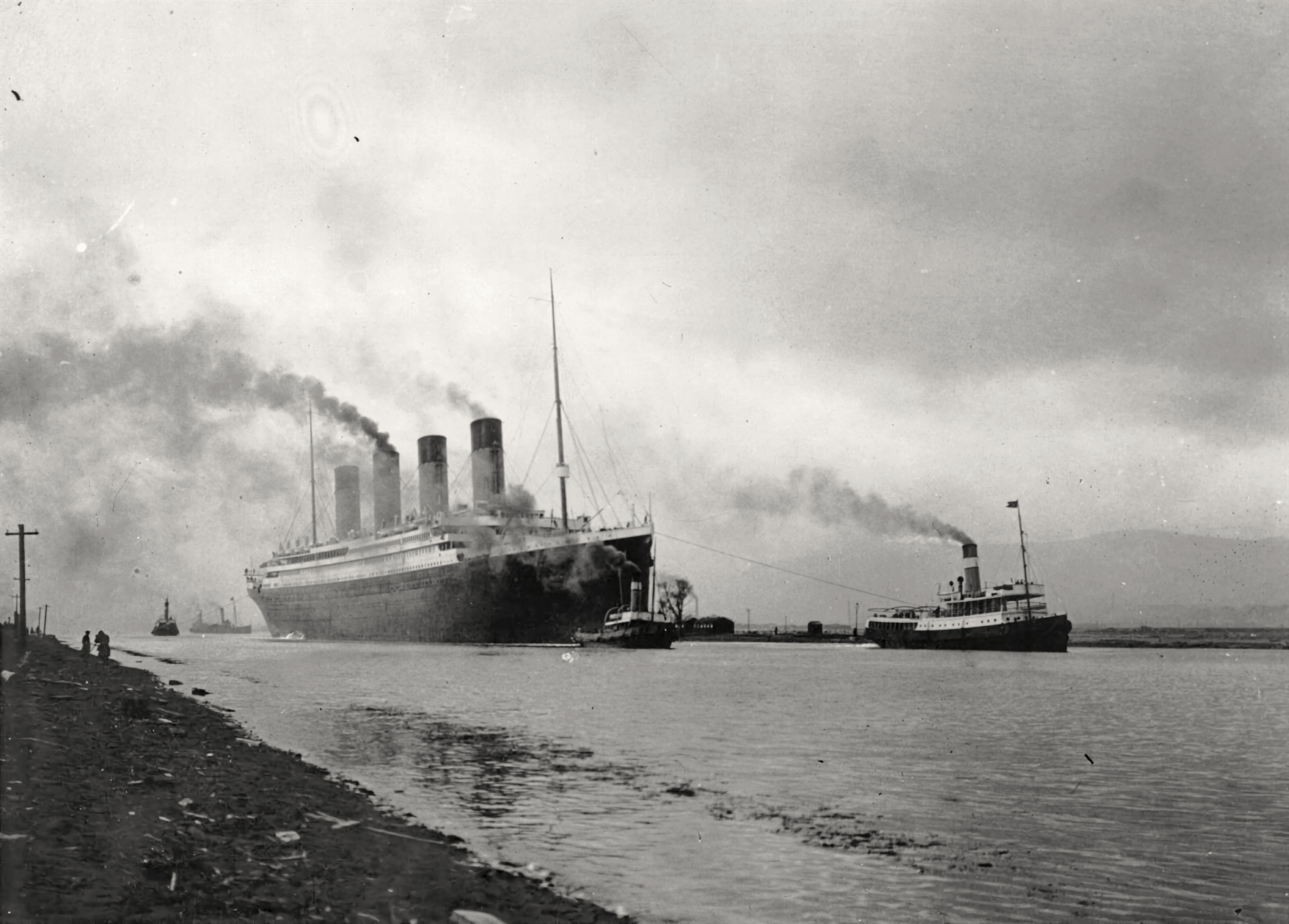
تيتانيك في التجارب البحرية، 2 أبريل 1912.

في وقت دخولها الخدمة يوم 2 أبريل 1912 كانت رويال ميل شيب (آر إم إس) تيتانيك (Royal Mail Ship (RMS) Titanic) السفينة الثانية من ثلاث سفن شقيقات من الدرجة «أوليمپيك» العابرة للمحيطات، وكانت أكبر سفينة في العالم. كما أنها مع شقيقتها آر إم إس أوليمپيك (RMS Olympic) كانتا تستطيعان حمل حوالي مرة ونصف من إجمالي حمولة شهادة التسجيل الخاصة بسفن كونارد آر إم إس لوسيتينيا (RMS Lusitania) وآر إم إس موريتانيا (RMS Mauretania) حاملتا الرقم القياسي السابق، وكانتا أطول بما يقرب من 100 قدم (30 م). كانت تيتانيك قادرة على حمل 3,547 شخص في السرعة والراحة، وقد بُنيت على نطاق غير مسبوق حتى الآن. فكانت محركاتها الترددية هي الأكبر التي تم بناءها على الإطلاق، حيث بلغ ارتفاعها 40 قدم (12 م) مع اسطوانات قُطرها 9 قدم (2.7 م) كانت تستهلك وتحرق 600 طن كبير (610 ط) من الفحم يوميًا.
قيل أن مكان الإقامة الخاص بالركاب خاصة الدرجة الأولى كان «منقطع النظير ورائع»، وبالنسبة للأسعار في الدرجة الأولى فقد بلغت تكلفة أجنحة پارلور (أغلى الأجنحة وأكثرها فخامة على السفينة) مع ممشى خاص أكثر من 4,350 دولار أمريكي (ما يعادل 110,310 دولار أمريكي في سنة 2017) من أجل رحلة ذهاب فقط عبر الأطلسي. وحتى الدرجة الثالثة على الرغم من كونها أقل فخامة بكثير من الدرجتين الأولى والثانية فكانت مريحة بشكل غير عادي بالنسبة لمعايير هذا الوقت وتم تزويدها بكميات وفيرة من الطعام الجيد، ووفرت للعديد من ركابها ظروفًا أفضل من التي كانت لديهم في بيوتهم.
بدأت رحلة تيتانيك الأولى بعد ظُهر يوم 10 أبريل 1912 بقليل عندما غادرت ساوثهامبتون في مرحلتها الأولى لرحلتها إلى نيويورك. وبعد ساعات قليلة توقفت في شيروبورج بشمال فرنسا، وهي رحلة بحرية طولها 80 ميل بحري (148 كـم؛ 92 ميل) حيث أخذت ركابًا. وكان التوقف التالي لها هو كوينستون (كوف الآن) في أيرلندا، الذي وصلت إليه في منتصف النهار تقريبًا يوم 11 أبريل. وغادرت بعد الظهر بعد أن أخذت المزيد من الركاب والمؤن.
وبعد مضي بعض الوقت، تحركت السفينة غربًا عبر المحيط الأطلسي، وعلى متنها 892 من أفراد الطاقم و1320 راكبًا. لم يكن هذا سوى تقريبًا نصف سعة الركاب الكاملة التي كانت تصل إلى 2435، كما أنه كان الموسم المنخفض للسفر والشحن من المملكة المتحدة بسبب إضراب عمال مناجم الفحم. كان ركابها خليطًا من شرائح مجتمع العصر الإدواردي، فمنهم مليونيرات مثل چون چاكوب أستور وبنجامين جوجنهايم، نزولاً إلى المهاجرون الفقراء من دول مختلفة مثل أرمينيا وأيرلندا وإيطاليا والسويد وسوريا وروسيا والذين كانوا يبحثون عن حياة جديدة في أمريكا.

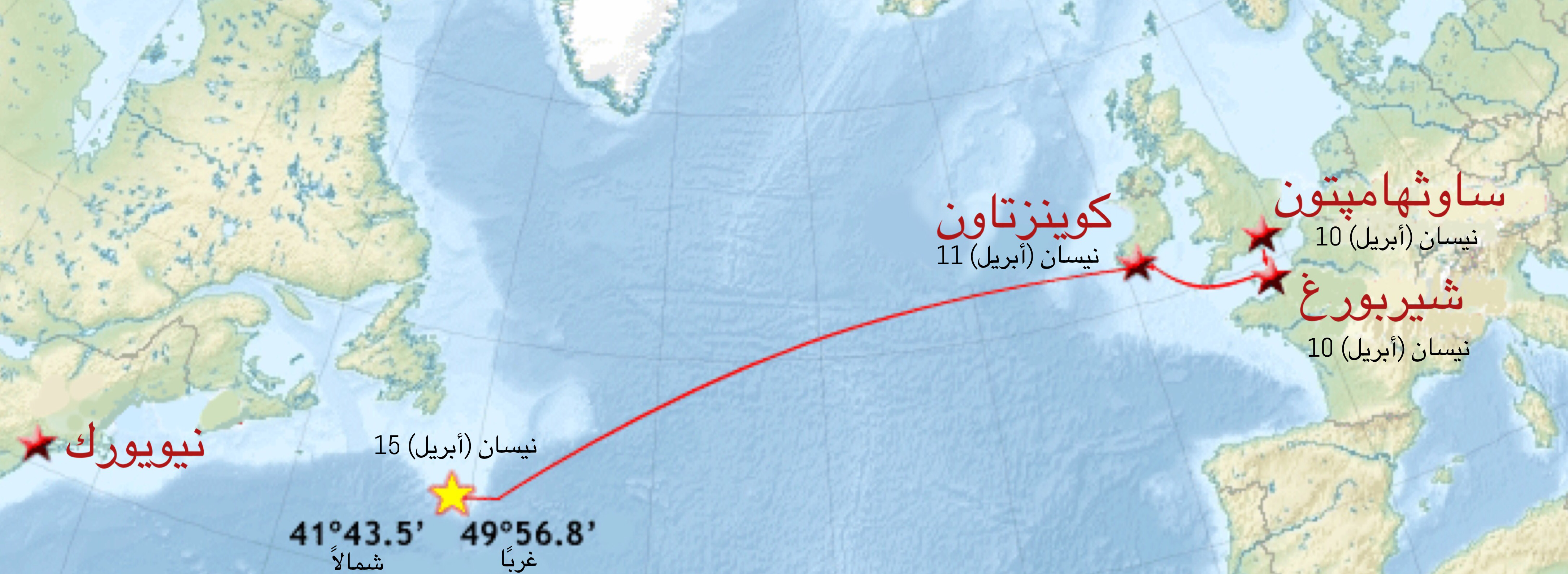
مسار الرحلة الأولى لتيتانيك من ساوثهامپتون إلى مدينة نيويورك، العلامة الصفراء هي النقطة التي غرقت فيها.

كانت الرحلة بقيادة القبطان إدوارد چون سميث البالغ من العمر 62 سنة، الذي كان أكبر قباطنة وايت ستار لاين سنًا، كانت لديه خبرة أربع عقود في الملاحة البحرية وخدم كقبطان آر إم إس أوليمپيك حيث انتقل إلى تيتانيك. لم تكن الغالبية العظمى من الطاقم الذي خدم تحت قيادته بحارة مدرَّبين، لكنهم كانوا إما مهندسين أو وقَّادين وهم المسؤولين عن الاعتناء بالمحركات؛ أو مضيفين وعاملي المطبخ وهم المسؤولين عن الركاب. شكَّل ضباط المراقبة الست و39 بحارًا حوالي خمس بالمائة فقط من الطاقم. معظمهم استقلوا السفينة في ساوثهامپتون لذلك لم يكن لديهم الوقت الكافي للتعرف على السفينة.
كانت الظروف الجليدية ترجع إلى شتاء معتدل والذي أدى إلى تحوّل أعداد كبيرة من الجبال الجليدية من الساحل الغربي لجرينلاند.
بدأ حريق في أحد مستودعات الفحم في تيتانيك قبل حوالي 10 أيام من رحيل السفينة، واستمر لعدة أيام خلال الرحلة، لكنه انتهى يوم 14 أبريل. تحسن الطقس بشكل ملحوظ على مدار اليوم، من الرياح السريعة والبحار المعتدلة في الصباح إلى هدوء واضح تمامًا بحلول المساء، كما كان مسار السفينة تحت نظام المرتفع الجوي الخاص بالمنطقة القطبية الشمالية. كان الهلال المتضائل قد حُدد بعد ثوانٍ قليلة من الساعة 15:00 يوم 14 أبريل، ولن يرتفع ثانيةً حتى الساعة 04:37 (بتوقيت السفينة) يوم 15 أبريل، بعد وقت قصير من وصول الكارپاثيا.

## 14 أبريل 1912

### تحذيرات من الجبال الجليدية (09:00–21:40)

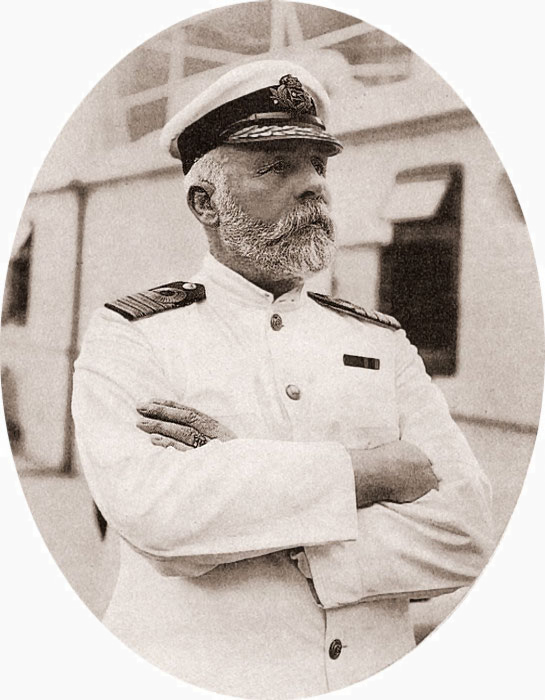
إدوارد چون سميث، قبطان تيتانيك في سنة 1911.

خلال 14 أبريل تلقى مُشغِّلا اللاسلكي ست رسائل من سفن أخرى تحذر من انجراف الجليد، والذي بدأ الركاب على متن تيتانيك يلاحظونه ابتداءً من بعد الظهر. كانت الظروف الجليدية في شمال الأطلسي هي الأسوأ في أي أبريل في الـ50 سنة السابقة (وهو السبب الذي جعل المراقبين غير مدركين بأنهم كانوا على وشك الإبحار نحو خط من الجليد المنجرف عرضه عدة أميال وطوله أميالًا كثيرة). لم يتم نقل كل هذه الرسائل من قِبل مُشغِّلا اللاسلكي. ففي ذلك الوقت جميع مُشغِّلي اللاسلكي على عابرات المحيطات كانوا موظفين في شركة ماركوني للتلغراف اللاسلكي ولم يكونوا أعضاء في أطقم سفنهم؛ كانت مسؤوليتهم الأساسية إرسال رسائل للركاب، مع تقارير الطقس كمصدر ثانوي للقلق.
التحذير الأول جاء في الساعة 09:00 من قِبل آر إم إس كارونيا (RMS Caronia) عن «جبال، تلال جليدية وجليد حقلي». اعترف القبطان سميث باستلام الرسالة. وفي الساعة 13:42 نقلت آر إم إس بالتيك (RMS Baltic) بلاغًا من السفينة اليونانية أثينا (Athenia) بأنها كانت «تمر عبر الجبال الجليدية وكميات كبيرة من الحقول الجليدية». وهذا أيضًا اعترف به سميث الذي عرض البلاغ على چوزيف بروس إسماي رئيس مجلس إدارة وايت ستار لاين. وأمر سميث بتحديد مسار جديد لنقل السفينة إلى الجنوب أكثر.
وفي الساعة 13:45 أرسلت السفينة الألمانية إس إس أميركا (SS Amerika) التي كانت تبعد مسافة قصيرة إلى الجنوب بلاغًا بأنها «مرت بجبلين جليديين كبيرين». هذه الرسالة لم تصل أبدًا إلى القبطان سميث أو الضباط الآخرين على الجسر. السبب غير واضح، ولكن ربما تم نسيانه لأن مُشغِّلا اللاسلكي كان عليهما إصلاح المعدات المعيبة.
وذكرت إس إس كاليفورنيان (SS Californian) «ثلاث جبال كبيرة» في الساعة 19:30، وفي الساعة 21:40 ذكرت الباخرة ميسابا (Mesaba) «تمت رؤية حزمة كبيرة من الجليد وعدد كبير من الجبال الجليدية الكبيرة. وكذلك حقل جليدي». وهذه الرسالة أيضًا لم تغادر غرفة لاسلكي تيتانيك. ويبدو أن مُشغِّل اللاسلكي چاك فيليپس أخفق في إدراك أهميتها لأنه كان مشغولًا بنقل رسائل للركاب عبر محطة إعادة الإرسال في كيپ ريس، بنيوفاوندلاند؛ فقد تعطل اللاسلكي قبل يوم واحد مما أدى إلى تراكم الرسائل التي حاول مُشغِّلا اللاسلكي إزالتها. وتم تلقي تحذير أخير في الساعة 22:30 من سيريل إيڤانز مُشغِّل لاسلكي كاليفورنيان، والتي توقفت ليلًا في حقل جليدي على بعد بضعة أميال، ولكن فيليپس قاطعه وأرسل له: «إصمت! إصمت! أنا أُشغِّل كيپ ريس».
على الرغم من أن الطاقم كان مدركًا لوجود الجليد في الجوار إلا أنهم لم يقللوا من سرعة السفينة، واستمروا في الإبحار بسرعة 22 عقدة (41 كم/س؛ 25 ميل/س)، فقط أقل بـ2 عقدة (3.7 كم/س؛ 2.3 ميل/س) من سرعتها القصوى 24 عقدة (44 كم/س؛ 28 ميل/س). تم انتقاد سرعة تيتانيك العالية فيما بعد في المياه التي تم الإبلاغ عن وجود الجليد فيها ووُصِفت بأنها متهورة، لكنها كانت تعكس الممارسات البحرية التي كانت سائدة في ذلك الوقت. ووفقًا لما ذكره الضابط الخامس هارولد لوي، فالمعتاد هو «من أجل المُضي قُدمًا والاعتماد على المراقبين في عش الغراب والمراقبة على الجسر لالتقاط الجليد في الوقت المناسب لتفادي الاصطدام به».
أعطت عابرات شمال المحيط الأطلسي الأولوية لضبط الوقت فوق كل الاعتبارات الأخرى، مع الالتزام الصارم بالجدول الزمني الذي يضمن وصولها في الموعد المعلَن عنه. وكثيرًا ما كان يتم قيادتها بسرعات قريبة من السرعة القصوى، والتعامل مع التحذيرات من المخاطر كنصائح أكثر منها دعوات لإتخاذ إجراءات. وكان يُعتقَد على نطاق واسع أن الجليد يشكِّل مخاطر قليلة؛ فلم تكن النداءات القريبة شائعة، وحتى التصادمات المباشرة لم تكن كارثية. ففي سنة 1907 اصطدمت عابرة المحيطات الألمانية إس إس كورنپرنس فيلهلم (SS Kronprinz Wilhelm) بجبل جليدي وعانت من انحناء نتيجة للتحطم، لكنها كانت لا تزال قادرة على إكمال رحلتها. وفي نفس السنة قبطان تيتانيك المستقبلي إدوارد سميث صرَّح في مقابلة بأنه لا يستطيع «تخيل أي ظرف من شأنه أن يسبب غرق سفينة. بناء السفن الحديثة تجاوز ذلك».

### «جبل جليدي أمامنا مباشرةً!» (23:39)

#### تيتانيك تدخل زقاق الجبل الجليدي

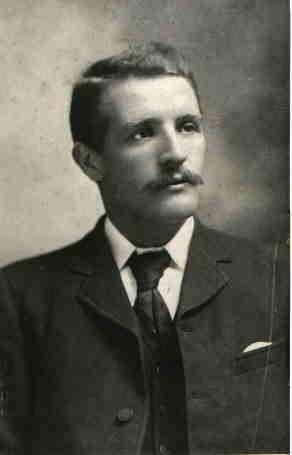
الضابط الأول ويليام ماكماستر مردوك، الذي كان المسؤول عن الجسر وقت التصادم.

عندما اقتربت تيتانيك من اصطدامها المُهلك كان معظم الركاب قد ذهبوا للنوم، وكانت مسؤولية الجسر قد انتقلت من الضابط الثاني تشارلز لايتولر إلى الضابط الأول ويليام مردوك. وكان المراقبان فريدريك فليت وريجينالد لي يقفان على عش الغراب على ارتفاع 29 متر (95 قدم) فوق سطح السفينة. انخفضت درجة حرارة الهواء وأصبحت قريبة من درجة التجمد، والمحيط كان هادئًا تمامًا. الكولونيل أرتشيبالد جريسي أحد الناجين من الكارثة كتب لاحقًا أن «البحر كان مثل الزجاج، أملسًا تمامًا حتى أن النجوم انعكست بشكل واضح». ومن المعروف الآن أن مثل هذه المياه الهادئة بشكل استثنائي هي علامة على حزمة جليد قريبة.
على الرغم من أن الهواء كان صافيًا لم يكن هناك قمر والبحر كان هادئًا جدًا، ولم يكن هناك أي سبب لتغيير المسار بعيدًا عن الجبال الجليدية القريبة؛ فلو كان البحر أكثر حِدة كانت الأمواج المتكسرة على الجبال الجليدية ستجعلها مرئية أكثر. وبسبب الاستبدال في ساوثهامپتون فلم يكن لدى المراقبين أية مناظير؛ ولكن يقال أن المناظير ما كانت ستكون فعالة في الظلام الذي كان كاملًا باستثناء ضوء النجوم وأضواء السفينة الخاصة. وبالرغم من ذلك فقد كان المراقبون على دراية جيدة بمخاطر الجليد، حيث أن لايتولر كان قد أمرهم وأعضاء الطاقم الآخرين بـ«إبقاء نظرة مراقبة حادة للجليد، وخاصة الجليد الصغير والطفاوات الجليدية».
في الساعة 23:30، لاحظ فليت ولي ضبابًا طفيفًا في الأفق أمامهم، لكنهما لم يفعلا أي شيء بخصوصه. بعض الخبراء الآن يعتقدون أن هذا الضباب كان في الواقع سرابًا سببه التقاء المياه الباردة بالهواء الدافئ (بشكل يماثل سراب الماء في الصحراء) عندما دخلت تيتانيك زقاق الجبل الجليدي. وهذا كان يمكن أن يؤدي إلى أفق مرتفع يعمي المراقبون عن ملاحظة أي شيء بعيد.

#### التصادم

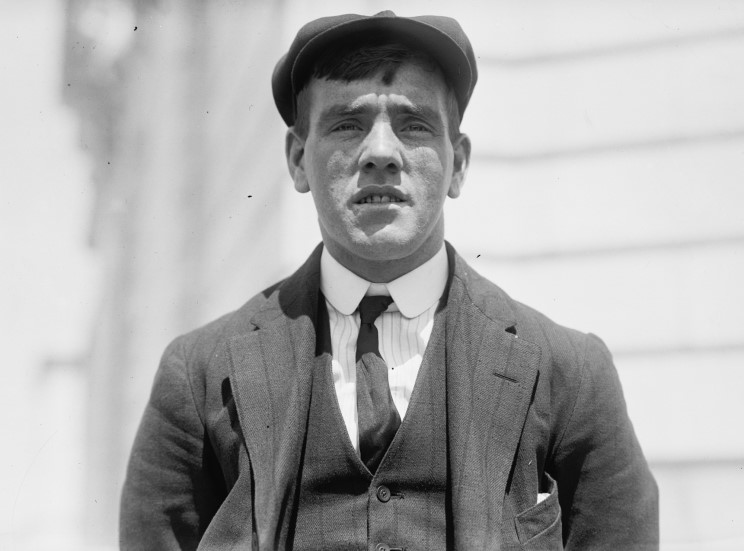
فريدريك فليت، المراقب الذي أبلغ عن الجبل الجليدي.

بعد تسع دقائق في الساعة 23:39، رأى فليت جبلًا جليديًا يعترض طريق تيتانيك. قرع جرس المراقبة ثلاث مرات واتصل هاتفيًا بالجسر لإعلام الضابط السادس چيمس مودي. سأل فليت «هل يوجد أحد هناك؟» رد مودي «نعم، ماذا ترى؟» رد فليت «جبل جليدي أمامنا مباشرةً!» (بالإنجليزية: Iceberg, right ahead!) وبعد أن شكر فليت نقل مودي الرسالة إلى مردوك الذي أمر روبرت هيتشنز على عجلة القيادة بتغيير مسار السفينة. ويُعتقَد بشكلٍ عام أن مردوك أعطى الأمر (Hard Astarboard) الذي يؤدي لتحريك ذراع الدفة بوضوح إلى ميمنة السفينة في محاولة لتحويل السفينة إلى جانب الميناء (الأيسر). وقام أيضًا بقرع الأمر (Full Astern) على تلغراف السفينة الذي يؤدي لوضع المحركات بأقصى سرعة باتجاه مؤخرة السفينة.

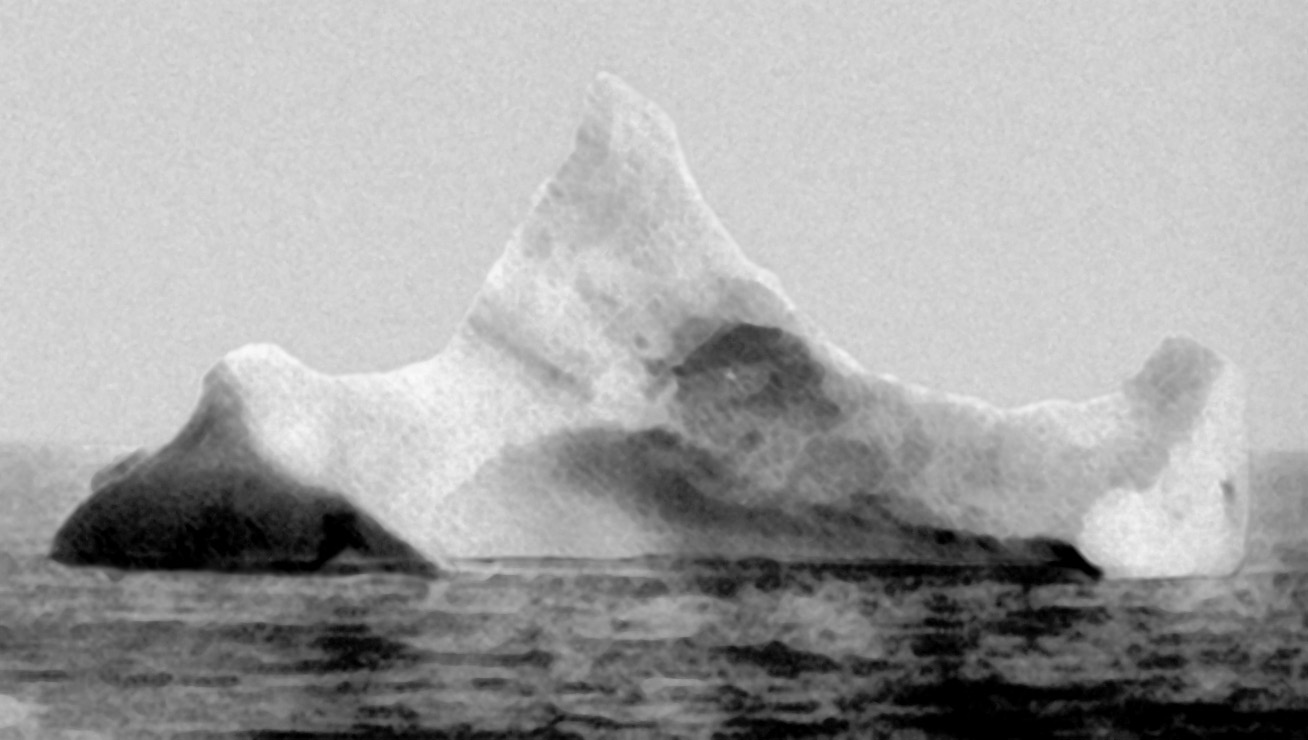
الجبل الجليدي الذي يُعتقَد أنه أغرق تيتانيك، صُوِّر من قِبل رئيس المضيفين لعابرة المحيطات إس إس پرينز أدلبرت (SS Prinz Adalbert) في صباح 15 أبريل 1912. ذُكِر أن الجبل الجليدي عليه خط من الطلاء الأحمر من هيكل السفينة على طول خطها المائي على جانب واحد.

بحسب الضابط الرابع چوزيف بوكسهال فإن مردوك أخبر القبطان سميث بأنه كان يحاول توجيه السفينة ناحية جانب الميناء حول الجبل الجليدي، وهو ما يدل على أنه كان يحاول المناورة؛ أولًا بانحراف مقدمة السفينة حول العائق، ثم انحراف المؤخرة بحيث يتفادى كلا طرفي السفينة التصادم. كان هناك تأخير قبل دخول كلا الأمرين حيز التنفيذ؛ فقد استغرقت آلية التوجيه البخارية ما يصل إلى 30 ثانية لتحويل ذراع دفة السفينة، كما أن المهمة المعقدة لضبط المحركات في الاتجاه العكسي كانت لتستغرق بعض الوقت لإنجازها أيضًا. لأنه لم يكن ممكنًا عكس التوربين المركزي، فقد تم إيقافه هو والمروحة المركزية الموضوعان مباشرةً أمام دفة السفينة. وهذا قلل من فعالية الدفة، وأضعف بالتالي قدرة السفينة على الدوران. فلو كان مردوك قد حوّل السفينة بينما كان يحافظ على سرعتها إلى الأمام، فلربما فوتت الجبل الجليدي.
في سنة 2010 أكدت لويس پاتن أن جدها تشارلز لايتولر زعم أن المسؤول عن الدفة روبرت هيتشنز أصيب بالذعر في البداية وقام بتحويل الدفة إلى الاتجاه الخاطئ، وأنه بعد ذلك أمر بروس إسماي بأن تستمر السفينة «إلى الأمام ببطء» بسبب الاعتقاد بأن السفينة كانت غير قابلة للغرق. هذه المزاعم لم يتم الكشف عنها أبدًا بسبب آثار التأمين.
في هذا الحدث تغيرت وجهة السفينة في الوقت المناسب من أجل تفادي الاصطدام المباشر وجهًا لوجه، ولكن تغيير الاتجاه جعل السفينة تضرب الجبل الجليدي ضربة سريعة. وكشط مهماز من الجليد تحت الماء الجانب الأيمن من السفينة لمدة حوالي سبع ثوانٍ؛ وسقطت قطع من الجليد من الأجزاء العليا من الجبل على سطحها الأمامي. وبعد دقائق قليلة توقفت جميع محركات تيتانيك تاركة السفينة تواجه الشمال وتنجرف في تيار لابرادور.

رسم بياني لمسار تيتانيك في وقت التصادم مع الجبل الجليدي.
(الأزرق: مسار المقدمة. الأحمر: مسار المؤخرة.)

#### آثار التصادم

تسبب الجبل الجليدي في التواء الصفائح ودمر سلسلة من المقصورات. وعلى عكس افتراض شائع فالجبل لم يُقطِّع الهيكل إلى أجزاء.

كان يُعتقَد لوقت طويل أن تأثير الاصطدام بالجبل الجليدي أدى إلى فتح فجوة ضخمة في هيكل تيتانيك "لا يقل طولها عن 300 قدم (91 م)، و10 قدم (3.0 م) فوق مستوى العارضة". كما قال أحد الكُتَّاب فيما بعد. في التحقيق البريطاني بعد الحادث قام إدوارد وايدينيج (كبير المهندسين البحريين في شركة هارلاند آند وولف) بالحساب على أساس تدفق الماء المرصود للمقصورات الأمامية بعد أربعين دقيقة من التصادم، وشهد بأن منطقة الهيكل التي فُتِحت على البحر كانت «في مكانٍ ما حوالي 12 قدمًا مربعًا». وقال أيضًا «أعتقد أنه كان يجب أن يكون في بعض الأماكن، وليس تمزيقًا مستمرًا»، ولكن الفتحات المختلفة يجب أن تمتد على مساحة تبلغ حوالي 300 قدم كتفسير لتدفق الماء في عدة مقصورة. أشارت نتائج التحقيق إلى أن الأضرار امتدت على مساحة بلغت نحو 300 قدم، وبالتالي فقد اتَّبع الكثير من الكُتَّاب اللاحقين هذا البيان. وقد توصلت مسوحات الموجات فوق الصوتية الحديثة للحطام إلى أن الضرر تآلف من ست فتحات ضيقة في منطقة من الهيكل تغطي فقط تقريبًا ما مجموعه من 12 إلى 13 قدمًا مربعًا (من 1.1 إلى 1.2 مترًا مربعًا). وبحسب پول كي ماثياس الذي قام بالقياسات فالضرر تآلف من "سلسلة من التشوهات في الجانب الأيمن التي بدأت وتوقفت على طول الهيكل... حوالي 10 قدم [3.0 م] أعلى قاع السفينة".
ويبدو أن الفجوات والتي يبلغ طول أطولها حوالي 39 قدم (12 م) قد اتَّبعت خط صفائح الهيكل. وهذا يشير إلى أن البراشيم الحديدية على طول درزات الصفائح قُذفت فجأة أو فُتحت بسرعة لتخلق فجوات ضيقة والتي تدفقت المياه من خلالها. اقترح هذا السيناريو مهندس من الذين شاركوا في بناء تيتانيك في هارلاند آند وولف في تحقيق المفوض البريطاني للحطام الذين أعقب الكارثة، ولكن تم التقليل من أهمية رؤيته. وقد علَّق مكتشف تيتانيك روبرت بالارد بأن الافتراض بأن السفينة قد تعرضت لخرق كبير كان «نتيجة ثانوية لغموض تيتانيك. لا أحد يمكن أن يصدق أن السفينة الكبيرة قد غرقت بشظية صغيرة». والفوالق في هيكل السفينة ربما تكون عاملًا مساهمًا. ويبدو أن القطع المستعادة من صفائح هيكل تيتانيك قد تحطمت من التصادم مع الجبل الجليدي دون أن تنثني.
كانت الصفائح في 60% من الهيكل الأساسي قد عُقِدت معًا مع صفوف ثلاثية من البراشيم الفولاذية المعتدلة، ولكن الصفائح في المقدمة والمؤخرة كانت قد عُقِدت معًا مع صفوف مزدوجة من براشيم حديد المطاوع التي كانت - بحسب عالِما المواد تيم فويك وچينفر مكارتي - قريبة من حدود الضغط حتى قبل وقوع التصادم. كانت هذه البراشيم «الأفضل» أو الحديد رقم 3 تحتوي على نسبة عالية من مشتملات الخبث، التي تجعلها أكثر هشاشة من براشيم «أفضل-الأفضل» الحديد رقم 4 المعتادة، وأكثر عُرضة للكسر عند وضعها تحت الضغط، خاصةً في البرد الشديد. ولكن توم مكلوسكي وهو أمين أرشيف متقاعد في هارلاند آند وولف، أشار إلى أن السفينة الشقيقة لتيتانيك أوليمپيك كانت مثبَّتة ببراشيم من نفس الحديد وخدمت بدون حوادث لمدة قاربت 25 سنة، فقد نجت من عدة تصادمات كبيرة من بينها اصطدام طراد بريطاني بها. وعندما صدمت أوليمپيك اليو بوت الألماني SM U-103 بمقدمتها وأغرقته، كان مقدم السفينة ملتويًا وانبعجت صفائح الهيكل على جانبها الأيمن دون إضعاف لسلامة الهيكل.
وفي أعلى خط الماء كانت هناك أدلة قليلة على التصادم. فقد شعر المضيفون في غرفة عشاء الدرجة الأولى بارتجاف، وهو ما اعتقدوا أنه قد يكون حدث بسبب ذرف السفينة لشفرة مروحة. شعر العديد من الركاب بصدمة خفيفة أو ارتجاف - «تمامًا كما لو أننا مررنا فوق حوالي ألف من البِلي»، كما قال أحد الناجين - لكنه لم يعرف ما حدث. وبالنسبة لهؤلاء الموجودون في الطوابق الأدنى الأقرب لموقع التصادم فقد شعروا به بشكلٍ أكثر مباشرةً. تذكَّر والتر هيرست مُزَيِّت المحرك أنه «اوقظه تصادم طاحن على طول الجانب الأيمن. لم يشعر أحد بالذعر الشديد لكننا علمنا أننا ضربنا شيئًا». وسمع الوقَّاد جورج كيميش «صوت ارتطام مكتوم ثقيل وطاحن ممزِق» من ميمنة الهيكل.
بدأت السفينة تمتلئ بالماء فورًا، مع تدفق المياه بمعدل يقدر بـ7 أطنان كبيرة (7.1 ط) في الثانية، أسرع بـ15 مرة مما يمكن ضخه. أصيب كلٌ من المهندس الثاني چي إتش هيسكث وقائد الوقَّادين فريدريك باريت بتيار نفاث من الماء المثلج في غرفة الغلاية رقم 6 وهربا قبل إغلاق باب الغرفة المانع للماء مباشرةً. وكان هذا وضع شديد الخطورة على طاقم المهندسين؛ فقد كانت الغلايات لا تزال ممتلئة بالبخار الساخن عالي الضغط، وكان هناك خطر كبير بأن تنفجر إذا تلامست مع مياه البحر الباردة التي غمرت غرف الغلايات. تم إصدار أمر إلى الوقَّادين ومُشغِّلي الغلايات بتقليل النيران وتنفيس الغلايات، وإرسال كميات كبيرة من البخار في أقماع أنابيب التنفيس. وكانوا متعمقين في المياه المتجمدة في الوقت الذي أنهوا فيه عملهم.

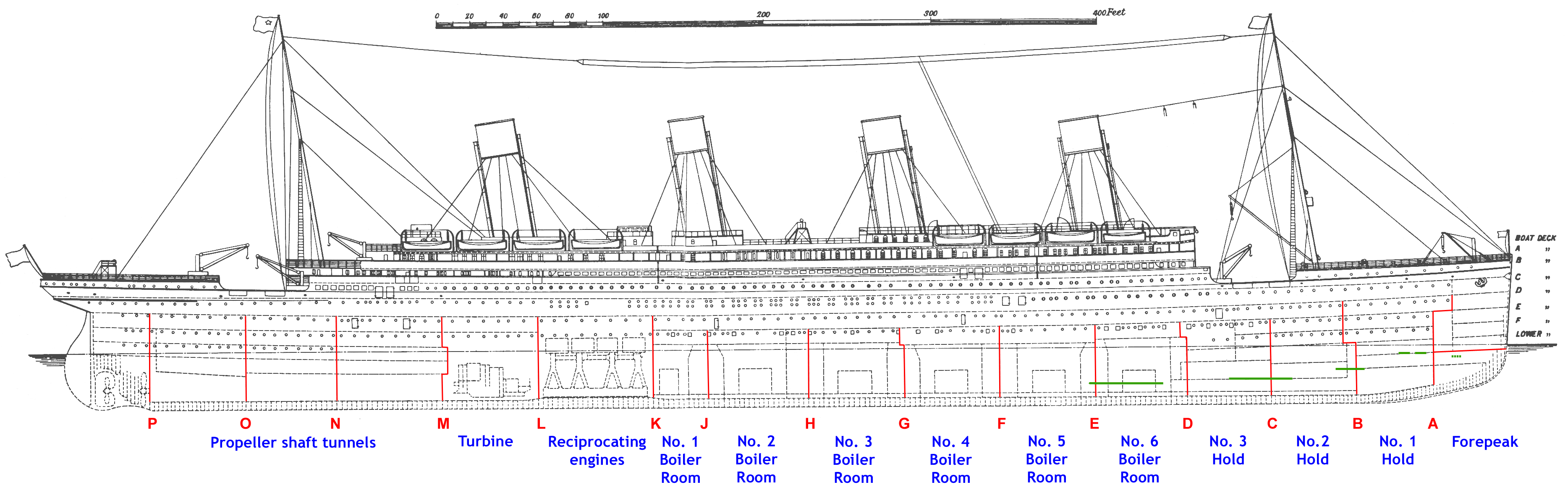
مخطط تفصيلي لآر إم إس تيتانيك يظهر ترتيب الحواجز. المناطق المتضررة تظهر باللون الأخضر. المقصورات في المناطق الهندسية أسفل السفينة ذُكِرَت باللون الأزرق. أصغر وحدة قياس هي وطولها الإجمالي.

تم تقسيم الطوابق السفلى لتيتانيك إلى ست عشر مقصورة. كل مقصورة تم فصلها عن جارتها بواسطة حاجز بعرض السفينة؛ كان هناك خمس عشر حاجز في المجمل. وكل حاجز كان يمتد على الأقل إلى الجانب السفلي للطابق E، اسميًا طابق واحد، أو 11 قدم (3.4 م) فوق خط الماء. المقصورتان الأقرب للمقدمة والست مقصورات الأقرب للمؤخرة كانتا أعلى بطابق واحدة.
كل حاجز كان يمكن إغلاقه بواسطة أبواب مانعة للماء. وغرف المحركات وغرف الغلايات في الطابق السفلي كانت لها أبواب تُغلق أفقيًا يتم التحكم بها عن بُعد من الجسر، وكانت تُخفض أوتوماتيكيًا من خلال الطفو إذا كانت المياه موجودة، أو تُغلق يدويًا من قِبل الطاقم. وكانت تأخذ حوالي 30 ثانية لتُغلق؛ وتم توفير أجراس إنذار وطرق بديلة للهرب كي لا يصبح أفراد الطاقم محصورين خلف الأبواب. أما أعلى الطابق السفلي في الطابق الثاني من الأسفل والطابق F والطابق E، أُغلِقت الأبواب أفقيًا وتم تشغيلها يدويًا. حيث يمكن إغلاقها عند الباب نفسه أو من سطح السفينة أعلاه.
وبالرغم من أن الحواجز المانعة للماء كانت ممتدة بشكل جيد فوق خط الماء، إلا أنها لم تكن مُحكَّمة الغلق في الأعلى. وإذا غمرت المياه العديد من المقصورات فإن مقدمة السفينة ستهبط أكثر لأسفل في الماء وسينسكب الماء من حجرة لأخرى تباعًا، بشكل يشبه نوعًا ما انسكاب الماء من صينية مكعب الثلج. وهذا هو ما حدث لتيتانيك التي تعرضت لضرر في مخزن المقدمة وثلاث أنبار أمامية وغرفة الغلاية رقم 6، ما مجموعه خمس مقصورات. تم تصميم تيتانيك فقط لتطفو مع غمر المياه لأي مقصورتين، ولكنها كانت يمكنها أن تظل طافية مع ثلاث أو حتى أربع (الأربعة الأولى) مقصورات معينة مفتوحة على المحيط. ومع غمر المياه لخمس مقصورات فسوف تغمر المياه قمم الحواجز وسيستمر غمر الماء للسفينة.

صورة متحركة تُظهر تسلسل غرق تيتانيك.

شعر القبطان سميث بالتصادم في حجرته وذهب على الفور إلى الجسر. وباطلاعه على الموقف قام باستدعاء توماس أندروز باني تيتانيك، الذي كان ضمن فريق من المهندسين من هارلاند آند وولف لمراقبة رحلة الركاب الأولى للسفينة. كانت السفينة تسجل خمس درجات إلى الميمنة ودرجتين إلى أسفل في المقدمة في خلال دقائق قليلة بعد التصادم. ذهب سميث وأندروز إلى الأسفل ووجدا أن أنبار الشحنات الأمامية وغرفة البريد وملعب الإسكواش وقد غمرتهم المياه، في حين أن غرفة الغلاية رقم 6 كانت ممتلئة إلى عمق 14 قدم (4.3 م). وكان الماء ينسكب على غرفة الغلاية رقم 5، وكان أفراد الطاقم هناك يكافحون من أجل ضخها للخارج.
وفي خلال 45 دقيقة من التصادم دخل السفينة ما لا يقل عن 13,500 طن كبير (13,700 ط) من المياه، كان هذا كثيرًا جدًا بالنسبة لمضخات الصابورة والآسن الخاصة بتيتانيك؛ فالقدرة الإجمالية للضخ لكل المضخات مجتمعة كانت فقط 1,700 طن كبير (1,700 ط) في الساعة. وأبلغ أندروز القبطان بأن المقصورات الخمس الأولى قد غُمرت وبالتالي فقد حُكِم على تيتانيك بالموت. ومن خلال تقديره فيمكنها أن تظل طافية لمدة لا تزيد عن ساعتين تقريبًا.
من وقت التصادم إلى لحظة غرقها دخل ما لا يقل عن 35,000 طن كبير (36,000 ط) من الماء إلى تيتانيك، وهو ما أدى إلى تضاعف إزاحتها من 48,300 طن كبير (49,100 ط) إلى أكثر من 83,000 طن كبير (84,000 ط). لم يتقدم التدفق بوتيرة ثابتة، ولم يتوزع الماء بالتساوي في جميع أنحاء السفينة، بسبب ترتيب المقصورات المغمورة بالمياه. كان ميلان السفينة في البداية باتجاه الميمنة سببه تدفق الماء غير المتماثل للجانب الأيمن كما تدفق الماء إلى أسفل في الممر في قاع السفينة.  وعندما غمرت المياه الممر بالكامل قام الميلان بتصحيح نفسه ولكن السفينة لاحقًا بدأت في الميلان باتجاه الميناء بواقع عشر درجات حيث أن هذا الجانب أيضًا غُمِر بشكل غير متماثل.
تغيرت زاوية هبوط تيتانيك بدرجة كبيرة سريعًا من الدرجة صفر إلى حوالي أربع ونصف درجة خلال الساعة الأولى بعد التصادم، ولكن المعدل الذي انخفضت به السفينة تباطأ بشكلٍ كبير في الساعة الثانية ووصل إلى نحو خمس درجات. وهذا أعطى للعديد من هؤلاء الذين كانوا على متنها شعور زائف بالأمل بأن السفينة قد تبقى طافية لفترة كافية لإنقاذهم. وبحلول الساعة 01:30 ازداد معدل غرق القسم الأمامي حتى وصلت تيتانيك إلى زاوية سُفلية بنحو عشر درجات.

## 15 أبريل 1912

### إشارات الاستغاثة والاستعدادات لإطلاق قوارب النجاة (00:05–00:45)

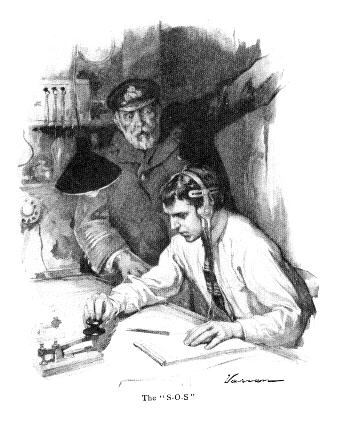
أمر القبطان إدوارد سميث مُشغِّل اللاسلكي چاك فيليپس بإرسال إشارات الاستغاثة.

في الساعة 00:05 من يوم 15 أبريل، أمر القبطان سميث بالكشف عن قوارب النجاة وحشد الركاب. كما أمر أيضًا مُشغِّلا اللاسلكي بالبدء في إرسال نداءات الاستغاثة، والتي وضعت السفينة على الجانب الغربي من حزام الجليد بشكل خاطئ ووجهت المُنقذين إلى موقع تبين أنه غير دقيق بنحو 13.5 ميل بحري (15.5 ميل / 25 كم). وتحت الطوابق كانت المياه تتدفق إلى أدني مستويات السفينة. فعندما غرقت غرفة البريد قام فارزوا البريد بمحاولة غير مجدية في النهاية لإنقاذ 400,000 عنصرًا من البريد محمولًا على متن تيتانيك. وفي مكان آخر، كان يمكن سماع صوت الهواء وهو يخرج بسبب فيضان المياه المتدفقة للداخل. وفوقهم ذهب المضيفون من باب إلى باب يوقظون النائمون من الركاب وأعضاء الطاقم - لم يكن لدى تيتانيك نظامًا للعناوين العامة - وأخبروهم بأن يذهبوا إلى طابق القوارب.
كانت دقة الحشد تعتمد بشكل كبير على درجة الركاب؛ كان مضيفو الدرجة الأولى مسؤولون عن عدد قليل من الكبائن، بينما كان على المسؤولون عن ركاب الدرجتان الثانية والثالثة إدارة أعداد كبيرة من الناس. قدم مضيفو الدرجة الأولى مساعدات عملية وساعدوا من هم مسؤولون عنهم على الارتداء وإحضارهم على سطح السفينة. ومع وجود عدد أكبر بكثير من الناس للتعامل معهم؛ حصر مضيفو الدرجتان الثانية والثالثة جهودهم في الغالب على فتح الأبواب وإخبار الركاب بأن يضعوا أحزمة النجاة وأن يذهبوا إلى الأعلى. وفي الدرجة الثالثة ترك الركاب بشكل كبير أجهزتهم الخاصة بعد إبلاغهم بالحاجة إلى الحضور على السطح. كان العديد من الركاب وأفراد الطاقم غير راغبين في الامتثال، إما بسبب رفض الاعتقاد بأن هناك مشكلة أو تفضيل دفء داخل السفينة على الهواء الليلي شديد البرودة. لم يتم إخبار الركاب بأن السفينة كانت تغرق، رغم أن بعضهم لاحظ أن السفينة كانت تميل.
في حوالي الساعة 00:15، بدأ المضيفون يأمرون الركاب بارتداء أحزمة النجاة. وبالرغم من ذلك مرة أخرى أخذ العديد من الركاب الأمر على أنه مزحة. وقام البعض بلعب كرة القدم بقطع الجليد المتناثرة على سطح مقدمة السفينة.
وفي طابق القوارب عندما بدأ الطاقم بتجهيز قوارب النجاة، كان من الصعب سماع أي شيء بسبب ضوضاء بخار الضغط العالي الذي كان يتم إطلاقه من الغلايات عبر الصمامات والأقماع أعلاه. وصف لورانس بيزلي الصوت بأنه «هدير قاسي يصم الآذان جعل من المحادثة أمرًا صعبًا؛ إذا تخيل أحد 20 قاطرة تنفخ البخار المكتوم فإن هذا سيعطي بعض الفكرة عن الصوت البغيض الذي قابلنا بينما كان نصعد على السطح العلوي». كان الضوضاء عاليًا جدًا لدرجة أن أفراد الطاقم اضطروا إلى استخدام إشارات اليد للتواصل.
كان لدى تيتانيك 20 قارب نجاة، بينهم 16 زورقًا خشبيًا على الرافعات، و8 على جانبي السفينة، و4 قوارب قابلة للطي لها قيعان خشبية وجوانب خيشية. تم تخزين القوارب القابلة للطي مقلوبة رأسًا على عقب مع طوي الجوانب إلى الداخل، وكان يجب فتحها ونقلها إلى الرافعات لإطلاقها. اثنان منهم كانا مُخزَّنان أسفل القوارب الخشبية والاثنان الآخران كانا مُوْثَقان على سطح كبائن الضباط. وكان موقع الأخيران يجعل إطلاقهما أمرًا بالغ الصعوبة، حيث كان وزنهما عدة أطنان وكان يجب تحريكهما باليد لأسفل إلى طابق القوارب. في المتوسط، كان يمكن لقوارب النجاة أن تستوعب 68 شخص على كل منها، وكلها معًا كانت تساع 1,178 شخصًا - بالكاد نصف عدد الأشخاص الذين كانوا على متنها وثُلث العدد الذي رُخِّصت السفينة لحمله. والنقص في قوارب النجاة لم يكن بسبب نقص المساحة ولا بسبب التكلفة. فتيتانيك صُمِّمت لكي تستوعب حتى 68 قارب نجاة، ما يكفي لجميع من هم على متنها - وكان سعر الـ32 قارب نجاة الإضافيين يبلغ حوالي 16,000 دولار أمريكي (ما يعادل 405,738 دولار أمريكي في سنة 2017)، وهو جزء ضئيل من مبلغ الـ7.5 مليون دولار أمريكي الذي أنفقته الشركة على تيتانيك. وفي حالة الطوارئ كان القصد من قوارب النجاة في ذلك الوقت أن تُستخدَم لنقل الركاب من السفينة المنكوبة إلى السفينة المجاورة. ولذلك كان من المألوف لعابرات المحيطات أن يكون عدد قوارب النجاة أقل بكثير من اللازم لتستوعب جميع ركابها وأطقمها، ومن بين 39 عابرة محيطات بريطانية وزنها أكثر من 10,000 طن كبير (10,000 ط)، كان لدى 33 منها عدد قليل جدًا من أماكن قوارب النجاة لتستوعب الجميع على متنها. فقد رغبت وايت ستار لاين في أن يكون للسفينة مكان واسع للتنزه مع منظر للبحر غير منقطع، والذي كان يمكن أن يسده صف متواصل من قوارب النجاة.

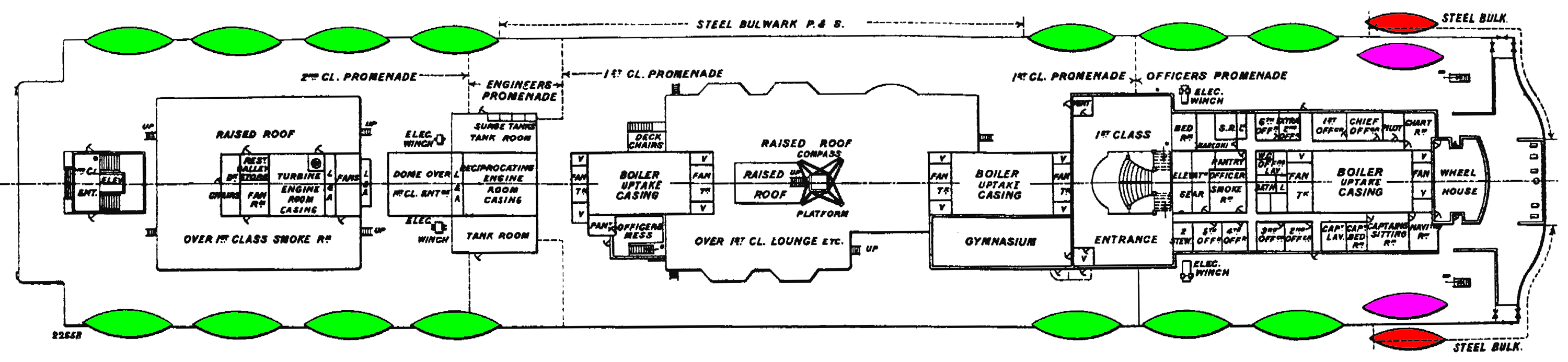
مواقع قوارب النجاة على متن تيتانيك. قوارب النجاة الرئيسية باللون الأخضر (تسع 68 شخصًا). قاربا الطوارئ باللون الأحمر (يسعان 40 شخصًا). قاربان قابلان للطي باللون الأرجواني (يسعان 47 شخصًا). القاربان الآخران القابلان للطي (لا يظهران في الرسم) كانا على سطح كبائن الضباط خلف الجسر.

القبطان سميث كان بحارًا خبيرًا خدم لمدة 40 عامًا في البحر، منها 27 سنة في القيادة. كانت هذه أول أزمة في حياته المهنية، وكان يعلم بأنه حتى لو كانت كل القوارب ممتلئة بالكامل فإن أكثر من ألف شخص سيبقون على السفينة بينما هي تنزل لأسفل مع قليل أو عدم وجود فرصة للنجاة. وعندما بدأ سميث يفهم فداحة ما على وشك أن يحدث، بدا أنه أصبح مشلولًا بسبب التردد. هو أمر الركاب والطاقم بالاحتشاد، ولكن اعتبارًا من تلك اللحظة فصاعدًا؛ أخفق في أن يأمر ضباطه بوضع الركاب في قوارب النجاة؛ ولم ينظم الطاقم بشكلٍ كافٍ؛ وأخفق في نقل المعلومات الهامة لضباطه وطاقمه؛ وكان يعطي أوامر مبهمة أو غير عملية أحيانًا ولم يعطي أبدًا الأمر بالتخلي عن السفينة. حتى أن بعض ضباطه على الجسر كانوا غير مدركين لبعض الوقت بعد التصادم بأن السفينة كانت تغرق. الضابط الرابع چوزيف بوكسهال لم يكتشف الأمر حتى الساعة 01:15، بالكاد قبل ساعة من نزول السفينة لأسفل. بينما جورج راو أحد المسؤولين عن الدفة كان غير مدركًا تمامًا للحالة الطارئة التي بعد بدء الإخلال، فاتصل بالجسر من محطة المراقبة الخاصة به ليسأل لماذا رأى للتو قارب نجاة يرحل. لم يخبر سميث ضباطه بأن السفينة لم يكن لديها قوارب نجاة تكفي لإنقاذ الجميع. ولم يُشرِف على تحميل قوارب النجاة وعلى ما يبدو أنه لم يبذل أي جهد لمعرفة ما إذا كان يتم اتباع أوامره.
لم يكن الطاقم كذلك مستعدًا لحالات الطوارئ، حيث أن التدريب على قوارب النجاة كان ضئيلًا للغاية. تم إجراء تدريب واحد فقط على قوارب النجاة أثناء توقف السفينة في ساوثهامپتون، كان تدريبًا سريعًا تآلف من قاربين تم إنزالهما، كل منهما كان عليه ضابط واحد وأربع رجال الذين قاموا فقط بالتجديف حول الرصيف لبضع دقائق قبل العودة إلى السفينة. وكان من المفترض أن يتم تزويد القوارب بإمدادات الطوارئ ولكن ركاب تيتانيك اكتشفوا لاحقًا أنهم لم يتم تزويدهم بالمؤن إلا جزئيًا على الرغم من الجهود التي بذلها كبير خبازي السفينة تشارلز چوجهين وطاقمه من أجل ذلك. لم يتم إجراء أية تدريبات على قوارب النجاة أو الحرائق منذ أن تركت تيتانيك ساوثهامپتون. وكان من المقرر إجراء تدريب على قوارب النجاة صباح الأحد قبل غرق السفينة، ولكن تم إلغاءه لأسباب غير معروفة من قِبل القبطان سميث.
تم نشر قوائم على السفينة لتعيين أفراد الطاقم إلى محطات قوارب نجاة محددة، ولكن عدد قليل منهم فقط يبدو أنهم قرأوها أو عرفوا ما كان يُفترَض منهم أن يفعلوه. معظم أفراد الطاقم لم يكونوا بحارة، وحتى بعض هؤلاء لم تكن لديهم خبرة سابقة في التجديف بالقوارب. وقد واجهوا الآن المهمة المعقدة التي تتمثل في تنسيق إنزال 20 قاربًا يحملون ما يُحتمَل أن يصل إلى 1,100 شخصًا لمسافة 70 قدم (21 م) أسفل جانبي السفينة. وقد علَّق توماس إي بونسال وهو مؤرخ للكارثة، بأن تنظيم عملية الإخلاء كان سيئًا للغاية بحيث «حتى لو كان لديهم عدد قوارب النجاة التي يحتاجون إليها، فمن المستحيل أن نرى كيف كان بإمكانهم إطلاقها» نظرًا لضيق الوقت والقيادة السيئة.
وبحلول الساعة 00:20، بعد مرور 40 دقيقة على التصادم، كان تحميل قوارب النجاة قيد التنفيذ. وقد تذكَّر بعدئذ الضابط الثاني لايتولر أنه لاحظ سميث يقف بالقرب من الجسر وهو ينظر إلى المحيط في حالة من الذهول تشبه الغيبوبة. وبحسب لايتولر «صرخت بأعلى صوتي، 'ألم يكن من الأفضل أن نجلب النساء والأطفال إلى القوارب، سيدي؟' فسمعني وأومأ بالرد». وبعد ذلك أمر سميث كل من لايتولر ومردوك «ضعا النساء والأطفال وإنزلاهم بعيدًا». تولي لايتولر مسؤولية القوارب على جانب الميناء وتولى مردوك مسؤولية تلك التي على الجانب الأيمن. فسَّر الضابطان أمر الإخلاء «النساء والأطفال» بشكل مختلف؛ فأخده مردوك بمعنى النساء والأطفال أولًا، بينما أخذه لايتولر بمعنى النساء والأطفال فقط. وأنزل لايتولر قوارب نجاة بمقاعد فارغة إذا لم يكن هناك نساء وأطفال ينتظرون الركوب، بينما سمح مردوك لعدد محدود من الرجال بالركوب إذا كان كل النساء والأطفال القريبين قد صعدوا. كلا الضابطان لم يعرفا كم عدد الأشخاص الذين يمكن حملهم بأمان في القوارب عندما كانا يقومان بإنزالها وكلاهما أخطأ بعدم ملئها بسبب الحذر. وكان بإمكانهما إنزالها بأمان تام بإكمال العدد 68 شخصًا، خاصةً مع الظروف الجوية والبحرية الملائمة للغاية. ولو تم ذلك كان يمكن إنقاذ 500 شخصًا إضافيًا؛ وبدلًا من ذلك تم ترك المئات معظمهم من الرجال على متن السفينة حيث تم إطلاق قوارب النجاة وبها العديد من المقاعد شاغرة.
في البداية كان عدد قليل من الركاب غير راغب في ركوب قوارب النجاة ووجد الضباط المسؤولون عن الإخلاء صعوبة في إقناعهم. قال المليونير چون چاكوب أستور «نحن أكثر أمانًا هنا من ذلك القارب الصغير». ورفض بعض الركاب بشكل قاطع الركوب. أما چيه بروس إسماي الذي أدرك الحاجة المُلِحَّة للوضع جاب على ميمنة سطح السفينة يحث الركاب والطاقم على الصعود على متن القوارب. تم إقناع عدد قليل من النساء والأزواج والرجال العزاب بركوب قارب النجاة رقم 7، الذي أصبح أول قارب نجاة يتم إنزاله.

### رحيل قوارب النجاة (00:45–02:05)

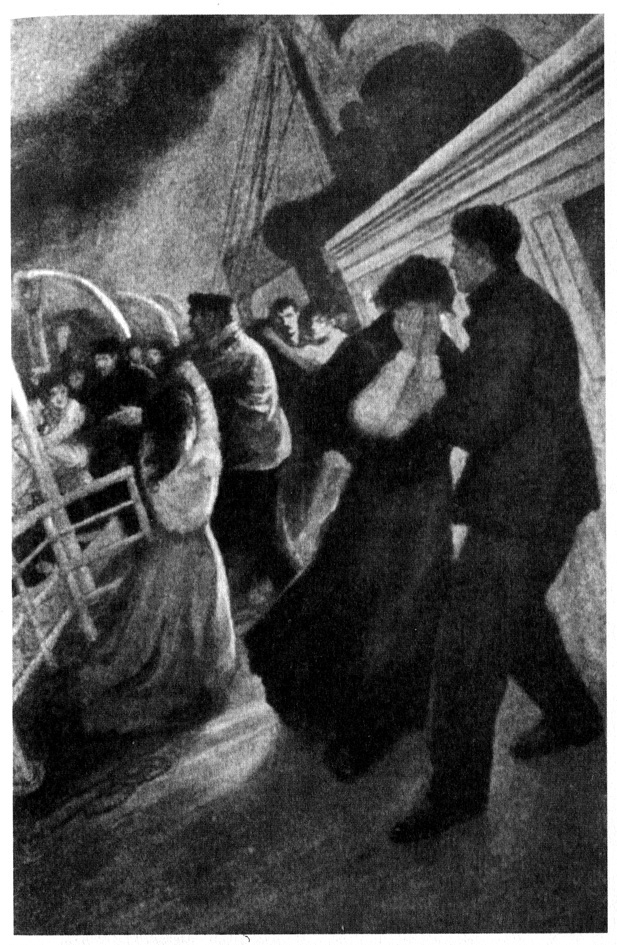
"الفُراق الحزين"، رسم تصويري من سنة 1912.

في الساعة 00:45، أبحر قارب النجاة رقم 7 بعيدًا عن تيتانيك وعلى متنه 28 راكبًا (على الرغم من أنه كان يسع 65 راكبًا). وكان قارب النجاة رقم 6 على جانب الميناء هو التالي الذي تم إنزاله في الساعة 00:55، وكان عليه 28 شخصًا كذلك. من بينهم مارجريت "موللي" براون «غير القابلة للغرق». أدرك لايتولر أنه كان يوجد بحار واحد فقط على متنه (روبرت هيتشنز المسؤول عن الدفة) وطلب متطوعين. تقدم الرائد آرثر جودفري پيوشن إلى الأمام ونزل لأسفل بواسطة حبل إلى قارب النجاة؛ كان هو الراكب الذكر الوحيد الذي سمح له لايتولر بالركوب خلال إخلاء جانب الميناء. دور پيوشن سلط الضوء على مشكلة رئيسية خلال الإخلاء: فبالكاد لم يكن هناك أي بحارة لإدارة القوارب. بعضهم تم إرسالهم إلى الأسفل لفتح أبواب السلالم للسماح بإجلاء المزيد من الركاب، لكنهم لم يعودوا أبدًا. ومن المحتمَل أنهم حوصروا وغرقوا بسبب المياه الصاعدة في الطوابق السفلية.
في الوقت نفسه، كافح أفراد الطاقم الآخرون للحفاظ على الخدمات الحيوية مع استمرار تدفق المياه إلى الطوابق السفلى من السفينة. عمل المهندسون والوقَّادون على تنفيس البخار من الغلايات لمنعها من الانفجار عند تلامسها مع الماء البارد. وأعادوا فتح الأبواب المانعة للماء من أجل تركيب مضخات محمولة إضافية في المقصورات الأمامية في محاولة غير مجدية للحد من السيل. وحافظوا على تشغيل المولدات الكهربائية للحفاظ على الأضواء والطاقة في جميع أنحاء السفينة. المضيف إف دِنت راي تفادى بصعوبة الانجراف بعيدًا عندما انهار جدار خشبي بين مكان إقامته وغرف الدرجة الثالثة في الطابق E. مما أدى إلى وصول الماء إلى خصره. مات مهندسان، هما هربرت هارڤي وچوناثان شيفارد (الذي كان قد كسرت ساقه اليسرى للتو بعد سقوطه في فتحة دخول قبل دقائق) في غرفة الغلاية رقم 5 في حوالي الساعة 00:45 عندما انهار باب مخزن الوقود الذي يفصله عن غرفة الغلاية رقم 6 التي غمرتها المياه وانجرفا بعيدًا بواسطة «موجة من الرغوة الخضراء» بحسب ما قاله قائد الوقَّادين فريدريك باريت الذي هرب بالكاد من غرفة الغلاية.
في غرفة الغلاية رقم 4 حوالي الساعة 01:20 بدأت المياه تتدفق من الأسفل، وهذا ربما يشير إلى أن قاع السفينة قد تعرض للثَقب بواسطة الجبل الجليدي. سرعان ما أغرقت المياه المتدفقة المضخات وأجبرت الوقَّادين ومُشَذِّبي الفحم على إخلاء غرف الغلايات الأمامية. أما في مؤخرة السفينة فقد بقي كبير المهندسين ويليام بيل وزملائه في الهندسة وعدد قليل من الوقَّادين والشحَّامين المتطوعين في غرف الغلايات 1 و2 و3 وفي غرف المحركات التوربينية والترددية. وقد استمروا في العمل على الغلايات والمولدات الكهربائية من أجل الحفاظ على تشغيل أضواء ومضخات السفينة ولامداد اللاسلكي بالطاقة بحيث يستطيع إرسال إشارات الاستغاثة. ظلوا في مواقعهم حتى النهاية تمامًا، وبالتالي ضمان عمل تيتانيك الكهربائي حتى الدقائق الأخيرة للغرق. لم ينج أي من مهندسو وكهربائيو السفينة البالغ عددهم 35. ولم ينج أيضًا أي من كتبة البريد الخمسة، الذين شوهدوا لآخر مرة وهم يكافحون من أجل إنقاذ الحقائب البريدية التي أنقذوها من غرفة البريد التي غمرتها المياه. وقد غرقوا بواسطة المياه الصاعدة في مكان ما في الطابق D.
كما واجه أيضًا العديد من ركاب الدرجة الثالثة مشهد المياه التي تتدفق إلى أماكن إقاماتهم في الطوابق E وF وG. وقد ذكر فيما بعد كارل چانسون أحد العدد الصغير نسبيًا من الناجين من الدرجة الثالثة:
تم إنزال قوارب النجاة كل بضع دقائق على كل جانب، ولكن معظم القوارب كانت غير مليئة بشكل كبير. القارب رقم 5 رحل وعليه 41 راكبًا، ورقم 3 رحل وعليه 32، ورقم 8 رحل وعليه 39، ورقم 1 رحل وعليه 12 فقط رغم أن سعته تصل إلى 40. لم تسر عملية الإخلاء بسلاسة وتعرَّض الركاب خلالها لحوادث وإصابات.
سقطت امرأة بين القارب رقم 10 وجانب السفينة ولكن أحدهم التقطها من كاحلها وسحبها وأعادها إلى طابق الممشى، حيث قامت بمحاولة ثانية ناجحة في الصعود. وكُسِرت عدة أضلاع لراكبة الدرجة الأولى أني ستينجل عندما قفز طبيب ألماني-أمريكي من ذوي الوزن الزائد وشقيقه إلى القارب رقم 5، حيث سحقاها وضرباها وفقدت الوعى. وكان نزول قوارب النجاة محفوفًا بالمخاطر. فقد غُمر القارب رقم 6 تقريبًا بالماء أثناء نزوله بواسطة تصريف المياه الخارجة من السفينة إلا أنه نجح في الابتعاد عن السفينة. والقارب رقم 3 كان يوشك على أن يتعرض لكارثة عندما عَلَقَت واحدة من الرافعات، وهُدد الركاب بالانزلاق من القارب إلى البحر.
وبحلول الساعة 01:20، أصبحت خطورة الوضع واضحة للركاب عبر الطوابق، والذين بدأوا يودعهم بعضهم البعض، حيث رافق الأزواج زوجاتهم وأطفالهم إلى قوارب النجاة. وكان يتم إطلاق مشاعل الاستغاثة كل بضع دقائق لجذب انتباه أي سفن مجاورة، وأرسل مُشغِّلا اللاسلكي بشكل متكرر إشارة الاستغاثة سي كيو دي (CQD). ثم اقترح مُشغِّل اللاسلكي هارولد برايد على زميله چاك فيليپس أنه يجب أن يستخدم إشارة إس أو إس (SOS) الجديدة، حيث أنها «قد تكون فرصتك الأخيرة لإرسالها». اتصل مُشغِّلا اللاسلكي الاثنان مع سفن أخرى لطلب المساعدة، وردت عليهما عدة سفن، أقربها كانت آر إم إس كارپاثيا التي كانت تبعد 58 ميل (93 كـم) عن تيتانيك. وكانت سرعتها أبطأ بكثير من تيتانيك، وحتى لو سارت بسرعتها القصوى 17 عقدة (20 ميل/س؛ 31 كم/س) ستستغرق أربع ساعات للوصول إلى السفينة الغارقة. واستجابت سفينة أخرى هي إس إس مونت تمپل (SS Mount Temple) التي غيرت مسارها واتجهت إلى موقع تيتانيك لكنها توقفت بسبب حزمة جليد.
السفينة إس إس كاليفونيان كانت أقرب بكثير، والتي حذرت تيتانيك من الجليد قبل بضع ساعات. فبسبب قلقه من وجود سفينته في حقل كبير من الجليد المجروف، قرر قبطان كاليفورنيان ستانلي لورد التوقف ليلًا في حوالي الساعة 22:00 وانتظار ضوء النهار ليجد طريقه عبر الحقل الجليدي. في الساعة 23:30، وقبل 10 دقائق من اصطدام تيتانيك بالجبل الجليدي، قام مُشغِّل اللاسلكي الوحيد لكاليفورنيان سيريل إيڤانز بإغلاق جهازه ليلًا ثم ذهب للنوم. وفي غرفة قيادتها رأي الضابط الثالث تشارلز جورڤز سفينة كبيرة باتجاه الميمنة على مسافة تتراوح بين 10 إلى 12 ميل (16 إلى 18 كم). وقد انعطفت فجأة باتجاه جانب الميناء ثم توقفت. لو كان مُشغِّل لاسلكي كاليفورنيان بقي في موقعه لخمس عشر دقيقة إضافية لربما تم إنقاذ مئات الأرواح. وبعد مرور أكثر من ساعة بقليل، رأى الضابط الثاني هربرت ستون خمس صواريخ بيضاء فوق السفينة التي توقفت. لم يكن متأكدًا من ما تعنيه هذه الصواريخ، وذهب للقبطان لورد الذي كان يستريح في غرفة الخرائط وأبلغ عن المشاهدة. ولكن لورد لم يفعل شيئًا تجاه الإبلاغ، وشعر ستون بالقلق وقال لأحد زملاءه «إن سفينة لن تُطلق صواريخًا في البحر من أجل لا شيء».

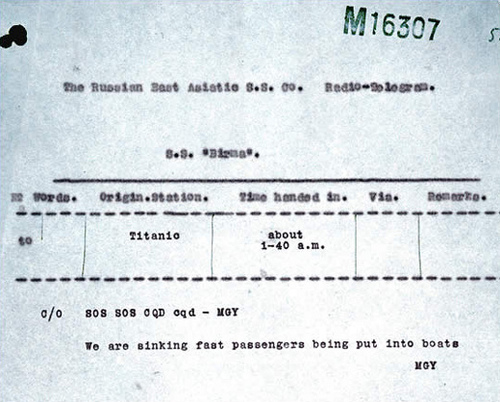
إشارة استغاثة أُرسلت من قِبل چاك فيليپس مُشغِّل لاسلكي تيتانيك إلى السفينة الروسية إس إس بيرما (SS Birma) في حوالي الساعة 01:40 "نحن نغرق بسرعة الركاب يتم وضعهم في القوارب". كانت هذه واحدة من آخر رسائل اللاسلكي الواضحة لتيتانيك.

وفي ذلك الوقت كان قد أصبح واضحًا لهؤلاء الذين كانوا على متن تيتانيك أن السفينة تغرق بالفعل وأنه لن يكون هناك ما يكفي من قوارب النجاة للجميع. وكان البعض لا يزالون يتشبثون بالأمل بأن الأسوأ لن يحدث؛ قال لوسيان سميث لزوجته إلويس «إنها مسألة شكلية فقط بأن يكون النساء والأطفال أولًا. إن السفينة مجهزة بالكامل وسيتم إنقاذ كل شخص فيها». وقال هارڤي زوج تشارلوت كولير لزوجته وهي تدخل قارب النجاة «اذهبي، لوتي! من أجل الرب، كوني شجاعة واذهبي! سأحصل على مقعد في قارب آخر!».
أزواج آخرون رفضوا الانفصال. أيدا ستراوس زوجة شريك ماسيز وعضو سابق في مجلس النواب الأمريكي إيزايدور ستراوس، قالت لزوجها «لقد عشنا معًا لسنوات عديدة. فأينما تذهب سأذهب». وجلسا معًا على زوج من كراسي سطح السفينة وانتظرا النهاية. وغيَّر رجل الصناعة بنجامين جوجنهايم سترة النجاة الخاصة به وكنزته بقبعته العالية وثوبه المسائي، وقال بأنه يرغب في النزول لأسفل مع السفينة كرجل نبيل.
عند هذه النقطة، كانت الغالبية العظمى من الركاب الذين استقلوا قوارب النجاة من الدرجتان الأولى والثانية. عدد قليل من ركاب الدرجة الثالثة هم الذين صعدوا إلى سطح السفينة، لأن معظمهم كانوا ضائعون في متاهة دهاليز السفينة أو محاصرون خلف الحواجز والأقسام التي تفصل أماكن إقامة الدرجة الثالثة عن مناطق الدرجتان الأولى والثانية. هذا الفصل لم يكن ببساطة لأسباب اجتماعية، لكنه كان مطلبًا لقوانين الهجرة في الولايات المتحدة، التي تفرض فصل ركاب الدرجة الثالثة من أجل السيطرة على الهجرة ومنع انتشار الأمراض المُعدية. ركاب الدرجتان الأولى والثانية على عابرات الأطلسي ينزلوا عند الأرصفة الرئيسية لجزيرة مانهاتن، ولكن ركاب الدرجة الثالثة كان عليهم الخضوع لفحوصات صحية ومعالجة في جزيرة إيليس. وفي بعض الأماكن على الأقل، بدا أن طاقم تيتانيك قد أعاق بنشاط هروب ركاب الدرجة الثالثة. فبعض الحواجز كانت مغلقة ومحروسة من قِبل أفراد الطاقم لمنع ركاب الدرجة الثالثة من الاندفاع نحو قوارب النجاة. كتبت الناجية الأيرلندية مارجريت ميرفي في مايو 1912:
كان لابد من اتخاذ طريق طويل متعرج للوصول إلى الجانب العلوي؛ كان مكان إقامة الدرجة الثالثة الذي كان يقع في الطابق C عبر الطابق G في أقصى أطراف الطوابق، وكان أبعد ما يكون عن قوارب النجاة. وعلى النقيض كانت إقامة الدرجة الأولى تقع في الطوابق العليا ولذلك فقد كانت أقرب. وهكذا أصبح القرب من قوارب النجاة عاملًا رئيسيًا في تحديد من صعد على متنها. ولزيادة الصعوبة لم يكن العديد من ركاب الدرجة الثالثة يفهمون أو يتحدثون الإنجليزية. وربما لم تكن مصادفة أن المهاجرين الأيرلنديين الناطقين بالإنجليزية كانوا ممثِلين بشكل غير متناسب بين ركاب الدرجة الثالثة الذين نجو. والعديد من هؤلاء الذين نجو منهم كانوا يدينون بحياتهم إلى مضيف الدرجة الثالثة چون إدوارد هارت الذي نَظَّم ثلاث رحلات بداخل السفينة لمرافقة مجموعات من ركاب الدرجة الثالثة إلى طابق القوارب. آخرون شقوا طريقهم من خلال الحواجز المفتوحة أو تسلق سلالم الطوارئ.
ولكن البعض لم يحاولوا الهرب وبقوا في حجراتهم أو اجتمعوا للصلاة في غرفة عشاء الدرجة الثالثة. فقد رأى قائد الوقَّادين تشارلز هندريكسون حشود من ركاب الدرجة الثالثة أسفل الطوابق مع حقائبهم وممتلكاتهم، كما لو كانوا في انتظار شخص ليوجههم. أرجع عالِم النفس وين كريج ويد هذا إلى «السلبية الرواقية» التي أنتجتها أجيال اعتمدت على أن يتم إخبارها من قِبل المتفوقين اجتماعيًا بما يجب أن تفعله. لاحقًا علَّق أوجست وينرستروم أحد الناجين الذكور من ركاب الدرجة الثالثة بأن العديد من رفاقه لم يبذوا أي جهد لإنقاذ أنفسهم. وكتب:

#### إطلاق قوارب النجاة الأخيرة (01:30–02:05)

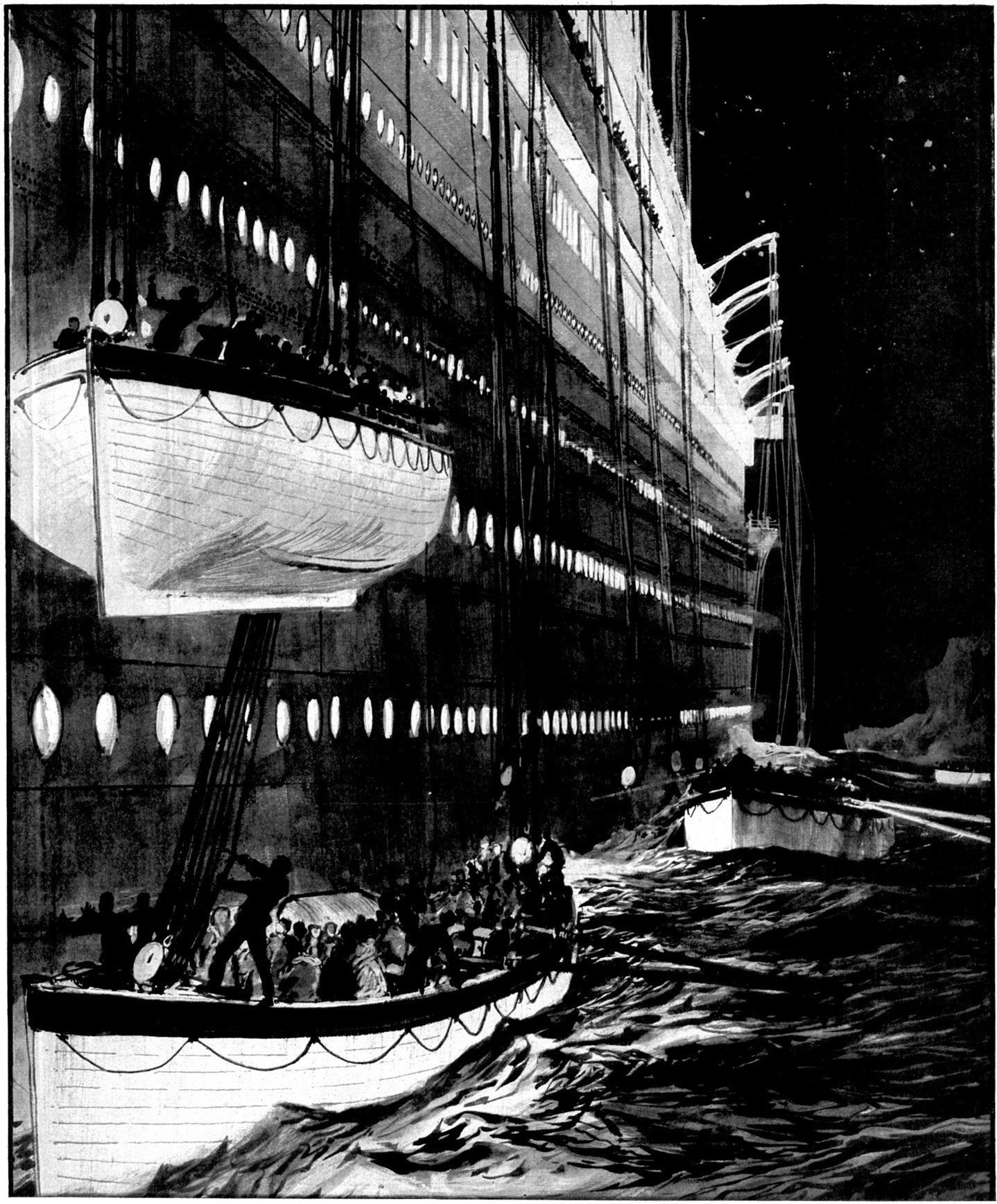
قارب النجاة رقم 15 كان يوشك على النزول على القارب رقم 13 (رسم تصويري من قِبل تشارلز ديكسون).

بحلول الساعة 01:30، كانت زاوية نزول تيتانيك في الماء تتزايد وكانت السفينة تميل أكثر بقليل إلى جانب الميناء، ولكن ليس أكثر من 5 درجات. كانت الحالة المتدهورة منعكسة في نبرة الرسائل المرسَلة من السفينة: «نحن نضع النساء في القوارب» عند 01:25، و«غرفة المحركات غُمِرت» عند 01:35، وفي 01:45 «غرفة المحركات ممتلئة بالكامل حتى الغلايات». كانت هذه آخر إشارة مفهومة لتيتانيك، والتي أُرسلت مع بدء النظام الكهربائي للسفينة بالتعطل؛ الرسائل التالية كانت مختلَطة ومتقطعة. ومع ذلك فقد استمر مُشغِّلا اللاسلكي في إرسال رسائل استغاثة تقريبًا إلى النهاية تمامًا.
القوارب المتبقية تم ملئها أقرب بكثير إلى سعتها وباندفاع متزايد. القارب رقم 11 تم ملئه مع وضع خمس أشخاص أكثر من سعته المقدرة، وبينما كان يتم إنزاله تم غمره تقريبًا بالمياه التي يتم ضخها من السفينة. القارب رقم 13 تفادى بصعوبة نفس المشكلة ولكن الذين كانوا على متنه لم يتمكنوا من تحرير الحبال التي تم إنزال القوارب بها. وقد جنح نحو المؤخرة مباشرةً تحت القارب رقم 15 حيث كان يتم إنزاله. تم قطع الحبال في الوقت المناسب وأبحر القاربان بعيدًا بأمان.
شوهدت العلامات الأولى للهلع عندما حاولت مجموعة من الركاب الاندفاع إلى قارب النجاة رقم 14 على جانب الميناء عندما كان يتم إنزاله وعليه 40 شخصًا، أطلق الضابط الخامس هارولد لوي الذي كان مسؤولًا عن القارب ثلاث طلقات تحذيرية في الهواء للسيطرة على الحشد دون التسبب في إصابات. وتم إنزال القارب رقم 16 بعد خمس دقائق. ومن بين من كانوا عليه المضيفة ڤيوليت چيسوپ التي ستكرر التجربة بعد أربع سنوات عندما نجت من غرق بريتانيك السفينة الشقيقة لتيتانيك في الحرب العالمية الأولى. تم إطلاق القارب C القابل للطي عند الساعة 01:40 من منطقة صارت مهجورة إلى حد كبير على سطح السفينة، حيث انتقل معظم الموجودون على السطح إلى مؤخرة السفينة. كان على متن هذا القارب رئيس مجلس الإدارة والرئيس التنفيذي لوايت ستار لاين چيه بروس إسماي الناجي الأكثر إثارةً للجدل على تيتانيك، والذي جعل هروبه من السفينة عملًا مُدانًا بالجُبن فيما بعد.
وفي الساعة 01:45، تم إنزال قارب النجاة رقم 2. وبينما كان لا يزال على مستوى السطح، وجد لايتولر أن القارب احتله رجال، كتب فيما بعد «لم يكونوا بريطانيين، ولا من العِرق الناطق بالإنجليزية... [ولكن من] فئة معروفة للبحارة بـ 'dagoes'». وبعد أن طردهم بتهديده لهم بمسدسه، لم يتمكن من العثور على ما يكفي من النساء والأطفال لملء القارب. وأنزله وعليه 25 شخصًا فقط برغم أنه كان يسع 40. وذهب چون چاكوب أستور مع زوجته إلى الأمان في القارب رقم 4 في الساعة 01:55 ولكن تم رفض دخوله من قِبل لايتولر، على الرغم من أنه كان عليه 20 مقعدًا غير مشغولًا من 60.
آخر قارب نجاة تم إطلاقه هو D القابل للطي الذي رحل في الساعة 02:05 وعليه 25 شخصًا، وقفز رجلان آخران إلى القارب بينما كان يتم إنزاله. كان البحر قد وصل إلى طابق القوارب وكان سطح مقدمة السفينة على عمق تحت الماء. وتخلت راكبة الدرجة الأولى إيديث إيڤانز عن مكانها في القارب وماتت في الكارثة في النهاية. كانت واحدة من أربع نساء فقط من الدرجة الأولى هلكن في الغرق. نفَّذ القبطان سميث جولة أخيرة على سطح السفينة، وقال لمُشغِّلا اللاسلكي وأعضاء الطاقم الآخرين «الآن كل رجلٌ لنفسه».
مع توجه الركاب والطاقم إلى المؤخرة، حيث كان الأب توماس بيليس يسمع اعترافات ويعطي غفرانات، عزفت فرقة تيتانيك الموسيقية خارج الصالة الرياضية. كانت لدى تيتانيك فرقتان موسيقيتان منفصلتان. واحدة كانت خماسي يقودها والاس هارتلي والتي كانت تعزف بعد العشاء وفي الخدمات الدينية، بينما الأخرى كانت ثلاثي التي عزفت في منطقة الاستقبال وخارج المقهي والمطعم. كانت للفرقتان مكتبتان وترتيبان موسيقيان منفصلان ولم تعزفا معًا قبل الغرق. بعد حوالي 30 دقيقة من الاصطدام بالجبل الجليدي تم استدعاء الفرقتين من قِبل القبطان سميث الذي أمرهم بالعزف في استراحة الدرجة الأولى. تذكَّر الركاب أنهم كانوا يعزفون نغمات حية مثل «ألكسندر راجتايم باند» (Alexander's Ragtime Band)، ومن غير المعروف إن كان لاعبا البيانو الاثنان كانا مع الفرقة في ذلك الوقت، الوقت بالضبط غير معروف، ولكن الموسيقيين انتقوا لاحقًا إلى مستوى طابق القوارب حيث عزفوا قبل أن ينتقلوا للخارج على سطح السفينة نفسه.

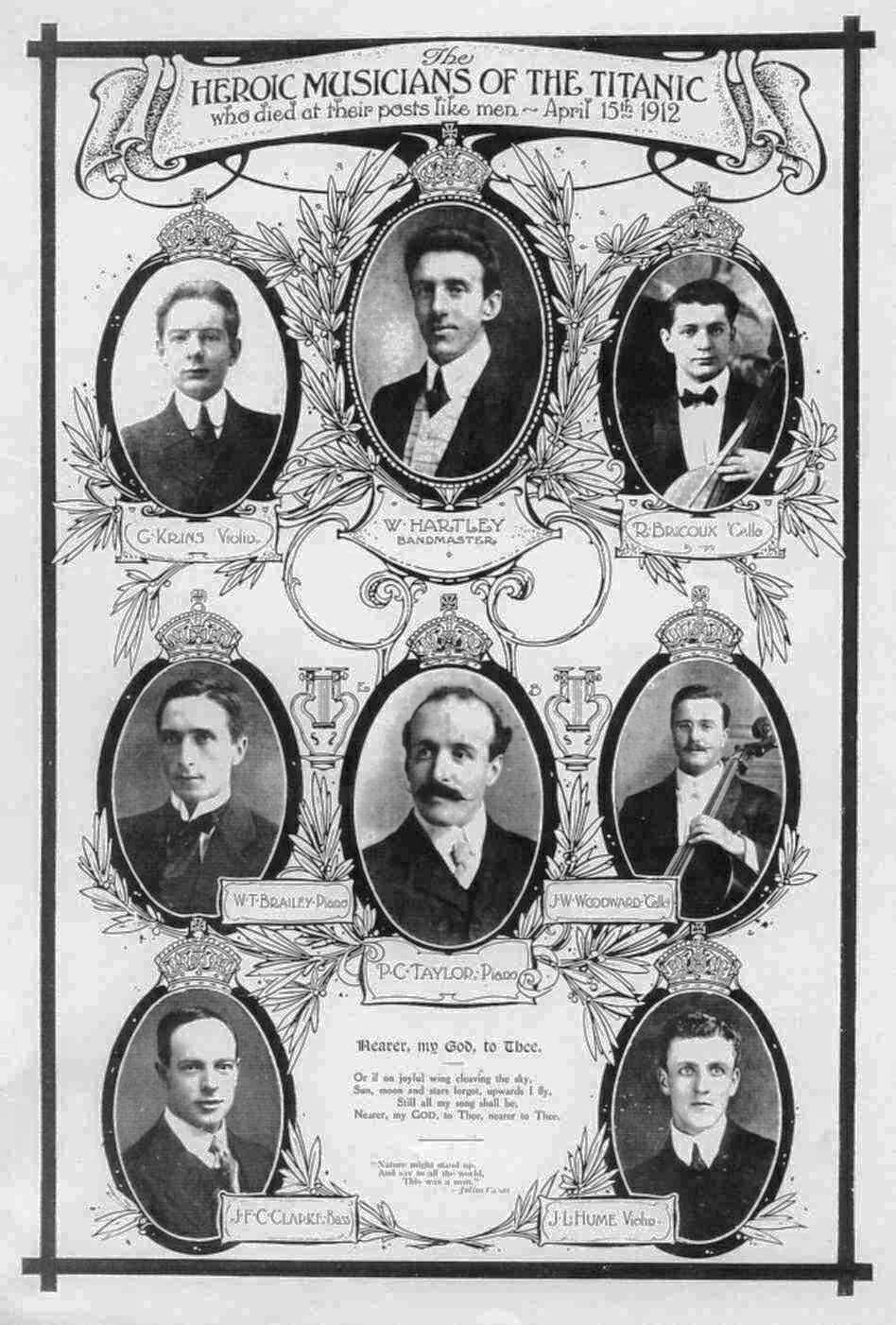
فرقة تيتانيك الموسيقية.

جزء من الفلكلور الدائم لغرق تيتانيك هو أن الموسيقيين عزفوا ترنيمة «نيرر، ماي جاد، تو ثي» (Nearer, My God, to Thee) عندما كانت السفينة تغرق ولكن هذا يبدو مشكوكًا فيه. فقد ظهر هذا الادعاء من بين التقارير الأقدم عن غرق السفينة، أصبحت الترنيمة مرتبطة ارتباطًا وثيقًا بكارثة تيتانيك والتي نُحتت افتتاحيتها على النُصُب التذكاري لقائد فرقة تيتانيك والاس هارتلي الذي لقي حتفه في الكارثة. قالت ڤيوليت چيسوپ في روايتها عن الكارثة عام 1934 أنها سمعت الترنيمة يتم عزفها. وعلى النقيض نفى أرتشيبالد جريسي ذلك بشكل قاطع في روايته الخاص والذي كُتِبه بعد الغرق بفترة قصيرة، وقال مُشغِّل اللاسلكي هارولد برايد أنه سمع الفرقة تعزف «راجتايم»، ثم «أوتومن» (Autumn)، والذي من الممكن أنه كان يعني به الفالس الشعبي آنذاك (Songe d'Automne) «حلم الخريف» للملحن أرتشيبالد چويس. قال جورج أورويل قائد فرقة سفينة الإنقاذ كارپاثيا والذي تكلم مع الناجين «من المتوقع أن تلعب فرقة السفينة في أي حالة طوارئ لتهدئة الركاب. فبعد أن ضربت تيتانيك الجبل الجليدي بدأت الفرقة تلعب الموسيقى الساطعة، وموسيقى الرقص، والأغاني الهزلية - أي شيء يمكن أن يمنع الركاب من أن يصابوا بالهلع... بدأ العديد من الركاب المروَعين بالتفكير في الموت الذي واجههم وطلبوا من قائد الفرقة لعب الترانيم. الواحدة التي ناشدت الجميع هي 'نيرر، ماي جاد، تو ثي'». وبحسب جريسي الذي كان قريبًا من الفرقة حتى نزل هذا القسم من السطح إلى أسفل، النغمات التي عزفتها الفرقة كانت «مُبْهِجة» لكنه لم يتعرف على أي منها، زاعمًا أنهم لو كانوا عزفوا 'نيرر، ماي جاد، تو ثي' كما زعمت الصحف «بالتأكيد كان يجب أن ألحظ ذلك وأعتبره تحذيرًا غير لبقًا من الموت الفوري لنا جميعًا ومن المرجح أن يخلق الذعر». وزعم العديد من الناجين الذين كانوا من بين آخر من غادروا السفينة أن الفرقة استمرت في العزف إلى أن أصبح ميلان السطح شديد الانحدار بالنسبة لهم من أجل الوقوف، وزعم جريسي أن الفرقة توقفت عن العزف قبل 30 دقيقة على الأقل من غرق السفينة. ويدعم العديد من الشهود هذه القصة منهم إيه إتش باركوورث وهو راكب من الدرجة الأولى الذي شهد «أنا لا أريد أن أنتقص من شجاعة أي شخص، لكني قد أذكر أنني عندما جئت إلى السطح في البداية كانت الفرقة تلعب الفالس. وفي المرة الثانية التي مررت فيها حيث كان الفرقة متمركزة، كان الأعضاء قد ألقوا بأدواتهم ولم تتم رؤيتهم».
سمع برايد الفرقة تعزف أثناء مغادرته كابينة اللاسلكي التي كانت تتلاطمها الأمواج آنذاك، بصحبة مُشغِّل اللاسلكي الآخر چاك فيليپس. وكان قد تعارك لتوه مع رجل اعتقد برايد أنه «وقَّاد، أو شخص ما من الطوابق السفلية»، والذي حاول سرقة حزام النجاة من فيليپس. كتب برايد فيما بعد «لقد قمت بواجبي. أتمنى أنني قضيت [على الرجل]. لا أعرف. لقد تركناه على أرضية الكابينة في غرفة اللاسلكي، ولم يكن يتحرك».
كان أرتشيبالد جريسي أيضًا يتجه إلى الخلف، لكنه عندما شق طريقه نحو المؤخرة وجد طريقه مسدودًا بواسطة «كتلة بشرية لها عدة خطوط عميقة، تغطي سطح السفينة، وتواجهنا»، - المئات من ركاب الدرجة الثالثة الذين وصلوا أخيرًا إلى السطح عندما كانت قوارب النجاة الأخيرة قد غادرت. ثم تخلى عن فكرة الذهاب للخلف وقفز في الماء ليبتعد عن الزحام. آخرون لم يحاولوا الهرب وذُكِر أن مصمم السفينة توماس أندروز شوهد لآخر مرة في غرفة تدخين الدرجة الأولى، وقد نزع حزام النجاة وكان يحدق في اللوحة أعلى المدفأة. ومصير القبطان سميث غير واضح لأن هناك روايات متضاربة عن موته؛ فهو إما دخل غرفة القيادة على الجسر ومات هناك عندما غطتها المياه، أو قفز في الماء قبل أن يغرق الجسر ثم هلك في الماء، ربما بالقرب من القارب B القابل للطي.

### دقائق الغرق الأخيرة (02:15–02:20)

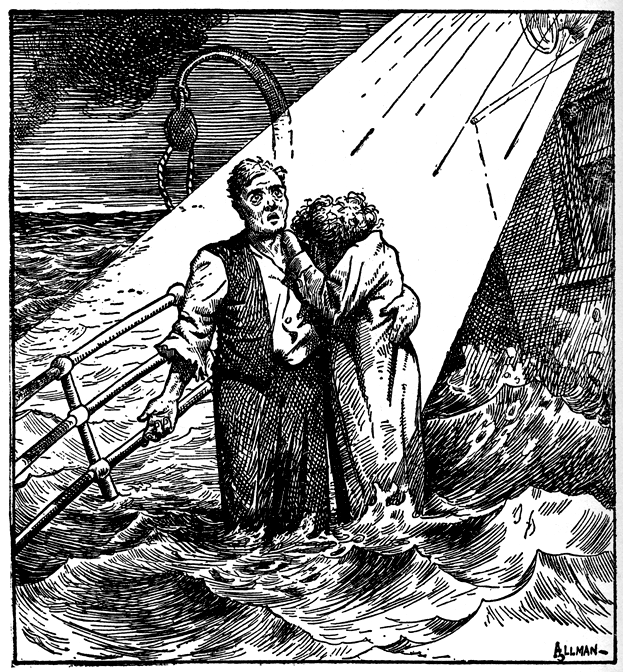
"نيرر، ماي جاد، تو ثي" (Nearer, My God, to Thee). رسم من سنة 1912.

في حوالي الساعة 02:15، بدأت زاوية تيتانيك في الماء تتزايد بسرعة مع تدفق الماء إلى أجزاء من السفينة لم تكن مُلئت من قبل من خلال فتحات سطح السفينة. وتسببت زاويتها المتزايدة المفاجئة في ما أطلق عليها أحد الناجين «موجة عملاقة» ضربت السفينة من نهاية مقدمة طابق القوارب، وجرفت الكثير من الناس إلى البحر. المجموعات التي كانت تحاول إنزال القاربان القابلان للطي A وB ومن بينهم كبير الضباط هنري وايلد والضابط الأول مردوك والضابط الثاني لايتولر والكولونيل أرتشيبالد جريسي انجرفوا بعيدًا مع القاربين (القارب B طفا بعيدًا وانقلب رأسًا على عقب واحتجز هارولد برايد تحته، والقارب A انتهي مغمورًا جزئيًا بالماء دون أن يرتفع خيشه) نجح برايد وجريسي ولايتولر في الصعود على متن القارب B، ولكن مردوك ووايلد هلكا في الماء.
اختار لايتولر التخلي عن موقعه للهروب من الحشود المتنامية، وغطس في الماء من سطح كبائن الضباط. تم امتصاصه في فم عمود تهوية لكنه انفجر خارجًا بواسطة «انفجار هائل من الهواء الساخن» وظهر إلى جانب قارب نجاة منقلب. انهارت المدخنة الأمامية بفعل وزنها وسحقت العديد من الناس وبالكاد تفادت قارب نجاة. وسقطت بالقرب من لايتولر وخلقت موجة جرفت القارب مسافة 50 يارد (46 م) بعيدًا عن السفينة الغارقة. وبالنسبة لهؤلاء الذين ما زالوا على متن تيتانيك فقد شعروا بها ترتجف لأنها خضعت لضغوط هائلة. كما وصفها راكب الدرجة الأولى چاك ثاير:
شاهد شهود العيان مؤخرة تيتانيك تصعد لأعلى في الهواء بينما كانت السفينة تميل لأسفل في الماء. قيل أنها وصلت إلى زاوية 30-45 درجة. «تدور على ما يبدو حول مركز ثقل باتجاه منتصف السفينة»، كما ذكر لورانس بيزلي فيما بعد. العديد من الناجين وصفوا ضجيجًا كبيرًا والذي أرجعه البعض إلى انفجار الغلايات. ووصفه بيزلي بأنه «جزئيًا أنين، جزئيًا جلجلة، وجزئيًا تَحطُّم، لم يكن هديرًا مفاجئًا كما يكون الانفجار: استمر بشكلٍ متتال لعدة ثوانٍ، ربما خمس عشر إلى عشرون». وأرجعه إلى «المحركات والآلات تتفكك من مساميرها ومحاملها، وتسقط عبر المقصورات، محطمةً كل شيء في طريقها».
وبعد دقيقة أخرى، ومضت أضواء السفينة لمرة واحدة ثم انطفأت بشكل دائم، مُغرقةً تيتانيك في الظلام. تذكَّر چاك ثاير رؤية «مجموعات من الألف وخمسائة شخص ما زالوا على متن السفينة، يتشبثون بالعناقيد أو بالمجموعات، مثل النحل المحتشد، فقط ليسقطوا في كتل، أزواجًا أو فرادى كما منطقة مؤخرة السفينة الكبيرة، مائتا وخمسون قدمًا منها، ارتفعت في السماء».

#### لحظات تيتانيك الأخيرة (02:20)

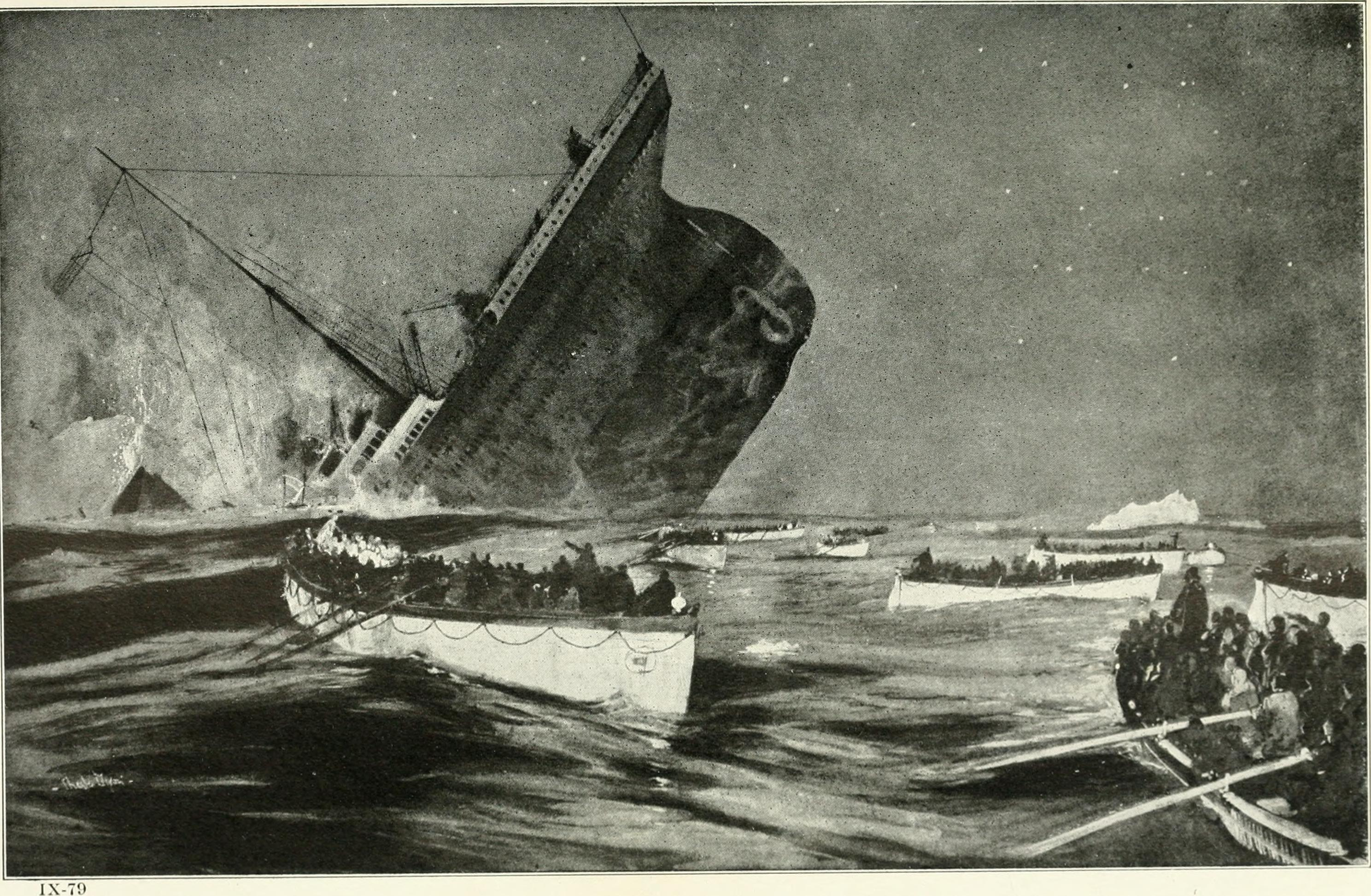
غرق تيتانيك، رسم من سنة 1913.

تعرضت تيتانيك لقوى مضادة قصوى - مقدمة السفينة المغمورة بالماء تسحبها إلى أسفل بينما الهواء في المؤخرة أبقاها على السطح - والتي تركزت عند واحدة من أضعف النقاط في الهيكل هي منطقة فتحة غرفة المحرك. وبعد أن انطفأت الأنوار بوقت قصير، انشطرت تيتانيك إلى نصفين. المقدمة المغمورة تحت الماء ربما بقيت متصلة بالمؤخرة من خلال العارضة لفترة قصيرة وسَحبت المؤخرة إلى زاوية عالية قبل الانفصال تاركة المؤخرة طافية لعدة دقائق أخرى. الجزء الأمامي من المؤخرة امتلأ بالماء بسرعة كبيرة، متسببًا في إمالتها ثم استقرت لفترة وجيزة حتى غرقت. اختفت تيتانيك عن الأنظار في الساعة 02:20، بعد ساعتين و40 دقيقة من تصادمها مع الجبل الجليدي. ذكر ثاير أنها كانت تدور على السطح «[تَحَوَّل] سطحها بعيدًا عنَّا تدريجيًا، كأنها تخفي المنظر المُروَّع عن ناظرنا... ثم، مع الضجيج الخافت لانفجار آخر حواجزها النبيلة القليلة، انزلقت في هدوء بعيدًا عنّا في البحر».

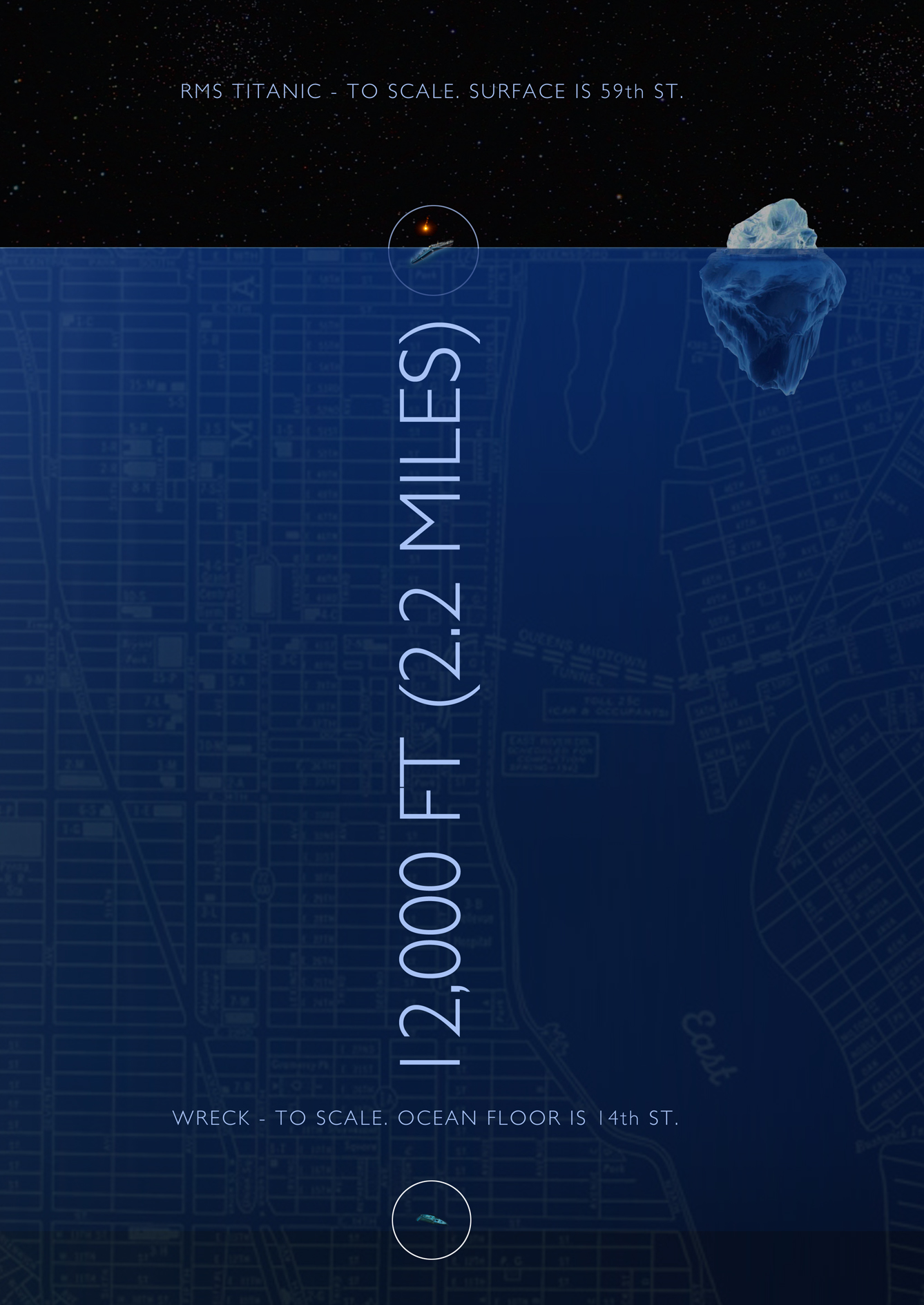
تُظهر هذه الصورة العمق الفعلي لحطام آر إم إس تيتانيك من خلال مقارنتها بالقسم السفلي لمانهاتن. الأشياء بحسب المقياس الحقيقي.

شهد ضباط تيتانيك الذي نجوا وبعض الناجين البارزين أن السفينة غرقت في قطعة واحدة، وهو اعتقاد أكدته التحقيقات البريطانية والأمريكية في الكارثة. ذكر أرتشيبالد جريسي، الذي كان على طابق الممشى مع الفرقة (عند المدخنة الثانية) «طوابق تيتانيك كانت سليمة في الوقت الذي غرقت فيه، وعندما غرقت معها، كان أكثر من سبع أجزاء من ست عشر جزءًا من السفينة تحت الماء بالفعل، ولم يكن هناك حينئذ ما يشير إلى أي كسر وشيك للسطح أو السفينة». وجادل بالارد بأن العديد من روايات الناجين الأخرى أشارت إلى أن السفينة انفصلت إلى جزئين عندما كانت تغرق. وبما أننا نعرف الآن أن المحركات بقيت في مكانها إلى جانب معظم الغلايات، فإن «الضجيج الكبير» الذي سمعه الشهود والاستقرار اللحظي لمؤخرة السفينة يُحتمل أنهما حدثا بسبب انشطار السفينة بدلًا من تفكك أشيائها الثابتة أو انفجارات الغلايات.
بعد أن نزلتا لأسفل، استغرقت كل من المقدمة والمؤخرة حوالي 5-6 دقائق لقطع مسافة إلى 3,795 متر (12,451 قدم) إلى قاع المحيط، مخلفتا مسارًا من أطنان من الفحم الخاص بالآلات الثقيلة وكميات كبيرة من الحطام من داخل تيتانيك. هبط جزئا السفينة على منطقة متموجة نسبيًا في قاع المحيط. استمر قسم المقدمة في النزول انسيابيًا بنفس الزاوية التي كان قد اتخذها على السطح، وضرب قاع المحيط أولًا عند زاوية ضحلة بسرعة تقدر بنحو 25–30 ميل/س (40–48 كم/س). وتسبب زخمه في حفر حفرة عميقة في قاع المحيط ودفَن المقدمة إلى عمق وصل إلى 20 متر (66 قدم) في الرواسب قبل أن يتوقف فجأة. تسبب التباطؤ المفاجئ في انبعاج الهيكل عدة درجات لأسفل أمام الجسر فقط. أما الطوابق الموجودة في مؤخرة قسم المقدمة والتي أُضعِفت بالفعل خلال الانفصال، فقد انهار كل طابق منها فوق الآخر.
أما قسم مؤخرة السفينة فيبدو أنه نزل رأسيًا تقريبًا، وربما دار أثناء سقوطه. انفجرت سدود الإنضاب والصهاريج الفارغة أثناء نزوله، مُمزِّقة الهيكل ومُطوِية فولاذ مضلع سطح مؤخرة السفينة العلوي إلى الخلف. هبط القسم بالقوة التي جعلته يدفن نفسه على عمق 15 متر (49 قدم) عند الدفة. وهبطت الطوابق لأسفل فوق بعضها البعض واندفعت صفائح البدن إلى الخارج على الجوانب. واستمر هطول الحطام على أرضية المحيط لعدة ساعات بعد الغرق.

### الركاب والطاقم في الماء (02:20–04:10)

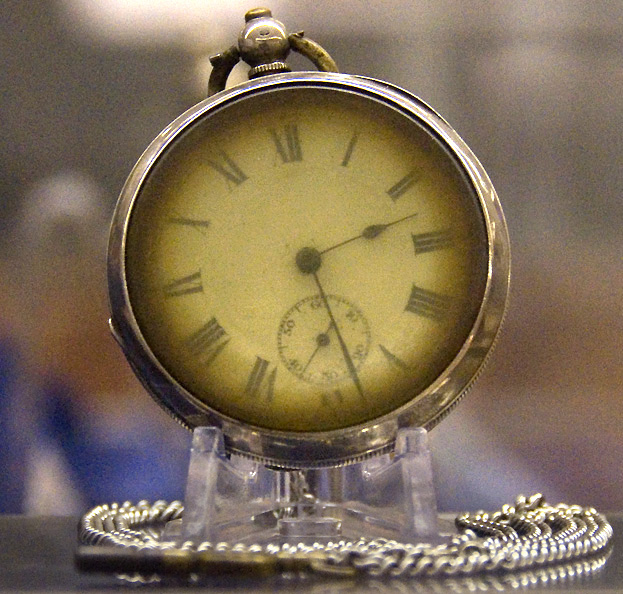
ساعة جيب تمت استعادتها من موقع الحطام، توقفت عند الساعة 02:28.

بعد غرق تيتانيك مباشرةً تُرك مئات من الركاب وأفراد الطاقم للموت في البحر الجليدي، وكانوا محاطين بحطام من السفينة. تسبب تفكك تيتانيك أثناء نزولها إلى قاع المحيط في صعود القطع القابلة للطفو من الحطام - عوارض خشبية وأبواب خشبية وأثاث وألواح تَكْسِيَة وقطع فلين من الحواجز - بسرعة صاروخية إلى السطح. هذه أصابت وربما قتلت بعض السباحين؛ آخرون استخدموا الحطام في محاولة للبقاء على أنفسهم طافيين.
ومع درجة حرارة 28 °ف (−2 °م) كانت المياه باردة بشكل قاتل. وصف الضابط الثاني لايتولر الشعور بـ«ألف سكين» دخلوا جسمه أثناء دخوله البحر. عادةً ما يؤدي الغمر المفاجئ في المياه المتجمدة إلى الوفاة في خلال دقائق، إما بسبب السكتة القلبية أو استنشاق الماء اللاإرادي، أو انخفاض درجة الحرارة (وليس كما يُعتقَد عمومًا بسبب انخفاض درجة الحرارة)؛ تقريبًا كل الذين كانوا في الماء ماتوا بسبب السكتة القلبية أو غيرها من ردود الفعل الجسدية للمياه المتجمدة في خلال 15-30 دقيقة. فقط 13 منهم تم إنقاذهم في قوارب النجاة على الرغم من أن كانت لها مساحة تتسع لما يقرب من 500 شخصًا آخرون.
رُوِّع الذين كانوا في قوارب النجاة لسماع الصوت الذي دعاه لورانس بيزلي «كل انفعال ممكن للخوف البشري، الخوف، اليأس، العذاب، الاستياء الشديد، والغضب الأعمى ممتزجون - أنا واثق من ذلك - مع ملاحظات المفاجأة اللانهائية، كأن كل واحد كان يقول 'كيف يمكن أن يحدث هذا الشيء الفظيع لي؟ الذي جعلني أقع في فخ الموت هذا؟'» قارن چاك ثاير هذا الصوت بـ«الجراد في ليلة صيف»، بينما جورج ريميس الذي قفز قبل لحظات من غرق تيتانيك، وصفه بأنه «صوت عويل كئيب لن أنساه أبدًا؛ جاء من هؤلاء الناس المساكين الذين كانوا يطفون، يطلبون المساعدة. كان مرعبًا، غامضًا، خارقًا للطبيعة».
كان ضجيج الناس في الماء وهم يصرخون ويصيحون ويبكون صدمة هائلة لهؤلاء الذين كانوا في قوارب النجاة، الذين اعتقد كثير منهم حتى تلك اللحظة أن الجميع قد هربوا قبل أن تغرق السفينة. كما كتب بيزلي فيما بعد، الصرخات «جائت كالصاعقة، غير متوقَّعة، لا يمكن تصوّرها، لا تُصدَّق. لا أحد في أي من القوارب المتوقفة على بُعد بضع مئات من الياردات كان يمكن أن يهرب من صدمة الشلل أنه على بُعد مسافة قصيرة توجد مأساة، لا يمكن تصديقها في حجمها، كانت قد بدأت، حيث كنا عاجزون، ولم نتمكن من تفاديها أو تقليلها بأي طريقة».

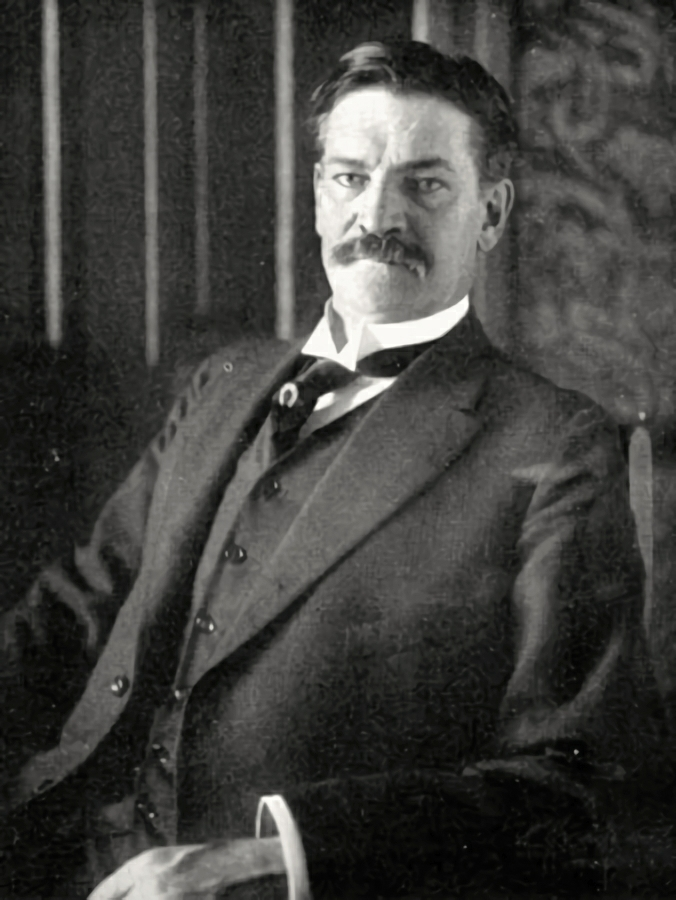
الكولونيل أرتشيبالد جريسي، واحد من الناجين الذين وصلوا إلى قارب النجاة B القابل للطي. لم يتعاف أبدًا من محنته وتوفي بعد ثمانية أشهر من غرق السفينة.

عدد قليل فقط من الذين كانوا في الماء نجوا، من بينهم أرتشيبالد جريسي وچاك ثاير وتشارلز لايتولر، الذين استطاعوا الوصول إلى القارب B القابل للطي وأنقذوا من كان بوسعهم إنقاذه حتى تشبث نحو 35 رجل بالهيكل المقلوب. مدركين الخطر على القارب بأن يتم إغراقه من قِبل مجموعة من السباحين حولهم، كانوا يجدفون بعيدًا ببطء، متجاهلين طلبات العشرات من السباحين ليسمحوا لهم بركوب القارب. كتب جريسي عن إعجابه بهؤلاء الذين كانوا في الماء؛ «في أي حال، أنا سعيد لأقول، هل أنا سمعت أي كلمة توبيخ من سباح بسبب رفض منح المساعدة... [رفض واحد] تقابلت مع صوت رجولي من رجل قوى... 'حسنًا يا أولاد، حظًا سعيدًا وليبارككم الرب'». وصل العديد من السباحين الآخرين (ربما 20 أو أكثر) إلى قارب النجاة A القابل للطي، الذي كان معتدلًا لكنه كان مغمور جزئيًا بالماء، حيث لم يتم رفع جوانبه بشكل صحيح، وكان على راكبيه الجلوس لساعات في سفح المياه المتجمدة، ومات كثيرون بسبب انخفاض درجة الحرارة خلال الليل.
وعلى مسافة أبعد من ذلك، قوارب النجاة الثماني عشر الأخرى - معظمها كان فيها مقاعد فارغة - كانت قد انجرفت بينما من كانوا على متنها يتجادلون ما إذا كانوا يجب أن يفعلوا أي شيء لإنقاذ السباحين. القارب رقم 4 كان قد بقي قريبًا من السفينة الغارقة، وبدا أنه الأقرب إلى موقع الغرق على بعد حوالي 50 متر (160 قدم)؛ وهذا مَكَّن شخصان من الدخول إلى القارب والتقاط آخر من الماء قبل غرق السفينة. وبعد الغرق تم سحب سبع رجال آخرين من الماء، على الرغم من وفاة اثنان آخران فيما بعد. قارب D القابل للطى أنقذ راكب ذكر واحد كان قد قفز إلى الماء وسبح إلى القارب مباشرةً بعد أن تم إنزاله. وفي جميع القوارب الأخرى قرر الركاب في النهاية عدم العودة، ربما بسبب الخوف من أن ينقلبوا في المحاولة. ولكن بعضهم اعترض بشكل صريح مثل مارجريت براون؛ المسؤول عن الدفة روبرت هيتشنز وقائد القارب رقم 6 قال للسيدات على متن قاربه بأنه لا توجد نقطة عودة بينما هناك «فقط الكثير من الجثث هناك».
بعد حوالي عشرين دقيقة، بدأت الصرخات تتلاشى عندما دخل السباحون في حالة فقدان الوعي والموت. قال الضابط الخامس هارولد لوي المسؤول عن قارب النجاة رقم 14 «انتظرت حتى هدأت صيحات وصرخات الناس» قبل الذهاب في محاولة لإنقاذ هؤلاء الذين في الماء. وقد جمع خمسة من قوارب النجاة ونقل الركاب فيما بينها لتحرير مساحة في القارب رقم 14. ثم أخذ لوي طاقم مكون من سبعة من أفراد الطاقم وراكب واحد تطوع للمساعدة، ثم جدفوا إلى موقع الغرق. أخذت العملية كلها حوالي ثلاث أرباع الساعة. وبحلول الوقت الذي وصل فيه رقم 14 إلى موقع الغرق، كان كل من كانوا في الماء جميعًا تقريبًا قد ماتوا ولا يمكن سماع إلا أصوات قليلة.
استذكرت لوسي، ليدي داف-جوردون بعد الكارثة «آخر صرخة تمامًا كانت لرجل كان يدعو بصوتٍ عالٍ 'يا إلهي! يا إلهي!' لقد صرخ بشكلٍ رتيب، بطريقة مملة بلا أمل. لمدة ساعة كاملة كانت هناك جوقة من الصرخات المروِّعة، تموت تدريجيًا إلى أنين يائس، حتى تلك الصرخة التي أتكلم عنها. ثم صمت الجميع». وجد لوي وطاقمه أربع رجال لا يزالون أحياء، مات أحدهم بعد فترة قصيرة. وبخلاف ذلك، كل ما كان بامكانهم رؤيته هو «مئات من الجثث وأحزمة النجاة»؛ والموتى «بدوا كما لو أنهم لقوا حتفهم من البرد حيث كانت أطرافهم متقلصة».
في القوارب الأخرى فلم يكن من شيء يمكن للناجين فعله إلا انتظار سفن الإنقاذ. كان الجو شديد البرودة وبعض القوارب كانت قد دخلتها بعض المياه. لم يتمكن الناجون من العثور على أي طعام أو مياه صالحة للشرب في القوارب، ومعظهم لم تكن لديهم إضاءة. كان الوضع سيئًا بشكل خاص على متن قارب النجاة B القابل للطي الذي بقي طافيًا فقط بواسطة جيب الهواء المنتاقص في هيكله المقلوب. ومع اقتراب الفجر اشتدت الرياح وأصبح البحر متقلبًا على نحو متزايد، مجبرًا هؤلاء الذين كانوا على القارب B على الوقوف للحفاظ على توازنهم. بعضهم استنفدتهم المحنة وسقطوا في البحر وغرقوا. وأصبح من الصعب بشكل مطرد للبقية الحفاظ على توازنهم على الهيكل مع الأمواج التي كانت تتلاطمه. كتب جريسي فيما بعد عن كيف أنه هو والناجون الآخرون الذين كانوا يجلسون على الهيكل المقلوب أصيبوا «بالعجز التام لوضعنا».

### الإنقاذ والمغادرة (04:10–09:15)

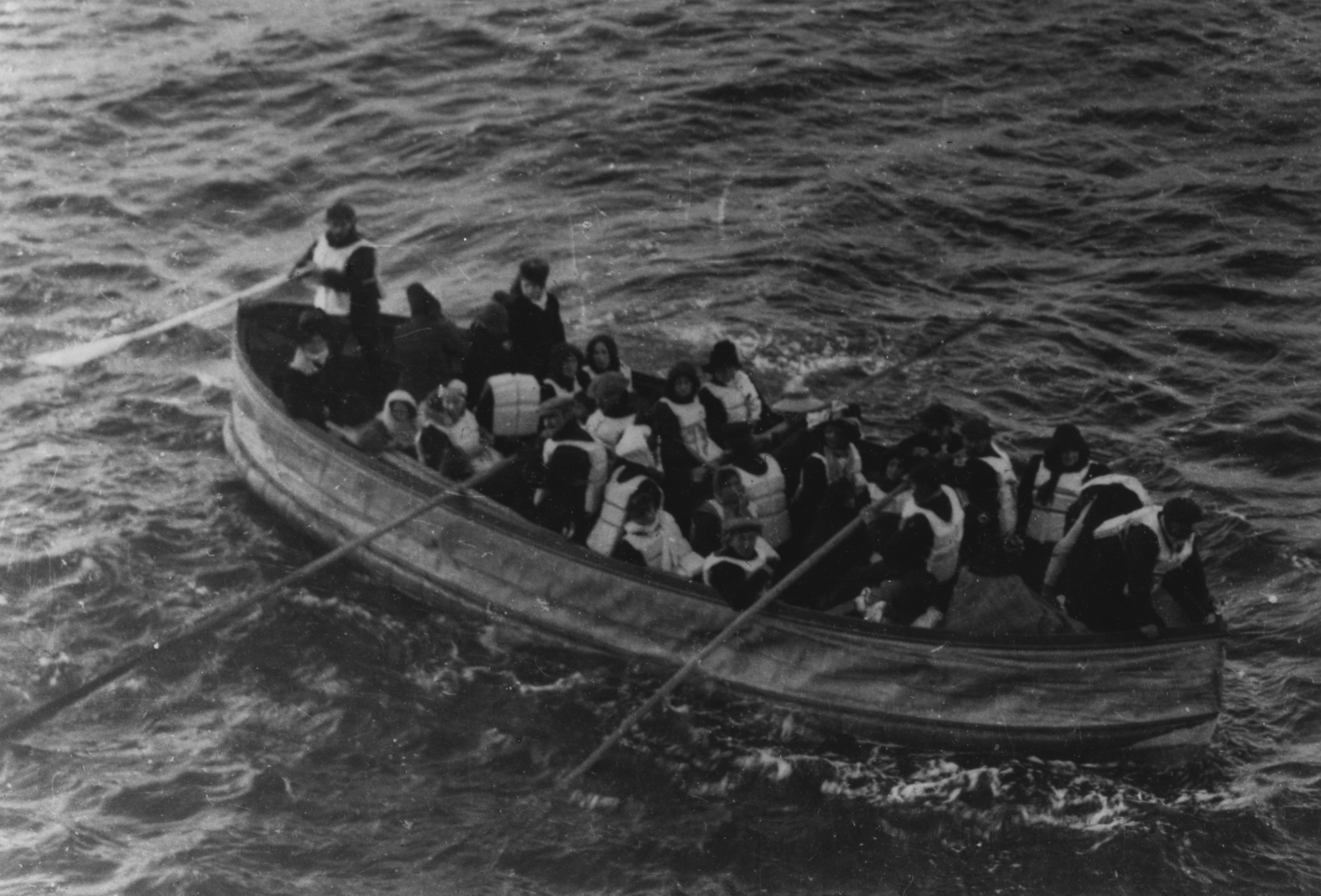
صورة لقارب النجاة D القابل للطي التُقطت من على سطح آر إم إس كارپاثيا في صباح 15 أبريل 1912.

تم إنقاذ الناجين من تيتانيك في حوالي الساعة 04:00 من صباح 15 أبريل من قِبل آر إم إس كارپاثيا، التي كانت قد أبحرت خلال الليل بسرعة عالية وبمخاطرة كبيرة، حيث أن السفينة كان عليها أن تتفادى العديد من الجبال الجليدية في الطريق. شوهدت أضواء الكارپاثيا لأول مرة حوالي الساعة 03:30، والتي هتف لها الناجين بقوة، على الرغم من أن الأمر أخذ عدة ساعات أخرى ليتم جلب الجميع على متنها. واستطاع الـ30 رجل أو أكثر على القارب B القابل للطي الانتقال إلى قاربين نجاة آخرين، ولكن واحدًا منهم مات قبل الانتقال مباشرةً. القارب A القابل للطي كان في ورطة هو الآخر وكان مغمورًا بالماء تقريبًا؛ والعديد من الذين كانوا على متنه (ربما أكثر من نصفهم) ماتوا في نفس اليوم. أما الناجون الباقون - عدد غير معروف من الرجال قُدِّر عددهم
بين 10-11 وأكثر من 20، وامرأة واحدة - فقد انتقلوا من القارب A إلى قارب نجاة آخر، تاركين وراءهم ثلاث جثث في القارب والذي تُرك لينجرف بعيدًا. وتم العثور عليه بعد شهر من قِبل سفينة وايت ستار لاين آر إم إس أوشانيك (RMS Oceanic) مع وجود الجثث على متنها.
رُوِّع الموجودون على متن كارپاثيا بالمنظر الذي قابلهم عندما أشرقت الشمس «حقول من الجليد حيث أنها، مثل النقاط على المنظر الطبيعي، تكمن أهرامات لا تُحصى من الجليد». ورأى قبطان كارپاثيا أرثر روسترون الجليد في كل مكان، منهم 20 جبلًا كبيرًا ارتفاعهم يصل إلى 200 قدم (61 م) والكثير من الجبال الصغيرة، بالإضافة إلى الطفاوات الجليدية وحطام من تيتانيك. وبدا للركاب على كارپاثيا أن سفينتهم تقع في وسط سهل أبيض كبير من الجليد، مُرصَّعًا بالجبال الجليدية التي بدت كالتلال على مرمى البصر.
وكما تم جلب قوارب النجاة جنبًا إلى جنب مع قوارب كارپاثيا، صعد الناجون إلى سطح السفينة بمختلف الوسائل. البعض كان قويًا بما يكفي ليتسلق سلالم الحبال؛ والبعض الآخر تم رفعهم بواسطة الرافعة، وتم رفع الأطفال في أكياس البريد. وكان آخر قارب نجاة وصل إلى السفينة هو قارب لايتولر رقم 12، وعليه 74 راكبًا، رغم أنه كان مصمَّمًا ليحمل 65. كانوا جميعًا على متن كارپاثيا بحلول الساعة 09:00. كانت هناك بعض مشاهد الفرح حيث تم لم شمل العائلات والأصدقاء، ولكن في معظم الحالات ماتت الآمال مع فشل الأحباء في الظهور مرة أخرى.
وفي الساعة 09:15، ظهرت سفينتان إضافيتان في المشهد هما مونت تمبل وكاليفورنيان - التي كانت قد علمت بالكارثة عندما عاد مُشغِّل اللاسلكي إلى العمل - ولكن في هذا الوقت لم يعد هناك ناجين آخرين يمكن إنقاذهم. كارپاثيا كانت متجة إلى فيومي، النمسا-المجر (الآن رييكا، كرواتيا) ولكن بما أنها لم يكن لديها المؤن ولا المرافق الطبية لتلبية احتياجات الناجين، أمر روستورن بتحديد مسار لإعادة السفينة إلى نيويورك، حيث يمكن الاعتناء بالناجين بشكل صحيح. وغادرت كارپاثيا المنطقة تاركة السفينتان الأخرتان تقومان بعملية بحث نهائية غير مثمرة لمدة ساعتين.

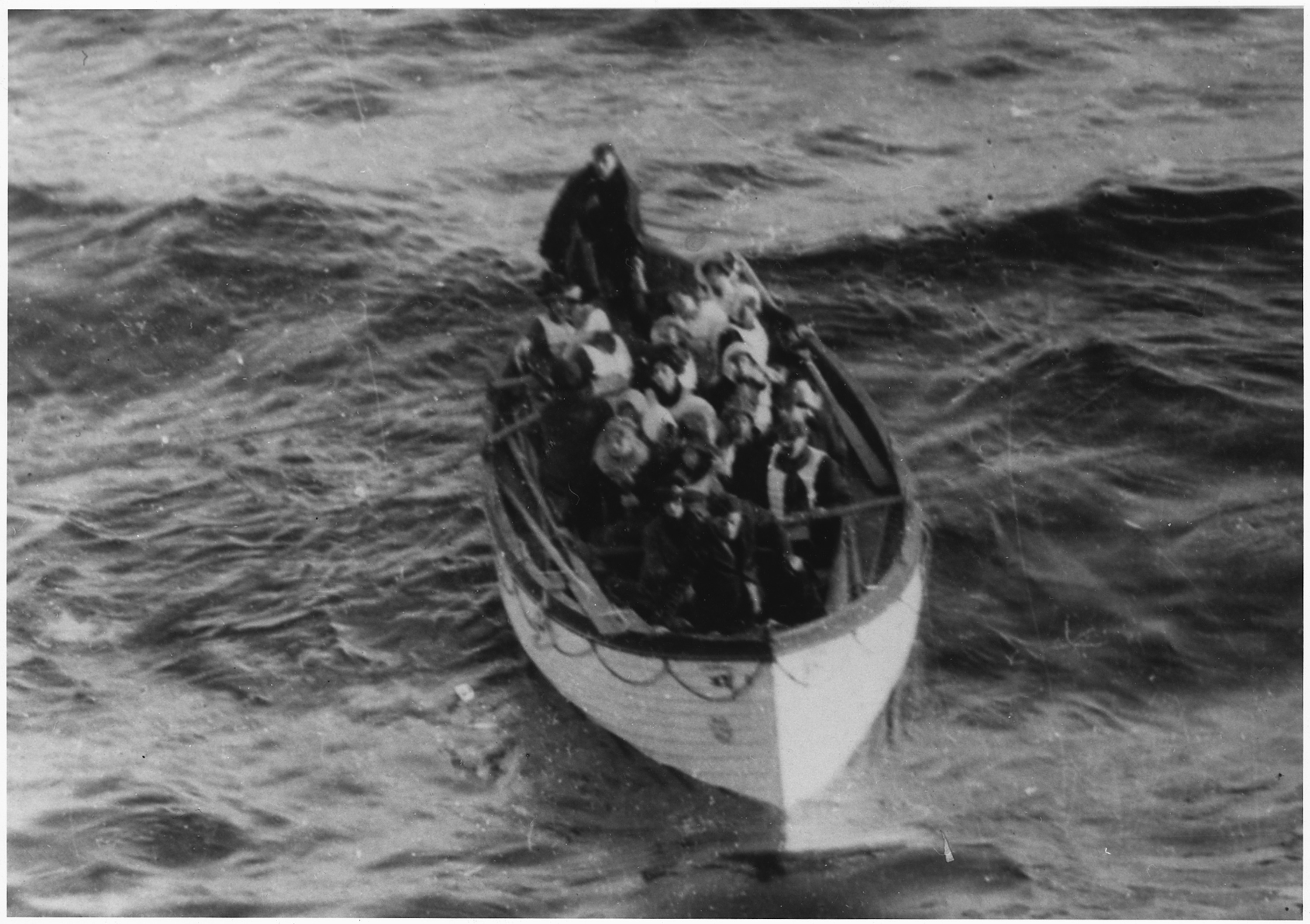
قارب النجاة رقم 6 يقترب من كارپاثيا.
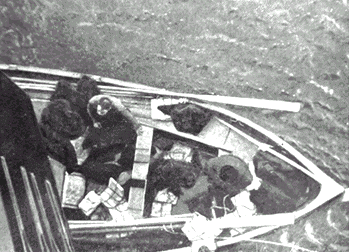
وصول قارب النجاة رقم 1 إلى كارپاثيا.
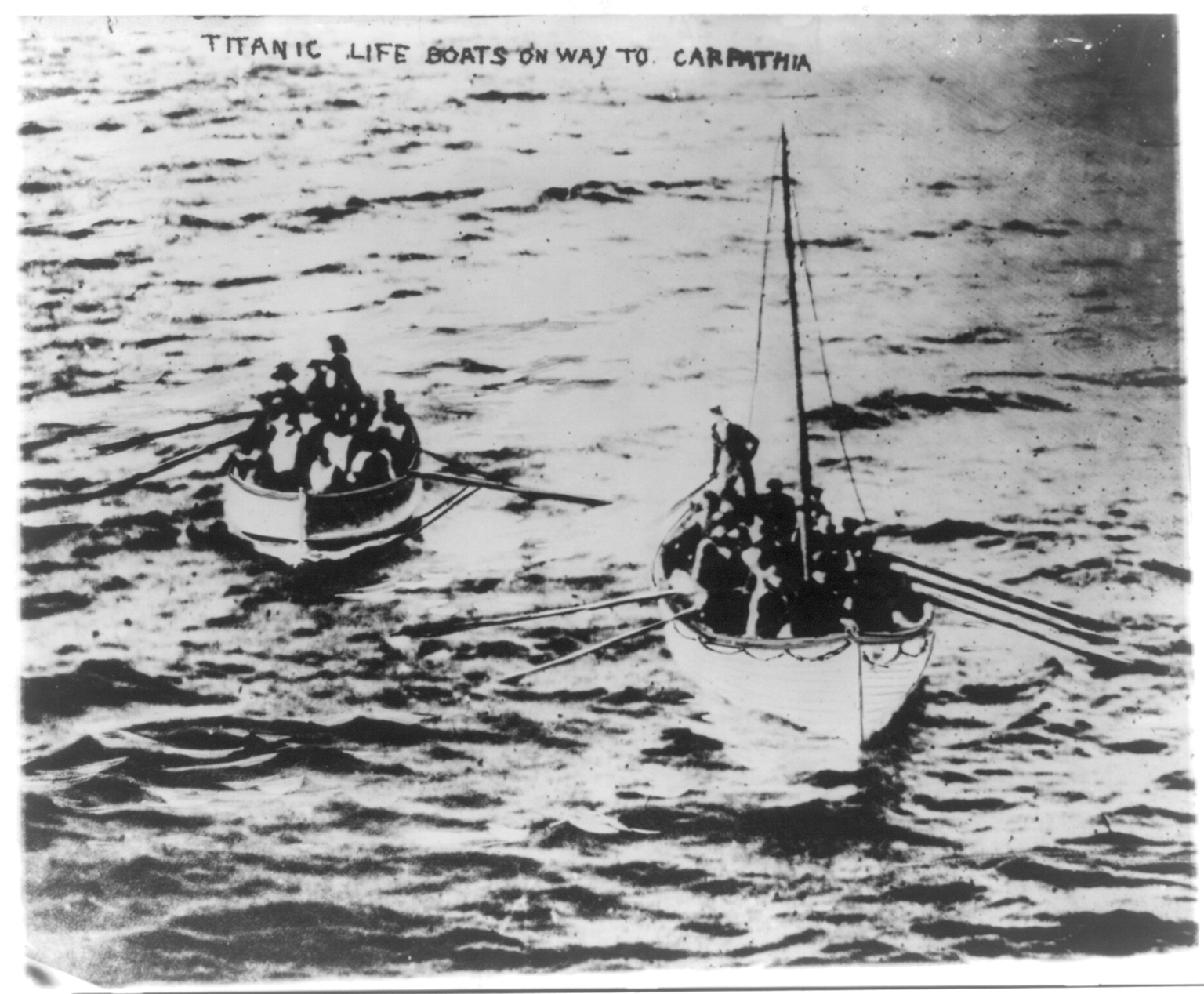
قارب النجاة رقم 14 والقارب D القابل للطي يتجهان إلى كارپاثيا.
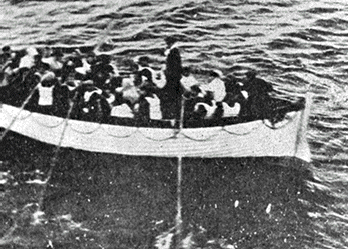
قارب نجاة هويته غير مؤكدة.
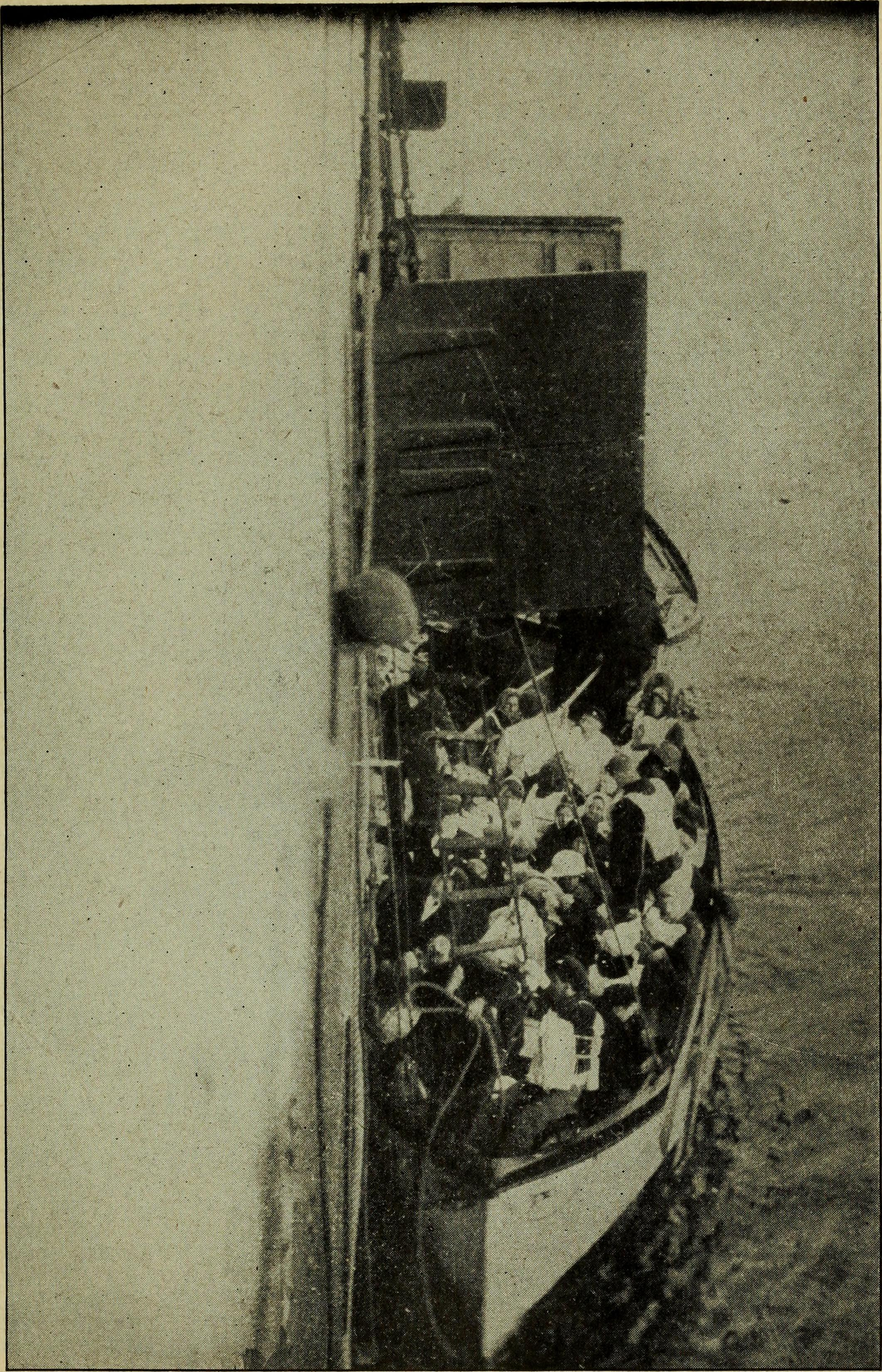
وصول قارب النجاة رقم 12 إلى كارپاثيا.
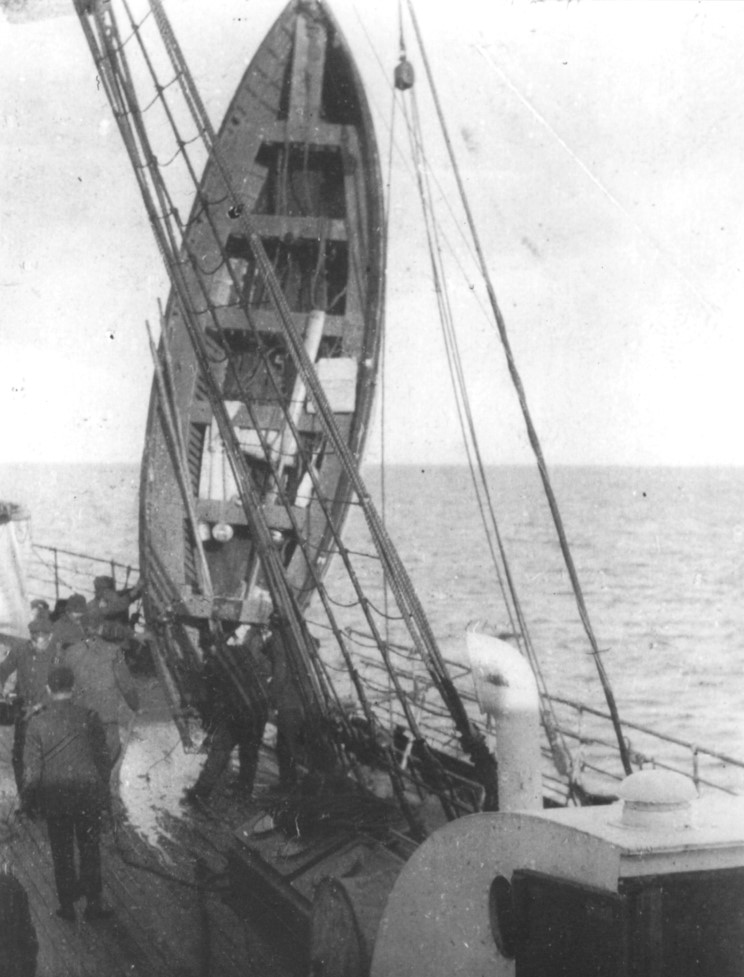
قارب النجاة رقم 12 أثناء رفعه على متن كارپاثيا.
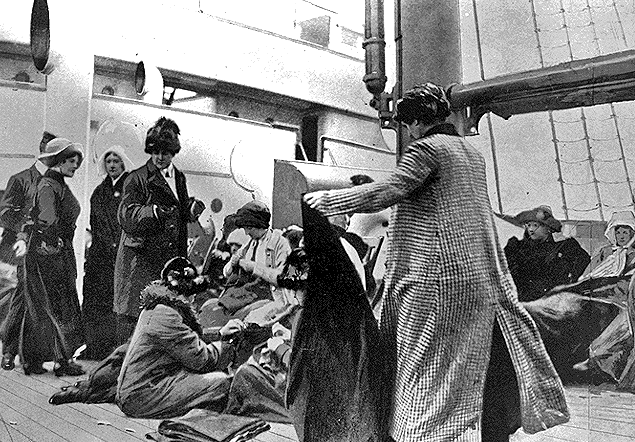
النساء على سطح كارپاثيا.
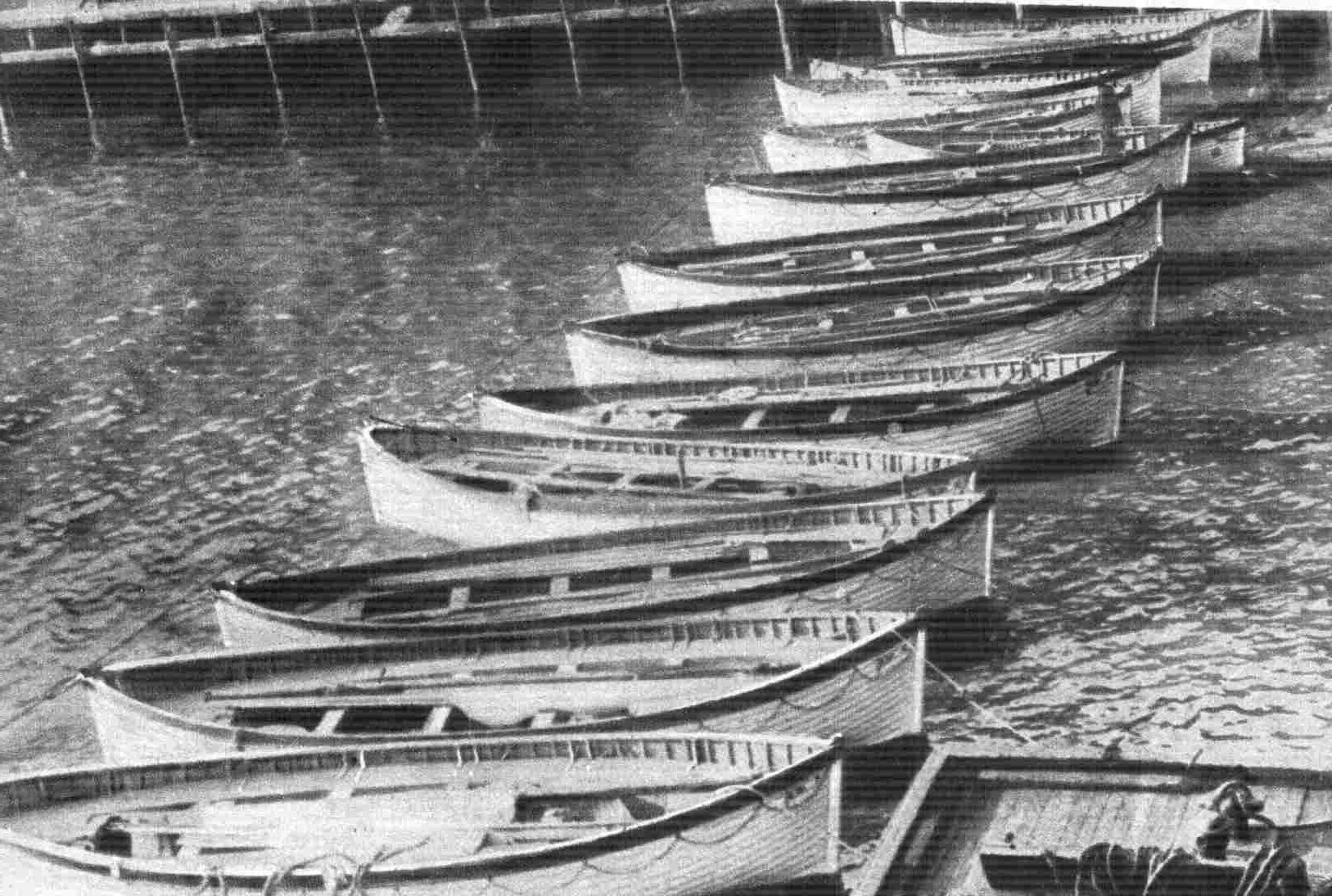
قوارب النجاة الـ13 التي استعادتها كارپاثيا. في نيويورك.

## التداعيات

### ردود الفعل من قِبل الصحافة

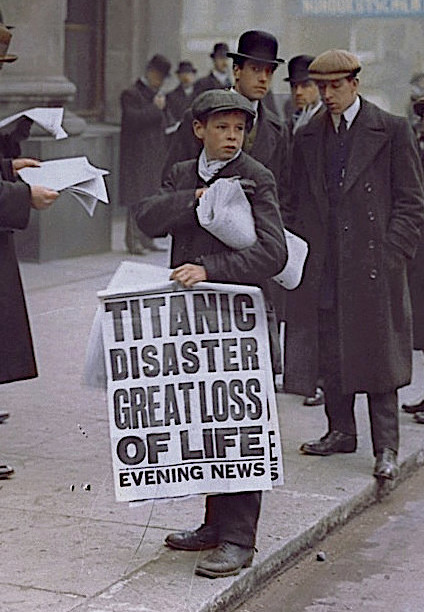
بائع الصحف الطفل نيد پارفيت في لندن أمام مكاتب وايت ستار لاين مع خبر غرق تيتانيك.

وصل خبر تصادم تيتانيك مع الجبل الجليدي إلى نيويورك أولًا في 15 أبريل عند الساعة 01:20 (بتوقيت السفينة)، قبل ساعة واحدة من نزول السفينة لأسفل، عند النيويورك تايمز. في صباح غرق تيتانيك لم تكن من صحيفة تدرك خطورة الأحداث. عنونت النيويورك إيڤينينج صن «تم إنقاذ جميع ركاب تيتانيك بعد تصادم […] سفينة ركاب معلقة في هاليفاكس». وذكرت الصحيفة أن ركاب السفينة نُقلوا إلى كارپاثيا أو پاريسيان وأن الطاقم بقي على تيتانيك بينما كان يتم سحبها إلى هاليفاكس، نوڤا سكوشا. وبالمثل فقد كان عنوان ذي وورلد «تيتانيك تغرق؛ لا خسارة في الأرواح»، وأضافت أيضًا «نُقل الركاب إلى عابرة المحيطات كارپاثيا-الجميع بأمان الآن». كما عنونت الديلي ميل في اليوم التالي «تيتانيك غرقت، لا خسارة بشرية». وفي نيويورك طمأنت مكاتب وايت ستار لاين أقارب الركاب من خلال التأكيد على أن الحادث ليس خطيرًا. وأن هذه المعلومات الخاطئة ترجع إلى حقيقة أن أخبار الغرق نُقلت من قارب إلى آخر، وأنه كان هناك ارتباكًا. وفي نيويورك في نهار 15 أبريل بدأت الشائعات تتصاعد بأن تيتانيك غرقت، ثم وصل التأكيد في الساعة 06:00 مساءً تقريبًا في مكاتب وايت ستار لاين بفضل رسالة من أوليمپيك السفينة الشقيقة لتيتانيك. ثم بعد ذلك بقليل أكدت وايت ستار لاين رسميًا خبر غرق تيتانيك. وفي الساعة 09:00 مساءً علم سكان نيويورك أن كارپاثيا جمعت 700 ناجيًا فقط، مما أشار إلى موت 1500.
وفي صباح اليوم التالي، أعلنت النيويورك تايمز عن الغرق ونشرت قائمة أولية بالناجين، والتي تُنقل عبر الأوليمپيك. ثم تم الإعلان عن أن كارپاثيا ستصل إلى نيويورك مع الناجين في 18 أبريل. ومع ذلك ففي إنجلترا وصلت أخبار غرق السفينة فقط في 17 أبريل في الصحف. وفي 18 أبريل أثناء نزول الناجين من تيتانيك حوالي الساعة 10 مساءً، كان هناك أكثر من 40,000 شخص وغطى الصحفيون الحدث على نطاق واسع، وجمعوا العديد من الشهادات. وعلى سبيل المثال، استأجرت النيويورك تايمز طابقًا كاملًا في فندق من أجل حوالي عشرين صحفيًا والذين كانوا على اتصال مباشر بالصحيفة من خلال خطوط هاتفية خاصة.

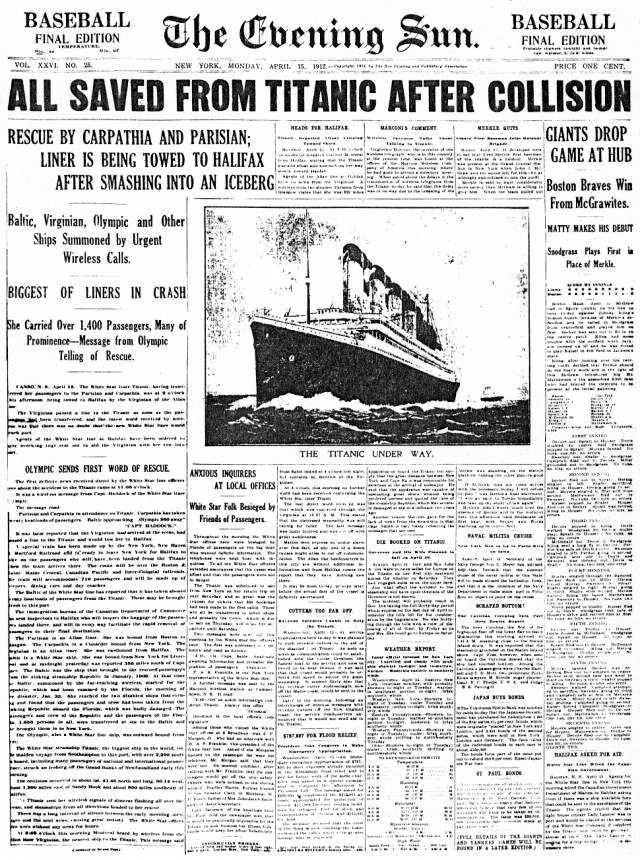
ذي إيڤينينج صن، 15 أبريل 1912.
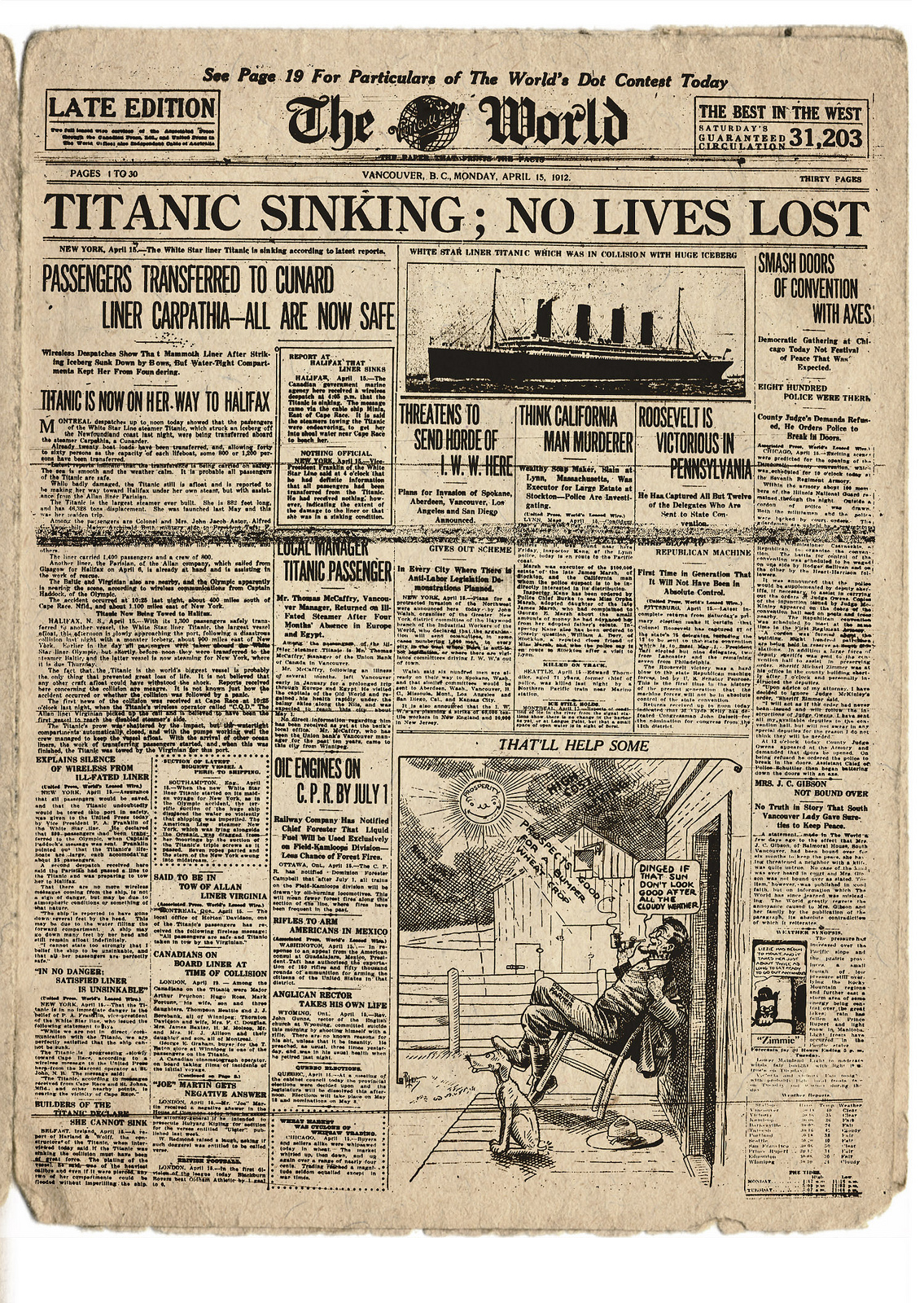
ذي وورلد، 15 أبريل 1912.
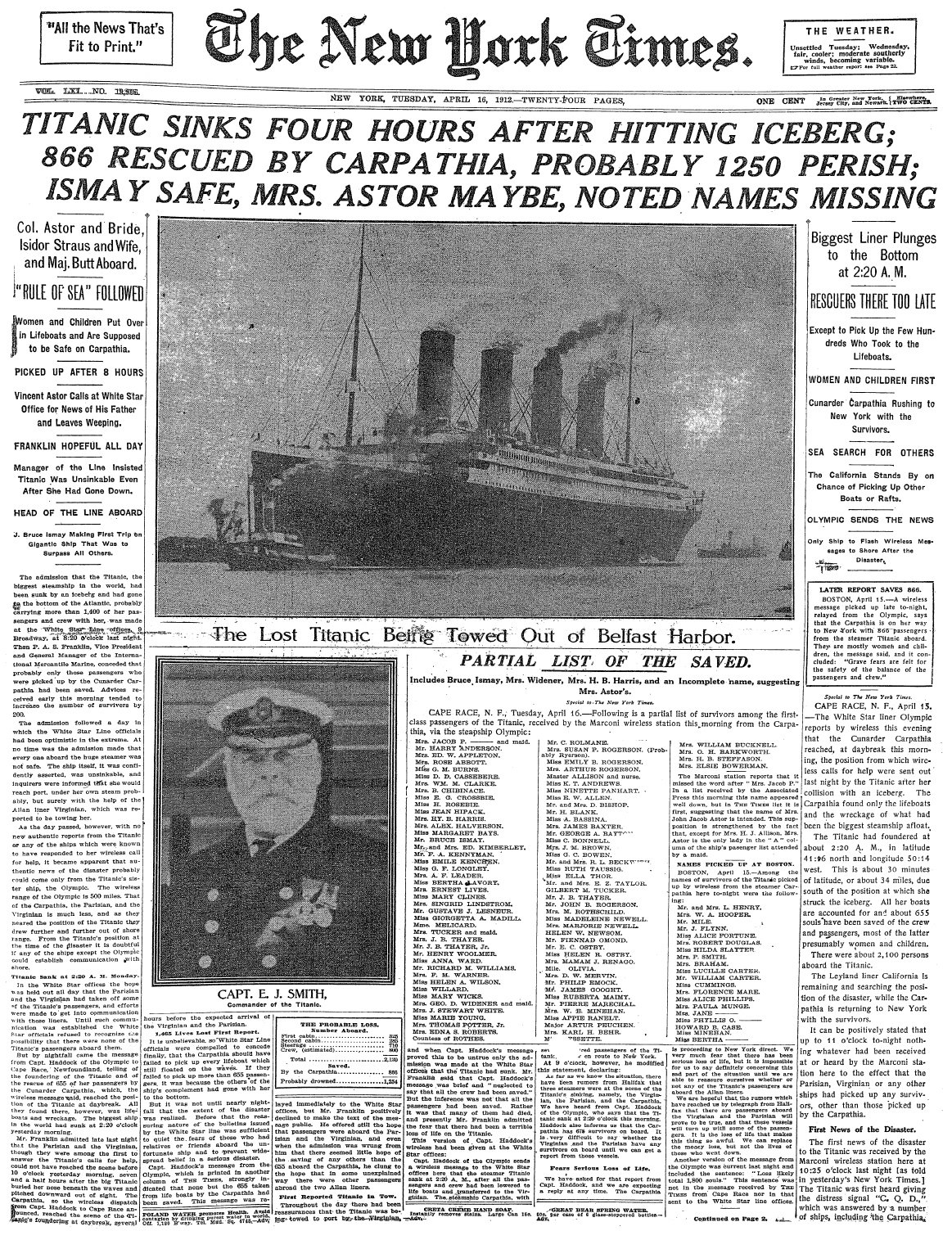
النيويورك تايمز، 16 أبريل 1912.
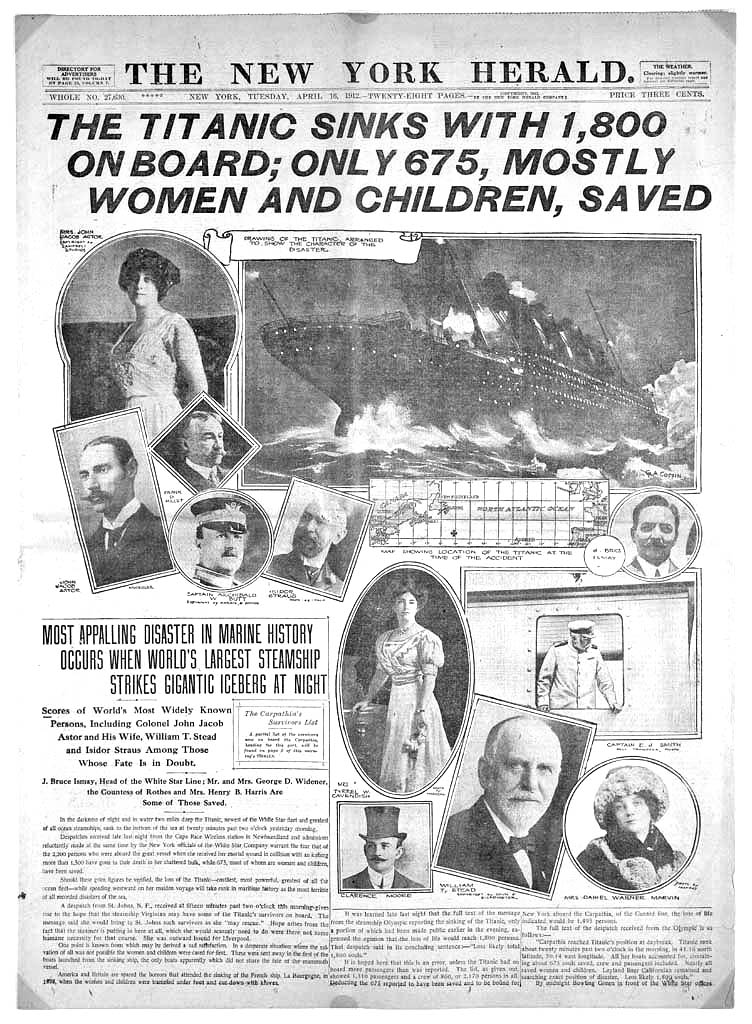
ذي نيويورك هيرالد، 16 أبريل 1912.
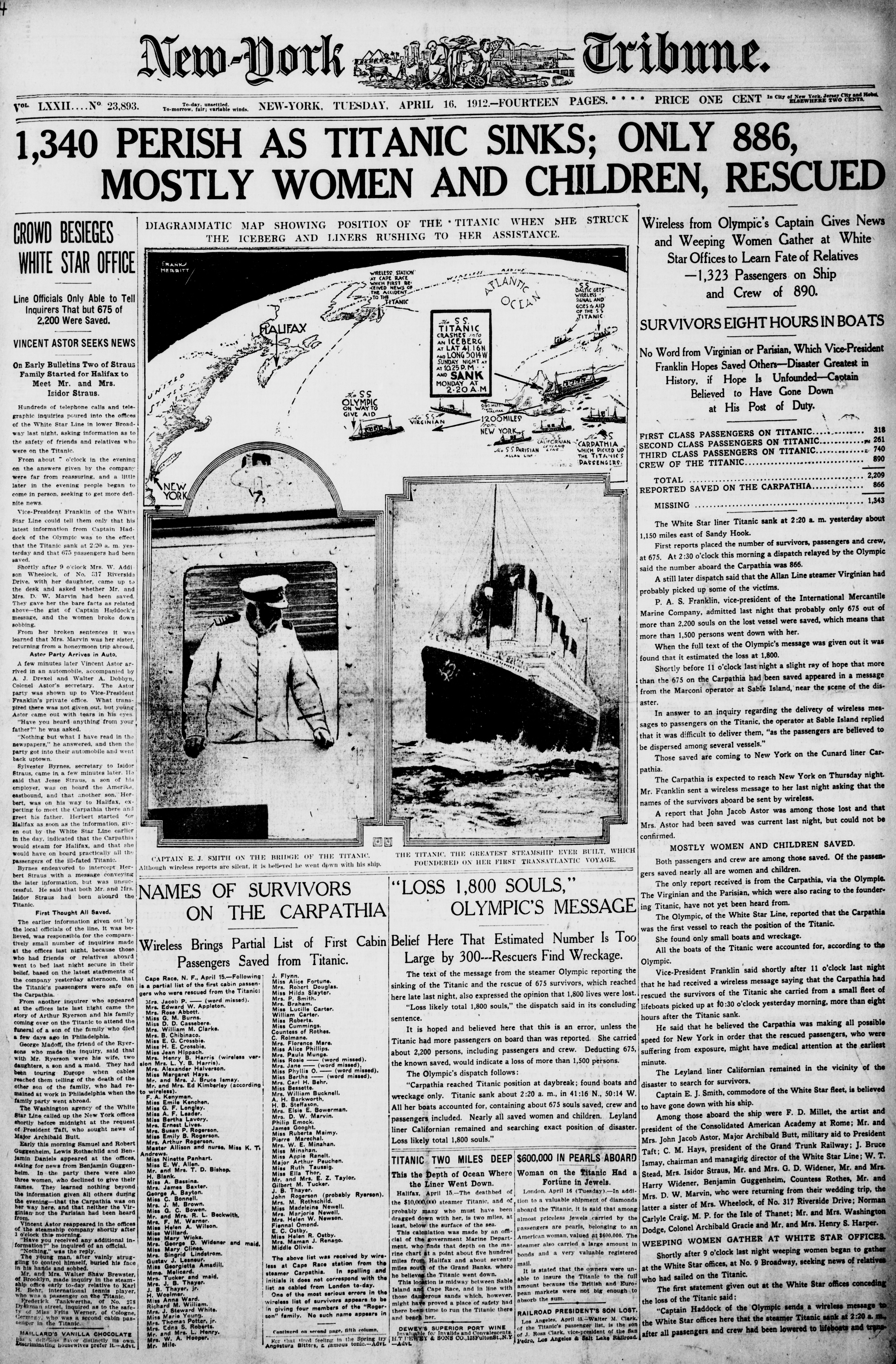
نيويورك تريبيون، 16 أبريل 1912.

### الفجع والغضب العارم

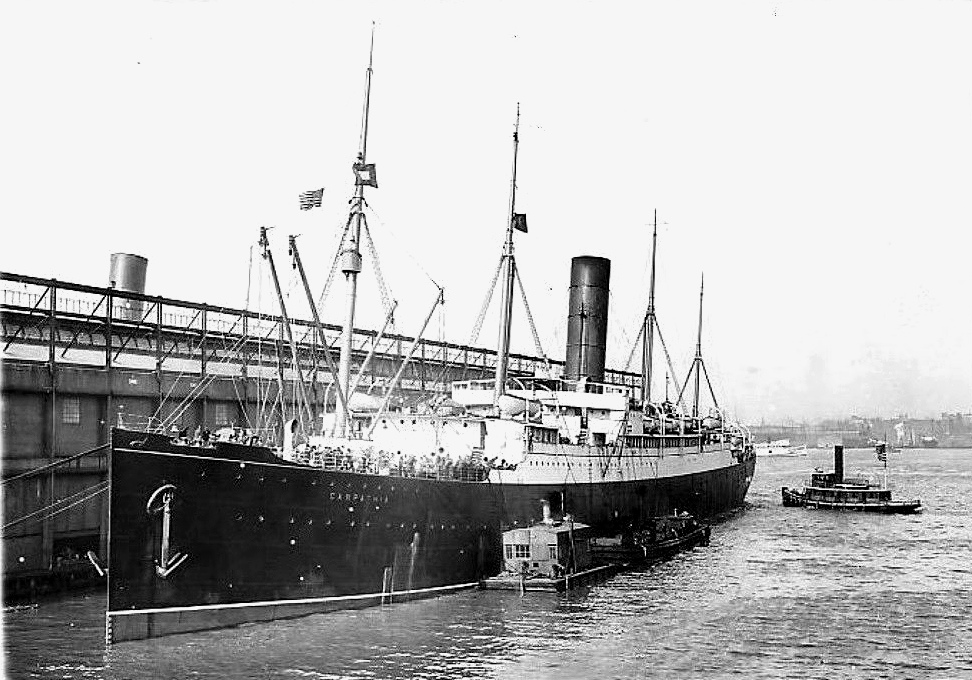
رست كارپاثيا في نيويورك وعلى متنها الناجين من تيتانيك.

عندما وصلت كارپاثيا إلى الرصيف 54 في نيويورك مساء 18 أبريل بعد رحلة صعبة عبر الثلج والضباب والعواصف الرعدية والبحار الهائجة، كان هناك حوالي 40,000 شخص يقفون على أرصفة الميناء، وقد تم تنبيههم إلى الكارثة من خلال سيل من رسائل اللاسلكي من قِبل كارپاثيا وسفن أخرى. وفقط بعد أن رست كارپاثيا - بعد ثلاث أيام من غرق تيتانيك - أصبح النطاق الكامل للكارثة معرفة عامة.

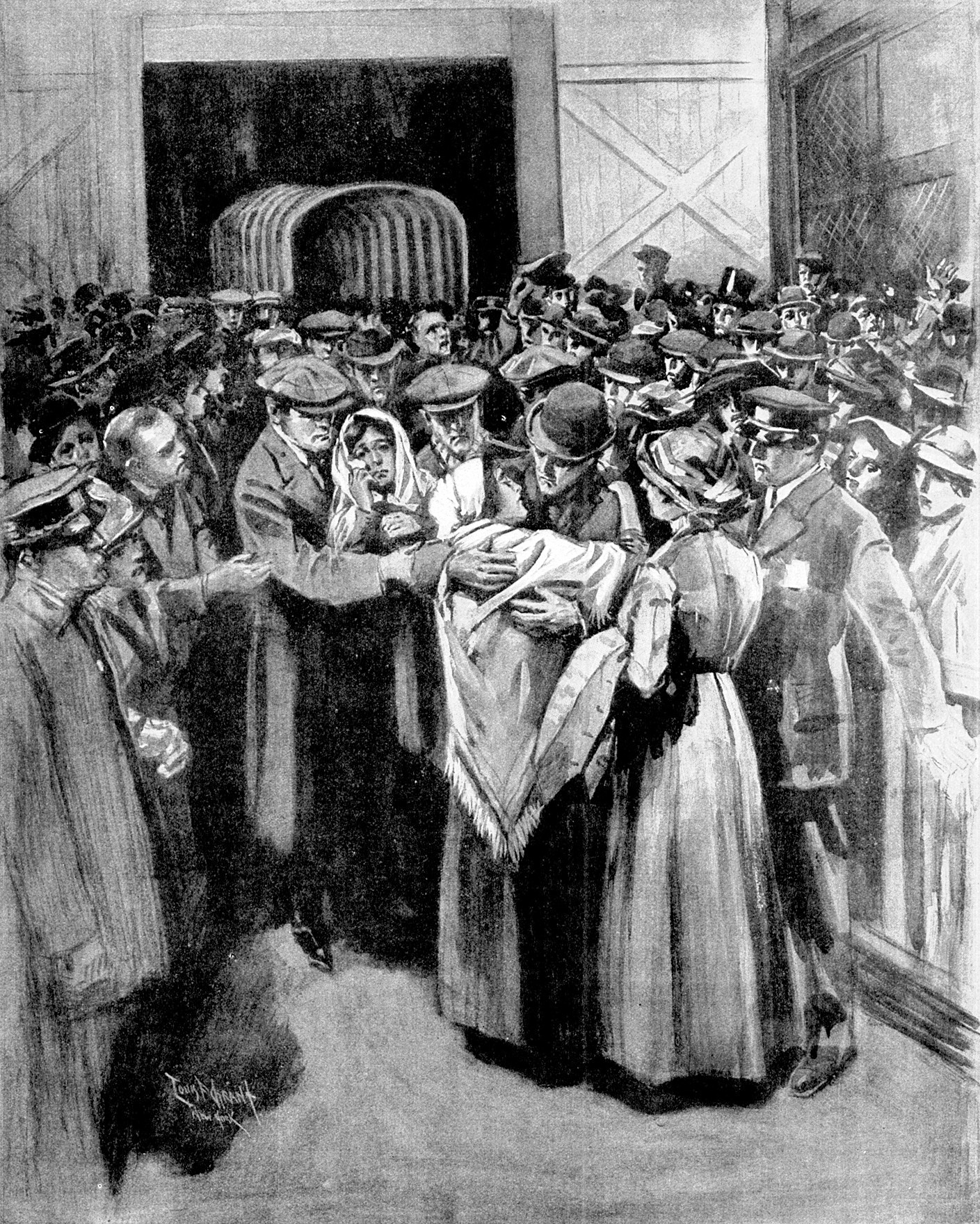
بحسب رواية لشاهد عيان، كانت هناك "العديد من المشاهد المثيرة للشفقة" عندما نزل الناجون من تيتانيك في نيويورك.

وحتى قبل وصول كارپاثيا إلى نيويورك كانت الجهود جارية لاستعادة الموتى. ونجحت أربع سفن استأجرتها وايت ستار لاين في استعادة 328 جثة؛ 119 دُفِنت في البحر، بينما تم جلب الـ209 المتبقية إلى الشاطئ إلى ميناء هاليفاكس، نوڤا سكوتيا الكندي، حيث دُفِنت 150 منها. لم يتم العثور على رفات معظم ضحايا تيتانيك أبدًا، والدليل الوحيد على موتهم تم العثور عليه بعد 73 سنة من بين الحطام المستقر في قاع المحيط: أزواج من الأحذية ملقاة جنبًا إلى جنب، حيث كانت الجثث موجودة قبل أن تتحلل في النهاية.
كان رد الفعل الشعبي السائد تجاه الكارثة هو الصدمة والغضب العارم، وكان موجهًا إلى العديد من المسائل والأشخاص: لماذا لم يكن هناك سوى عدد قليل من قوارب النجاة؟ لماذا أنقذ إسماي حياته الخاصة عندما مات كثيرون آخرون؟ لماذا تقدمت تيتانيك في الحقل الجليدي بأقصى سرعة؟ الدافع وراء الغضب لم يكن من قِبل الناجين أنفسهم؛ حتى عندما كانوا على متن كارپاثيا في طريقهم إلى نيويورك، عزم بيزلي والناجون الآخرون على «إيقاظ الرأي العام لحماية السفر عبر المحيط في المستقبل»، وكتب رسالة عامة إلى التايمز تحث على إجراء تغييرات على قوانين السلامة البحرية.
وفي الأماكن المرتبطة ارتباطًا وثيقًا بتيتانيك كان الحزن عميقًا، وكانت أكبر الخسائر في ساوثهامپتون الميناء الرئيسي لأفراد الطاقم البالغ عددهم 699 وأيضًا لكثير من الركاب. تجمعت حشود من النساء الباكيات - زوجات وأخوات وأمهات أفراد الطاقم - خارج مكاتب وايت ستار لاين في ساوثهامپتون للحصول على أخبار عن أحبائهن. وكان معظمهم من بين 549 من المقيمين في ساوثهامپتون الذين لقوا حتفهم. وفي بلفاست كانت الكنائس مكتظة وبكى عمال بناء السفن في الشوارع. كانت السفينة رمزًا لإنجازات بلفاست الصناعية، ولم يكن هناك شعور بالحزن فقط بل كان هناك شعور بالذنب أيضًا، حيث شعر هؤلاء الذين بنوا تيتانيك بأنهم كانوا مسؤولين بطريقة ما عن خسارتها.

### التحقيقات العلنية والتشريعات

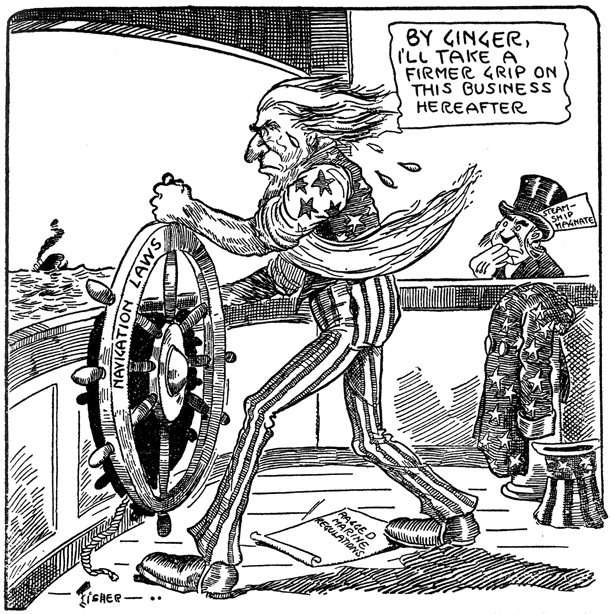
"حان وقت العمل" بريشة "باد فيشر" سنة 1912. الغضب الشعبي من الكارثة أدى إلى فرض السياسيين قوانين جديدة على صناعة النقل البحري.

بعد الغرق تم إجراء تحقيقان علنيان في كل من بريطانيا والولايات المتحدة. بدأ التحقيق الأمريكي يوم 19 أبريل برئاسة السناتور وليام ألدِن سميث، وبدأ التحقيق البريطاني في لندن برئاسة اللورد ميرسي يوم 2 مايو 1912. توصل التحقيقان إلى نتائج متشابهة إلى حد كبير: القوانين المتعلقة بعدد قوارب النجاة التي كان يجب على السفن حملها كان قد عفا عليها الزمن وغير كافية؛ أخفق القبطان سميث في أخذ الحذر المناسب من التحذيرات من الجليد؛ لم يتم ملء قوارب النجاة بالركاب وأفراد الطاقم كما ينبغي؛ التصادم كان نتيجة مباشرة للإبحار في منطقة خطرة بسرعة عالية جدًا. وانتقد التحقيقان بقوة قبطان كاليفورنيان ستانلي لورد لإخفاقه في تقديم المساعدة لتيتانيك.
لم يجد أي من التحقيقين إهمالًا من جانب الشركة التجارية البحرية الدولية (الشركة الأم) أو وايت ستار لاين (المالكة لتيتانيك). وانتهى التحقيق الأمريكي إلى أن المشاركين قد اتبعوا ممارسة قياسية، وبالتالي يمكن تصنيف الكارثة على أنها «فِعل من أفعال الرب»، وانتهى التحقيق البريطاني إلى أن سميث اتَّبع ممارسة طويلة الأمد لم تُظهر سابقًا أنها غير آمنة (ذكر التحقيق أن السفن البريطانية وحدها حملت 3.5 مليون مسافر على مدى العقد السابق مع فقدان حياة 73 شخصًا فقط) وخلص إلى أنه قد فعل «فقط ما سيفعله غيره من الرجال المهرة في نفس الموقف». كما حذر التحقيق البريطاني أيضًا من أن «ما كان خطأً في حالة التيتانيك هو بلا شك إهمال في أية حالة مماثلة في المستقبل».
أدت الكارثة إلى تغييرات كبيرة في القوانين البحرية لتنفيذ إجراءات سلامة جديدة، مثل ضمان توفير مزيد من قوارب النجاة، وأن يتم تنفيذ تدريبات قوارب النجاة بشكلٍ صحيح، وأن يتم تشغيل معدات اللاسلكي على سفن الركاب بشريًا على مدار الساعة. وتم إنشاء دورية الجليد الدولية لمراقبة وجود الجبال الجليدية في شمال الأطلسي، وتم التوافق على قوانين السلامة البحرية على الصعيد الدولي من خلال الاتفاقية الدولية لسلامة الحياة في البحر (SOLAS)؛ كلا الإجراءات لا يزال معمولًا بها حتى اليوم.

## الضحايا والناجون
عدد ضحايا الغرق غير واضح وهذا يرجع لعدة عوامل، من بينها الالتباس في قائمة المسافرين، والتي تضمنت بعض أسماء الأشخاص الذين ألغوا رحلتهم في الدقيقة الأخيرة، وحقيقة أن العديد من الركاب سافروا تحت أسماء مستعارة لأسباب مختلفة وكان مزدوَجو العدّ على قوائم الضحايا. بلغ عدد من لقوا حتفهم ما بين 1,490 و1,635 شخصًا. الأرقام الواردة أدناه هي من تقرير مجلس التجارة البريطاني عن الكارثة.
| الركاب  | الفئة          | عدد الركاب | نسبة عدد الركاب | عدد الناجين | عدد المفقودين | نسبة الناجين | نسبة المفقودين | نسبة الناجين من إجمالي عدد الركاب | نسبة المفقودين من إجمالي عدد الركاب |
| ------- | -------------- | ---------- | --------------- | ----------- | ------------- | ------------ | -------------- | --------------------------------- | ----------------------------------- |
| الأطفال | الدرجة الأولى  | 6          | 0.3%            | 5           | 1             | 83%          | 17%            | 0.2%                              | 0.04%                               |
| الأطفال | الدرجة الثانية | 24         | 1.1%            | 24          | 0             | 100%         | 0%             | 1.1%                              | 0%                                  |
| الأطفال | الدرجة الثالثة | 79         | 3.6%            | 27          | 52            | 34%          | 66%            | 1.2%                              | 2.4%                                |
| الأطفال | المجموع        | 109        | 4.9%            | 56          | 53            | 51%          | 49%            | 2.5%                              | 2.4%                                |
| النساء  | الدرجة الأولى  | 144        | 6.5%            | 140         | 4             | 97%          | 3%             | 6.3%                              | 0.2%                                |
| النساء  | الدرجة الثانية | 93         | 4.2%            | 80          | 13            | 86%          | 14%            | 3.6%                              | 0.6%                                |
| النساء  | الدرجة الثالثة | 165        | 7.4%            | 76          | 89            | 46%          | 54%            | 3.4%                              | 4.0%                                |
| النساء  | الطاقم         | 23         | 1.0%            | 20          | 3             | 87%          | 13%            | 0.9%                              | 0.1%                                |
| النساء  | المجموع        | 425        | 19.1%           | 316         | 109           | 74%          | 26%            | 14.2%                             | 4.9%                                |
| الرجال  | الدرجة الأولى  | 175        | 7.9%            | 57          | 118           | 33%          | 67%            | 2.6%                              | 5.3%                                |
| الرجال  | الدرجة الثانية | 168        | 7.6%            | 14          | 154           | 8%           | 92%            | 0.6%                              | 6.9%                                |
| الرجال  | الدرجة الثالثة | 462        | 20.8%           | 75          | 387           | 16%          | 84%            | 3.3%                              | 17.4%                               |
| الرجال  | الطاقم         | 885        | 39.8%           | 192         | 693           | 22%          | 78%            | 8.6%                              | 31.2%                               |
| الرجال  | المجموع        | 1,690      | 75.9%           | 338         | 1,352         | 20%          | 80%            | 15.2%                             | 60.8%                               |
| المجموع | الكل           | 2,224      | 100%            | 710         | 1,514         | 32%          | 68%            | 31.9%                             | 68.1%                               |

أقل من ثلث من كانوا على متن تيتانيك نجوا من الكارثة. بعض الناجون لقوا حتفهم بعد ذلك بوقت قصير. الإصابات وآثار التَعرُّض تسببت في وفاة العديد من هؤلاء الذين تم جلبهم على متن كارپاثيا. من بين المجموعات الموضَحة في الجدول، مات 49 بالمائة من الأطفال و26 بالمائة من الركاب الإناث و82 بالمائة من الركاب الذكور و78 بالمائة من أفراد الطاقم. تُظهر الأرقام فوارق شاسعة في معدلات النجاة بين الرجال والنساء، والدرجات المختلَفة على متن تيتانيك، خاصة بين النساء والأطفال. وعلى الرغم من أن أقل من 10 بالمائة من نساء الدرجتان الأولى والثانية (معًا) قد فُقدن، فقد ماتت 54 بالمائة منهن في الدرجة الثالثة. وبالمثل، نجا خمس من ست أطفال في الدرجة الأولى وجميع أطفال الدرجة الثانية، ولكن 52 من الـ79 في الدرجة الثالثة لقوا حتفهم. الطفل الوحيد الذي مات من الدرجة الأولى كانت لورين أليسون التي كانت تبلغ عامين. وعلى نحو متناسب، الخسارة الأكبر كانت في رجال الدرجة الثانية حيث مات منهم 92 بالمائة. ومن الحيوانات الأليفة التي جُلِبت على متن السفينة نجت ثلاث من الغرق.

### آخر الناجين بقاءً على قيد الحياة

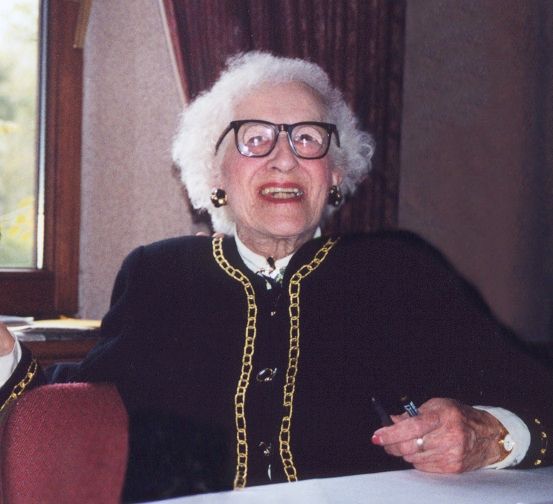
ميلڤينا دين آخر الناجين من كارثة تيتانيك بقاءً على قيد الحياة، في 10 أبريل 1999.

- إيڤا هارت (31 يناير 1905 - 14 فبراير 1996) راكبة الدرجة الثانية، إنجلترا.[236]
- إديث إيلين براون (27 أكتوبر 1896 - 20 يناير 1997) راكبة الدرجة الثانية، جنوب أفريقيا.[237]
- لويز لاروش (2 يوليو 1910 - 28 يناير 1998) راكبة الدرجة الثانية، فرنسا.[238]
- إلينور إلين چونسون (23 أغسطس 1910 - 7 مارس 1998) راكبة الدرجة الثالثة، الولايات المتحدة.[239]
- ميشيل مارسيل ناڤريتيل (12 يونيو 1908 - 30 يناير 2001) راكب الدرجة الثانية، فرنسا.[240]
- وينيفريد كويك (23 يناير 1904 - 6 يوليو 2002) راكبة الدرجة الثانية، إنجلترا.[241]
- ليليان أسپلاند (21 أكتوبر 1906 - 6 مايو 2006) راكبة الدرجة الثالثة، الولايات المتحدة.[242]
- باربارا ويست (24 مايو 1911 - 16 أكتوبر 2007) راكبة الدرجة الثانية، إنجلترا.[243]
- ميلڤينا دين (2 فبراير 1912 - 31 مايو 2009) راكبة الدرجة الثالثة، إنجلترا.[244]

كانت ميلڤينا دين هي آخر الناجين من الكارثة بقاءً على قيد الحياة لكنها كانت صغيرة على أن تتذكر أي شيء منها. وكانت ليليان أسپلاند هي آخر الناجين مع الذكريات عن الكارثة. وميشيل مارسيل ناڤريتيل كان آخر الناجين الذكور بقاءً على قيد الحياة.

## النُصُب التذكارية والمتاحف
أقيمت النُصُب التذكارية في أماكن مختلفة، من بينها نيويورك وواشنطن وساوثهامپتون وليڤرپول وبلفاست وليتشفيلد. وأُقيمت مراسم على جانبي الأطلسي لإحياء ذكرى الأموات وجمع الأموال لمساعدة الناجين.

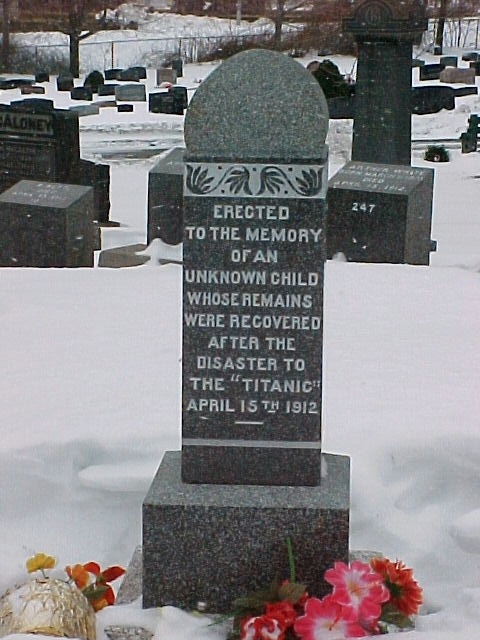
قبر الطفل المجهول في نيوزيلندا.
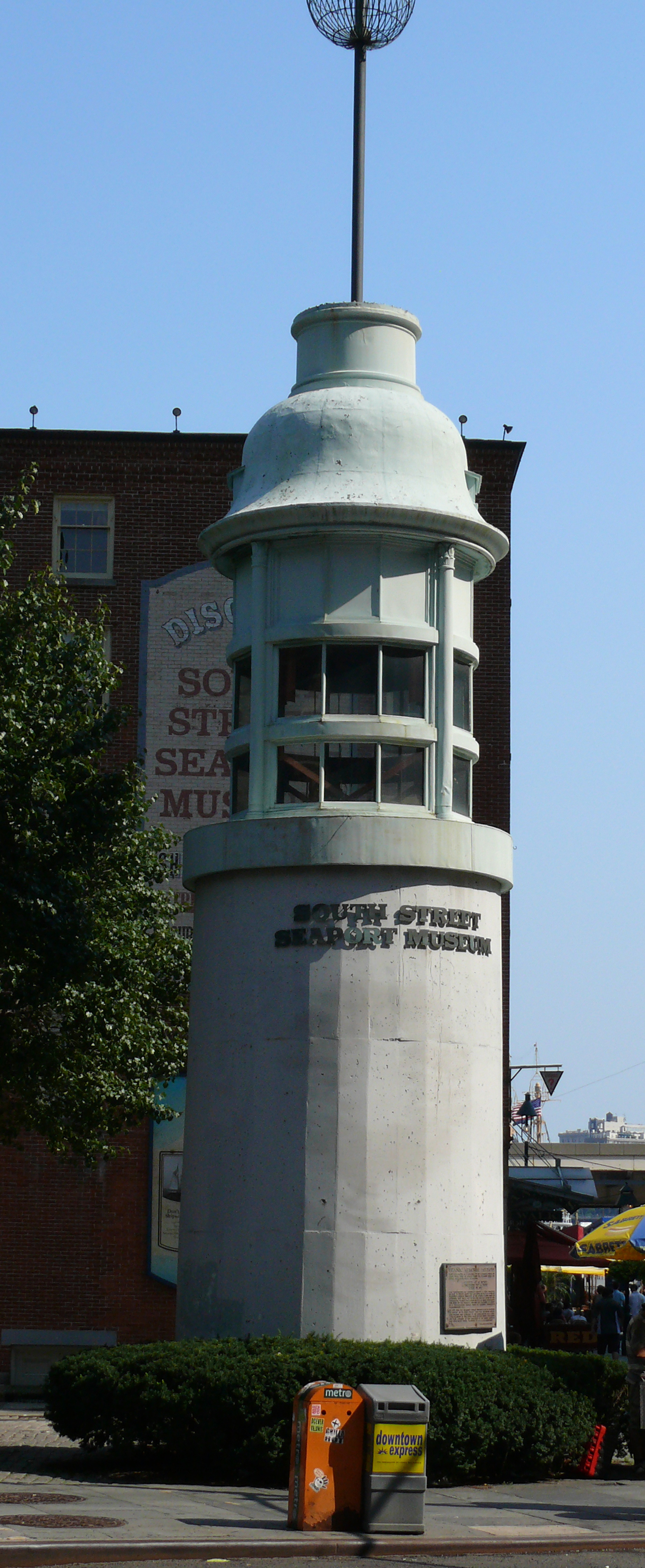
منارة تيتانيك التذكارية في الولايات المتحدة.
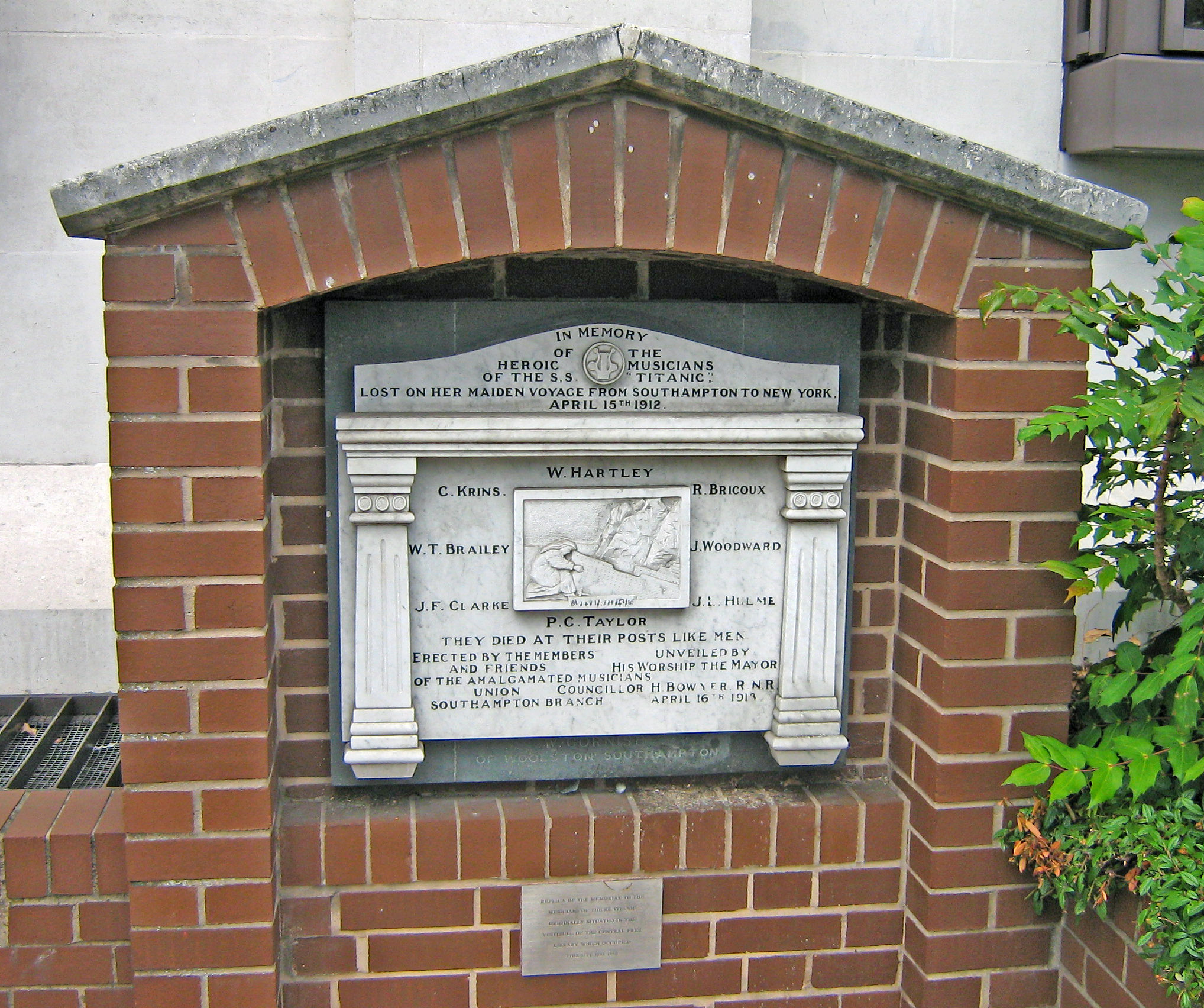
نُصُب موسيقيو تيتانيك التذكاري في ساوثهامپتون.
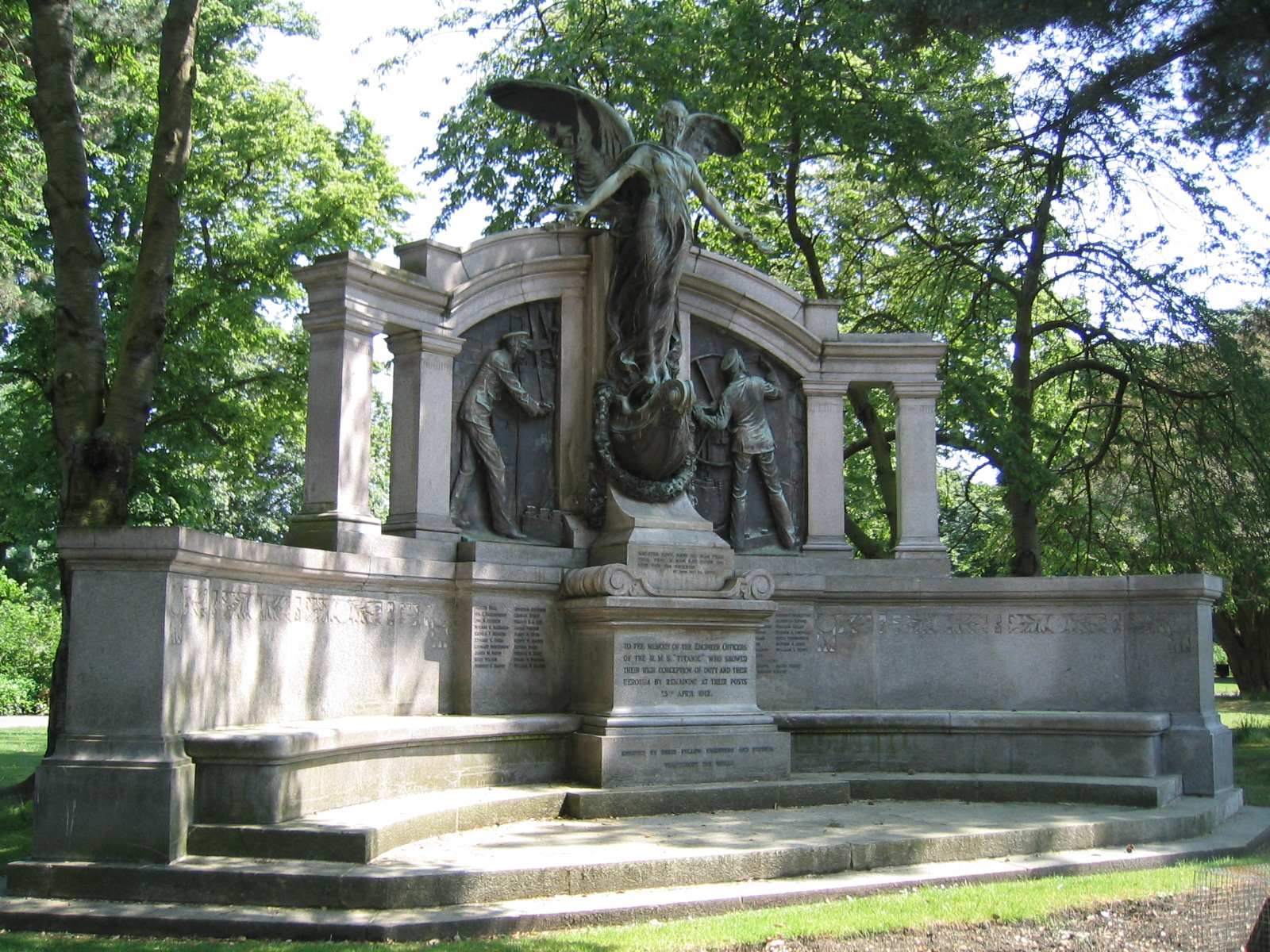
نُصُب مهندسو تيتانيك التذكاري في ساوثهامپتون.
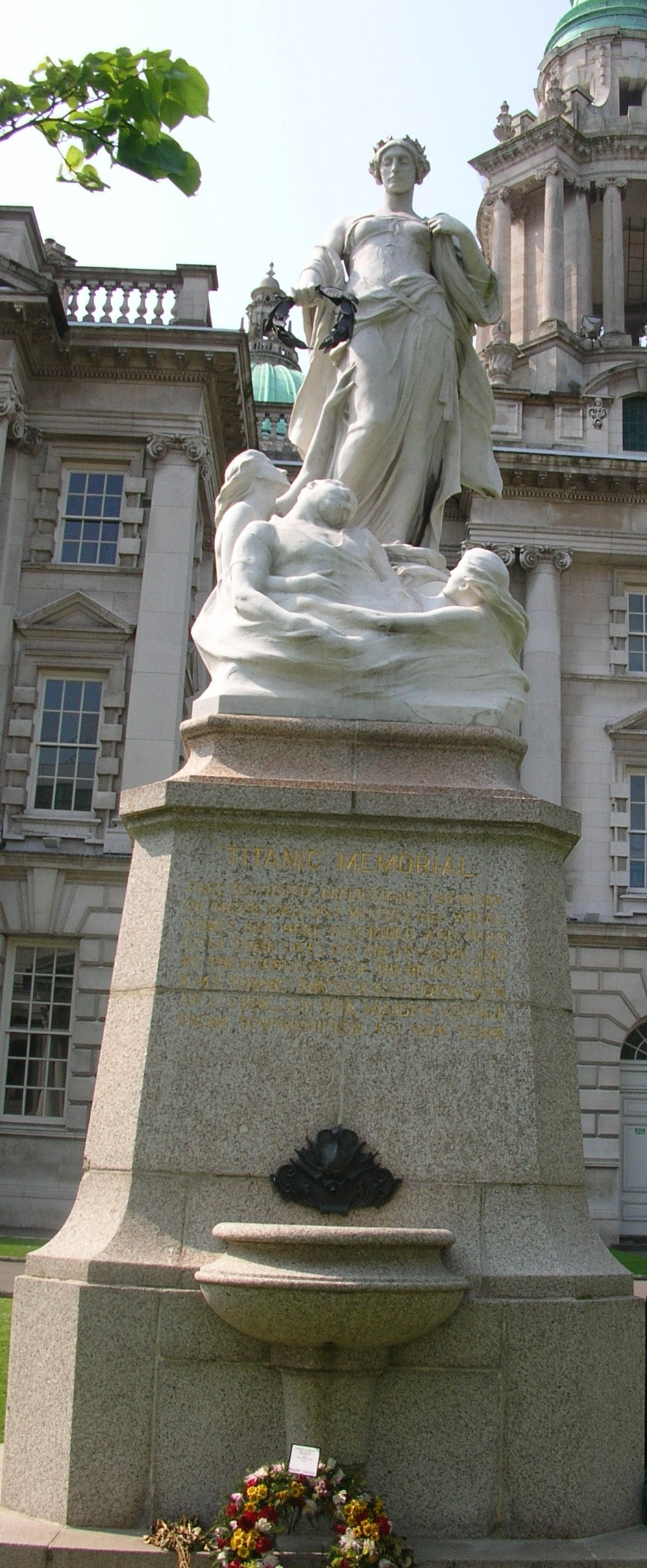
نُصُب تيتانيك التذكاري في بلفاست.
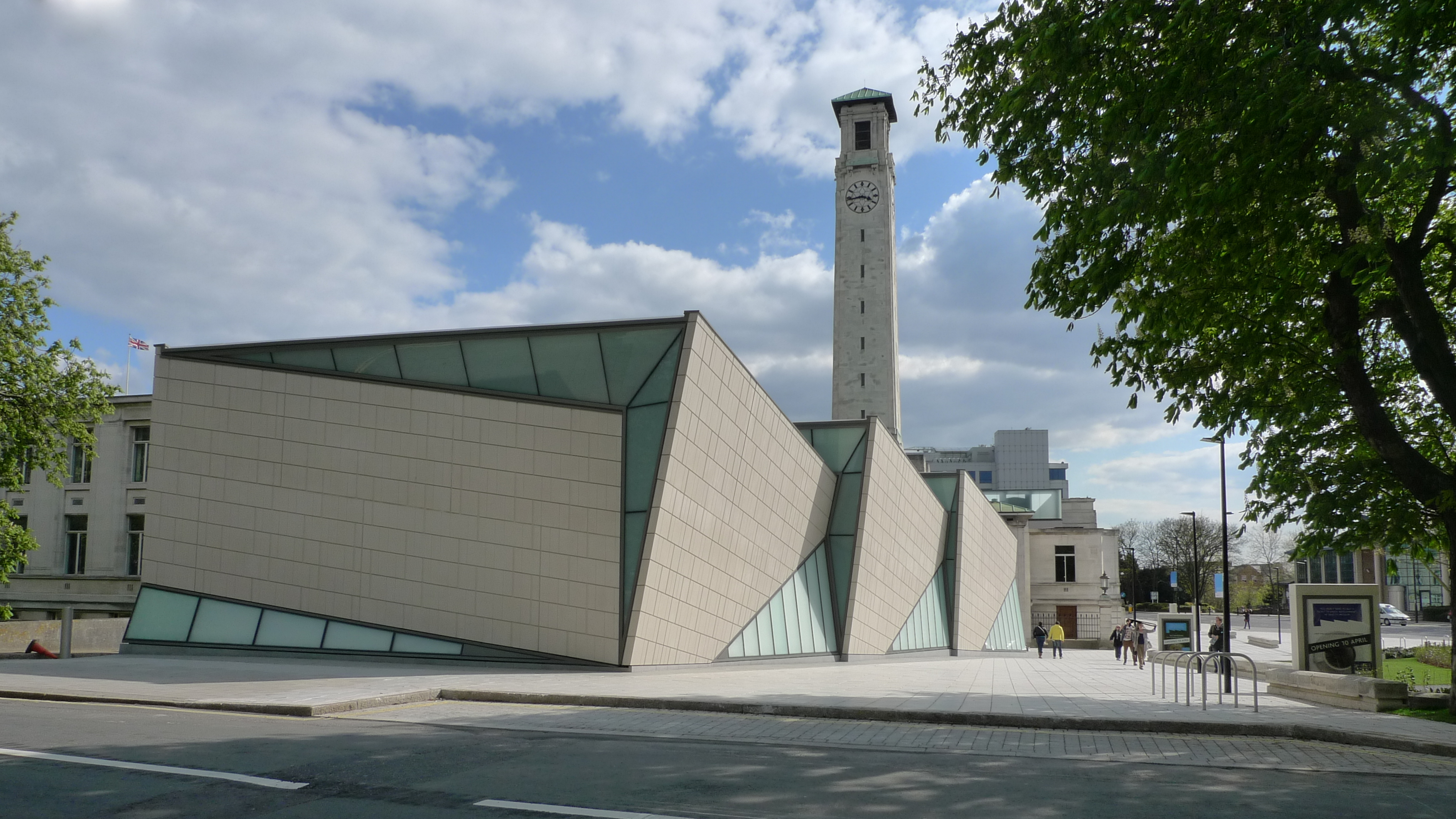
متحف سيسيتي في ساوثهامپتون.
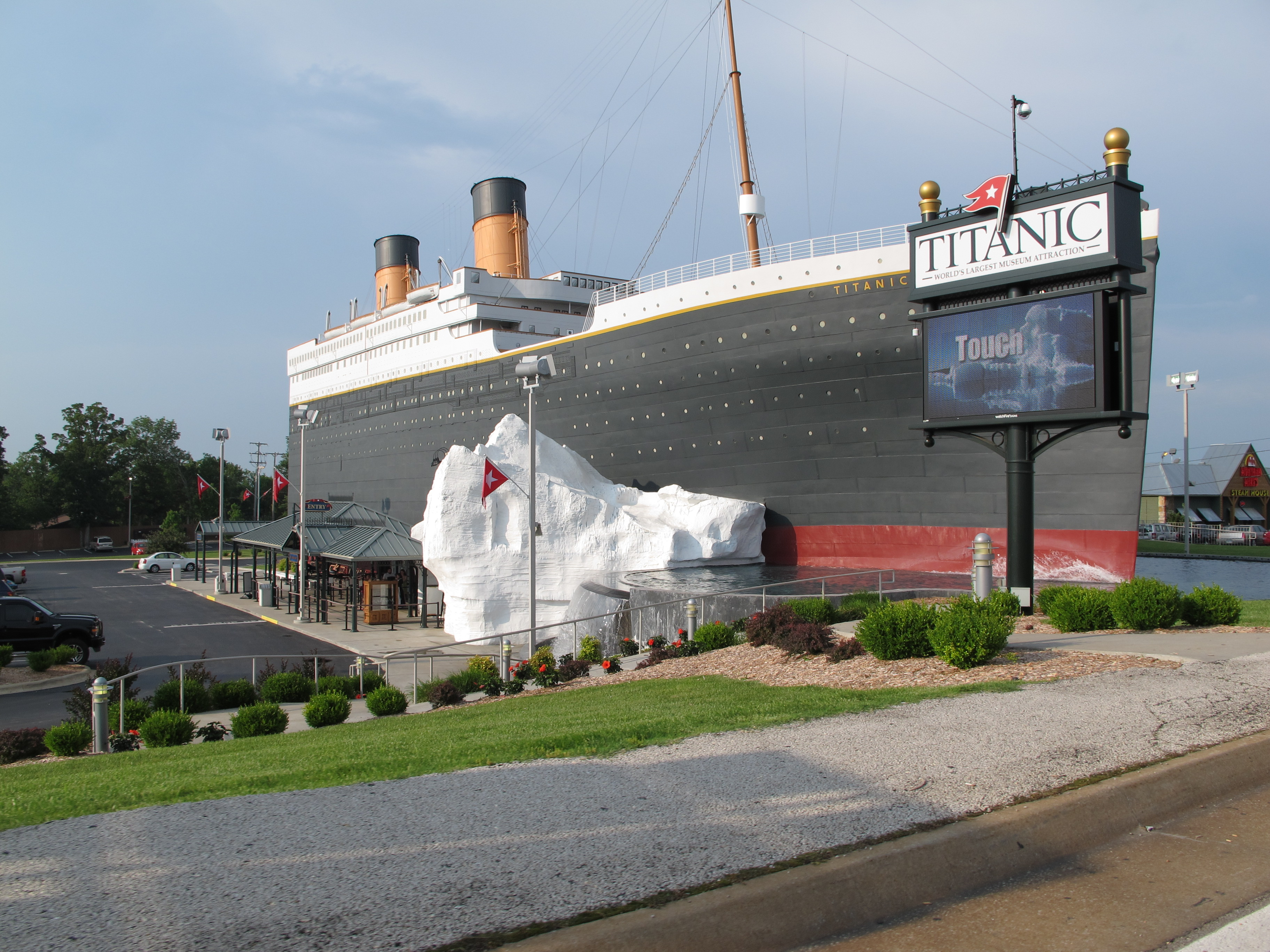
متحف تيتانيك في برانسون، ميزوري.
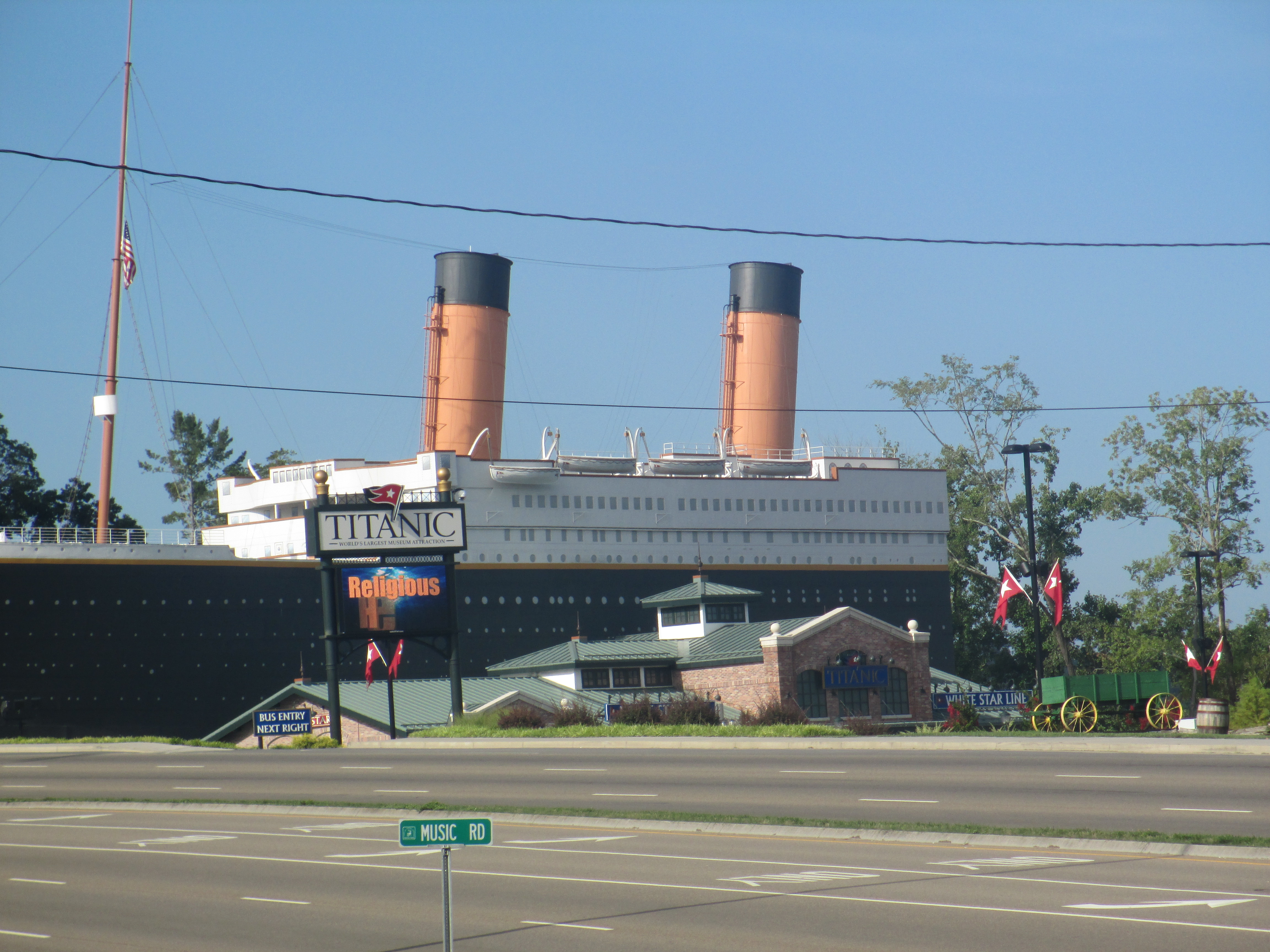
متحف تيتانيك في بيجون فورج، تينيسي.
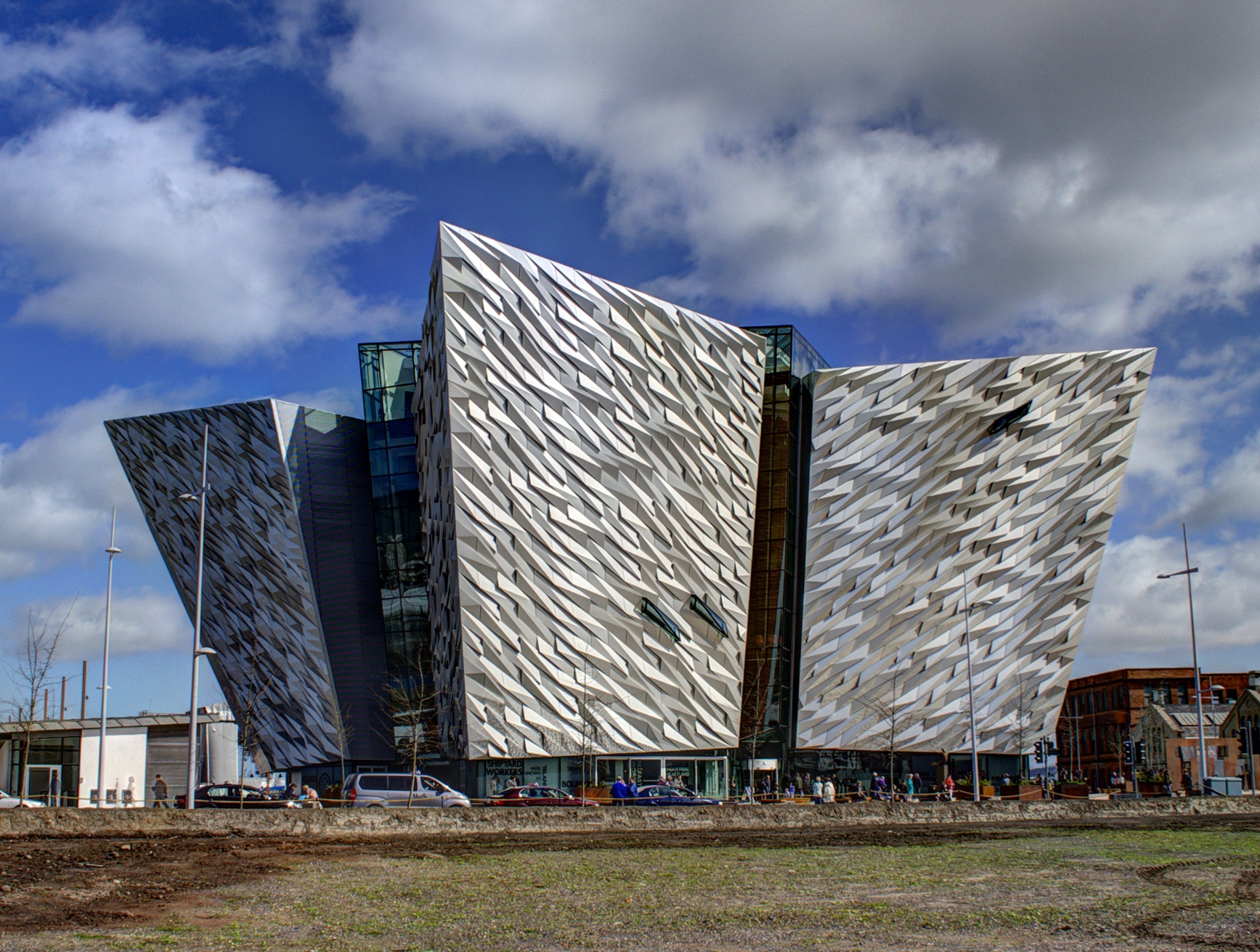
متحف تيتانيك في بلفاست.

## الحطام والتأثير الثقافي

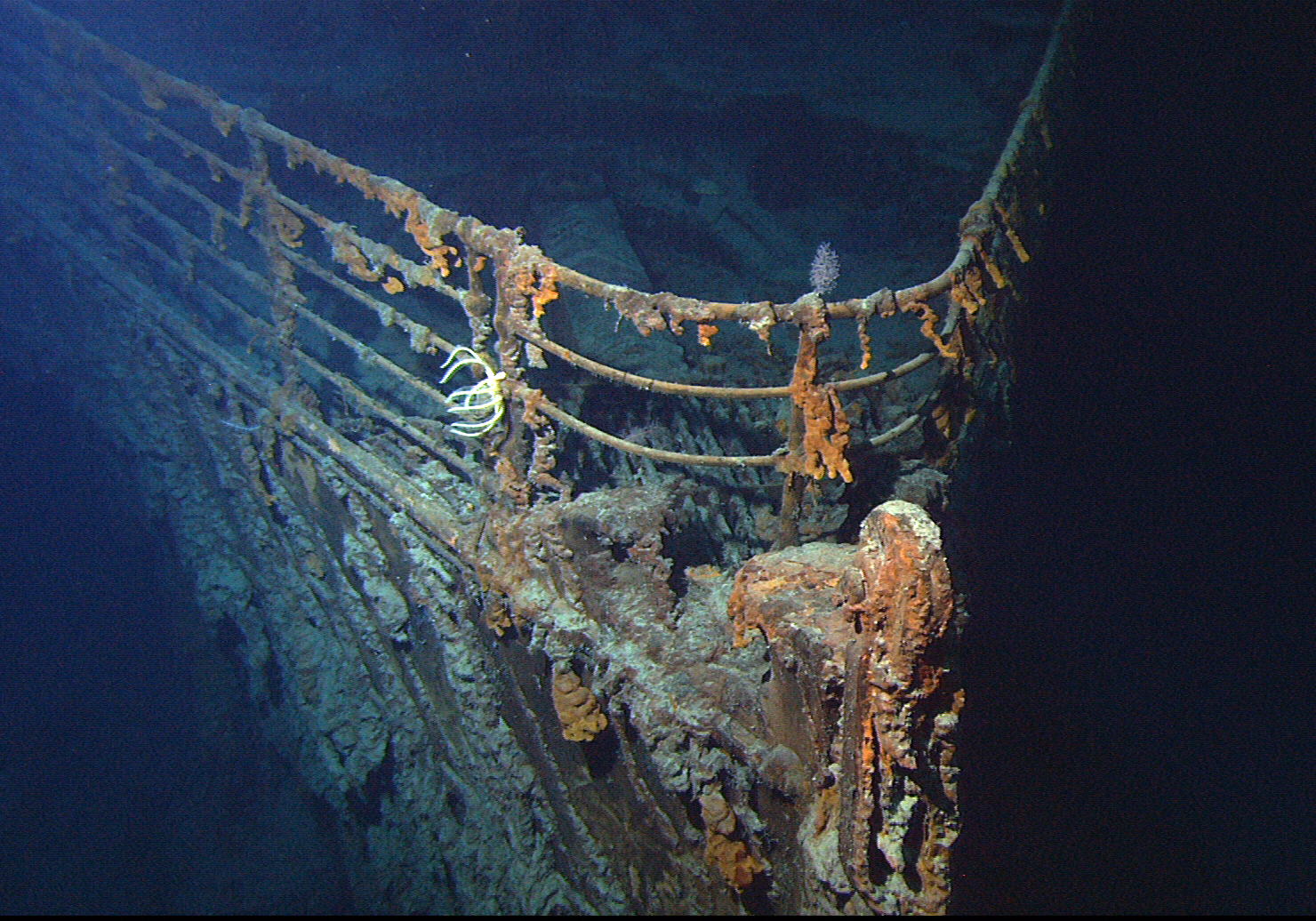
حطام آر إم إس تيتانيك في سنة 2004.

غرق تيتانيك أصبح ظاهرة ثقافية، أحياه الفنانين وصُنَّاع الأفلام والكُتَّاب والموسيقيين والمُحلنين والراقصين من وقت ما بعد الغرق مباشرةً إلى يومنا هذا. وفي 1 سپتمبر 1985 اكتشفت بعثة أمريكية فرنسية مشترَكة بقيادة روبرت بالارد حطام تيتانيك، أدى اكتشاف السفينة إلى تَفجُّر الاهتمام بقصة تيتانيك. وانطلقت العديد من الحملات لتصوير الحطام، ولإنقاذ الأشياء من حقل الحطام على نحو مثير للجدل. أقيم أول معرض كبير للقطع المستردّة في المتحف البحري الوطني في لندن في عامي 1994-1995.
الحطام يتحلل بشكلٍ مطرد، ويتحول إلى أكسيد بمعدل 0.5-1 طن يوميًا (على فرض واحد من عشرة آلاف من البوصة في اليوم على جميع الأسطح). وفي النهاية ستنهار بنية تيتانيك، وستنخفض إلى رقعة صدأ في قاع المحيط، مع امتزاج أي خردة متبقية من هيكل السفينة مع تجهيزتها الأكثر دوامًا، مثل المراوح والرحويات البرونزية والبوصلات والتيليموتور.

### السينما والتلڤزيون

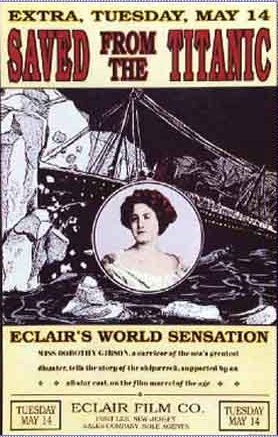
أُنقذت من التيتانيك أول فيلم تم إنتاجه عن الكارثة.

أول فيلم عن الغرق هو أُنقذت من التيتانيك الذي عُرض بعد 29 يومًا فقط من الكارثة، كتبت سيناريو الفيلم وقامت ببطولته الممثلة الأمريكية دوروثي جيبسون التي نجت من الغرق في الكارثة، وأخرجه إتيان أرناد. وقد فُقِدَت آخر نسخ الفيلم في حريق اندلع في الاستوديوهات التي خُزِّن فيها في مارس 1914. وفي نفس العام صدر فيلم ألماني صامت عن الكارثة بعنوان (In Nacht und Eis) «في الليل والجليد» أخرجه ميم ميزو.
وفي سنة 1943 طلب يوزيف جوبلز تصوير فيلم عن تيتاينك يحمل نفس الاسم، وهو فيلم أُنتِج بميزانية ضخمة من أجل الدعاية النازية، أخرجه هربرت سيلپين وفيرنر كلينجلر، ومن بطولة سيبيل شميتز وهانز نيلسين، الفيلم الذي تم تصويره على متن (Cap Arcona) (سفينة ألمانية تسبب غرقها في موت 5,000 شخص سنة 1945)، اشتُهر بسجن وموت مخرجه الأول هربرت سيلپين. لم يتم عرضه في ألمانيا بسبب خوف جوبلز من أن يحبط الفيلم معنويات الألمان الذين كانوا يتعرضون لقصف بريطاني كثيف.
وفي سنة 1953 أُنتج فيلم أمريكي بعنوان «تيتانيك» من إخراج جين نيجلسكو، ومن بطولة باربارا ستانويك وروبرت وانجر. وفي سنة 1958 أُنتج فيلم بريطاني بعنوان (A Night to Remember) «ليلة للذكرى» من إخراج روي رود بيكر، ومن بطولة كينيث مور ورونالد ألين. وهو مبني على كتاب يحمل نفس الاسم للمؤرخ الأمريكي والتر لورد.

فيلم تيتانيك 1997 أبرز الأفلام التي أُنتجت عن الكارثة.

وفي سنة 1979 صدر فيلم بريطاني أمريكي بعنوان (S.O.S. Titanic) من إخراج ويليام هال، ومن بطولة ديڤيد چانسين وكلوريس ليتشمان وسوزان سينت چيمس وهو مستحوى من كتاب لورانس بيزلي (The Loss of the SS Titanic) «خسارة الإس إس تيتانيك»، الذي لعب دوره ديڤيد وارنر والذي لعب دورًا في فيلم تيتانيك 1997 أيضًا. وفي سنة 1980 صدر فيلم (Raise the Titanic) «صعود التيتانيك» مقتبس من رواية تحمل نفس الاسم لكلايڤ كاسلر، من إخراج چيري چيمسون، ومن بطولة چيسون روباردس وريتشارد چوردن.
وفي سنة 1996 أُنتج فيلم تلڤزيوني بعنوان «تيتانيك» من إخراج روبرت ليبرمان، ومن بطولة جورج سي سكوت وپيتر جالاجر وكاثرين زيتا چونز.
وكان أكثر الأفلام عن الكارثة نجاحًا هو تيتانيك 1997 الذي صدر في ديسمبر 1997، من إنتاج وسيناريو وإخراج چيمس كاميرون، ومن بطولة ليوناردو ديكابريو وكيت وينسليت، حصل الفيلم على 11 جائزة أوسكار، وعلى 2,186,772,302 دولار في شباك التذاكر، وبلغت تكلفة إنتاجه 200 مليون دولار. وهو أول فيلم على الإطلاق يحصل على مليار دولار في شباك التذاكر، وأصبحت موسيقى الفيلم التصويرية الأكثر مبيعًا في سجل مبيعات الموسيقى التصويرية على الإطلاق. وفي سنة 2003 أنتج وأخرج كاميرون أيضًا الوثائقي (Ghosts of the Abyss) «أشباح الهاوية» عن حطام السفينة.
وفي سنة 2012 وبمناسبة الذكرى الـ100 لغرق تيتانيك؛ صدر المسلسل القصير «تيتانيك» من إخراج چون چونز. وصدر أيضًا المسلسل (Titanic: Blood and Steel) «تيتانيك: الدم والفولاذ» من إخراج سياران دونيلي. وصدر أيضًا الوثائقي (Titanic: The Final Word with James Cameron) «تيتانيك: الكلمة النهائية مع چيمس كاميرون» حيث يعرض كاميرون أحدث الاكتشافات حول الغرق، ويشرح أيضًا التصحيحات حول فيلمه الشهير في ضوء هذه الاكتشافات الأخيرة.
وفي سنة 2017 صدر وثائقي بعنوان (Titanic: 20 Years Later with James Cameron) «تيتانيك: بعد 20 سنة مع چيمس كاميرون» يعيد كاميرون فتح ملف تيتانيك بعد الغوص 33 مرة للحطام لمعرفة ما تم فعله بشكل صحيح أو بشكل خاطئ في الفيلم قبل 20 عامًا.

## الملاحظات
1. 1 2  في وقت التصادم كانت ساعات تيتانيك مضبوطة على ساعتين ودقيقتين قبل المنطقة الزمنية الشرقية وساعتين و58 دقيقة بعد توقيت جرينتش. توقيت السفينة تم ضبطه في منتصف ليل 13-14 أبريل بناءً على موقع تيتانيك المتوقَّع عند الظُهر المحلي الظاهر يوم 14 أبريل، والذي كان بدوره مستنِد على رؤية النجوم مساء 13 أبريل، وعُدِّلت من خلال تقدير الموضع. وبسبب الكارثة المكتشَفة لم يتم تعديل ساعات تيتانيك في منتصف ليل 14-15 أبريل.[3]
2. ↑  السفينة الثالثة هي "آر إم إس بريتانيك" التي لم تدخل الخدمة أبدًا كعابرة محيطات؛ وبدلًا من ذلك تم طلبها مباشرةً في الخدمة كسفينة مستشفى صاحب الجلالة (إتش إم إتش إس) بريتانيك (His Majesty's Hospital Ship (HMHS) Britannic) خلال الحرب العالمية الأولى.
3. ↑  على الرغم من الأسطورة التي ظهرت فيما بعد والتي ظهرت على سبيل المثال في فيلم تيتانيك 1997، تيتانيك لم تكن تحاول تسجيل رقم قياسي في سرعة عبور الأطلسي؛ فقد اتخذت وايت ستار لاين قرارًا واعيًا بعدم التنافس مع الشركة المنافسة كونارد على السرعة، لكنها بدلًا من ذلك ركَّزت على الحجم والرفاهية.[26]
4. ↑  تم تعيين ديڤيد بلير في الأصل ليكون الضابط الثاني على تيتانيك،[32] بعد كبير الضباط مردوك والضابط الأول لايتولر، لكن وايت ستار لاين قررت استبداله بهنري تينجل وايلد ليكون هنري كبير الضباط على تيتانيك مع تخفيض مرتبتي مردوك ولايتولر  مرتبة واحدة. وعندما غادر بلير تيتانيك يوم 9 أبريل وبسبب رحيله المتسرع أخذ معه بطريق الخطأ مفتاح الخزانة التي تحتوي على المناظير التي يستخدمها المراقبون على عش الغراب. يُعتقَد أن هذا هو السبب في عدم وجود مناظير مع الطاقم خلال الرحلة. وبحسب روايات أخرى، المناظير لم تكن موجودة في الخزانة، لكنها تُرِكت خلف حجرته، أو أنه خزنها في حجرته ولم يكن الطاقم على علم بذلك.[32]
5. ↑  هناك حادثة أكدت على هذه الفلسفة عندما كانت تيتانيك تحت الإنشاء: سفينة وايت ستار لاين آر إم إس ريپابليك (RMS Republic) تعرضت لتصادم وغرقت. وعلى الرغم من أنها لم يكن لديها ما يكفي من قوارب النجاة لجميع الركاب، إلا أنه تم إنقاذهم جميعًا لأن السفينة كانت قادرة على البقاء طافية لفترة كافية لنقلهم للسفن التي أتت للمساعدة.[86]

## الببيلوجرافيا
كتب
- Aldridge، Rebecca (2008). The Sinking of the Titanic. New York: Infobase Publishing. ISBN:978-0-7910-9643-7. مؤرشف من الأصل في 2022-06-02.
- Ballard، Robert D. (1987). The Discovery of the Titanic. New York: Warner Books. ISBN:978-0-446-51385-2. مؤرشف من الأصل في 2022-05-26.
- Barczewski، Stephanie (2006). Titanic: A Night Remembered. London: Continuum International Publishing Group. ISBN:978-1-85285-500-0. مؤرشف من الأصل في 2023-01-25.
- Barratt، Nick (2010). Lost Voices From the Titanic: The Definitive Oral History. London: Random House. ISBN:978-1-84809-151-1. مؤرشف من الأصل في 2022-07-26.
- Bartlett، W.B. (2011). Titanic: 9 Hours to Hell, the Survivors' Story. Stroud, Gloucestershire: Amberley Publishing. ISBN:978-1-4456-0482-4. مؤرشف من الأصل في 2022-06-03.
- Beesley، Lawrence (1960) [1912]. "The Loss of the SS. Titanic; its Story and its Lessons". The Story of the Titanic as told by its Survivors. London: Dover Publications. ISBN:978-0-486-20610-3. مؤرشف من الأصل في 2022-06-04.
- Björkfors، Peter (2004). "The Titanic Disaster and Images of National Identity in Scandinavian Literature". في Bergfelder، Tim؛ Street، Sarah (المحررون). The Titanic in myth and memory: representations in visual and literary culture. London: I.B. Tauris. ISBN:978-1-85043-431-3.
- Brown، David G. (2000). The Last Log of the Titanic. New York: McGraw-Hill Professional. ISBN:978-0-07-136447-8.
- Butler، Daniel Allen (1998). Unsinkable: The Full Story of RMS Titanic. Mechanicsburg, PA: Stackpole Books. ISBN:978-0-8117-1814-1. مؤرشف من الأصل في 2022-06-03.
- Chirnside، Mark (2004). The Olympic-class ships : Olympic, Titanic, Britannic. Stroud, Gloucestershire: Tempus. ISBN:978-0-7524-2868-0.
- Cox، Stephen (1999). The Titanic Story: Hard Choices, Dangerous Decisions. Chicago: Open Court Publishing. ISBN:978-0-8126-9396-6. مؤرشف من الأصل في 2022-08-16.
- Eaton، John P.؛ Haas، Charles A. (1987). Titanic: Destination Disaster: The Legends and the Reality. Wellingborough, Northamptonshire: Patrick Stephens. ISBN:978-0-85059-868-1.
- Eaton، John P.؛ Haas، Charles A. (1994). Titanic: Triumph and Tragedy. Wellingborough, Northamptonshire: Patrick Stephens. ISBN:978-1-85260-493-6.
- Everett، Marshall (1912). Wreck and Sinking of the Titanic. Chicago: Homewood Press. OCLC:558974511.
- Foster، John Wilson (1997). The Titanic Complex. Vancouver: Belcouver Press. ISBN:978-0-9699464-1-0.
- Georgiou، Ioannis (2000). "The Animals on board the Titanic". Atlantic Daily Bulletin. Southampton: British Titanic Society. ISSN:0965-6391.{{استشهاد بدورية محكمة}}:  صيانة الاستشهاد: ref duplicates default (link)
- Gittins، Dave؛ Akers-Jordan، Cathy؛ Behe، George (2011). "Too Few Boats, Too Many Hindrances". في Halpern، Samuel (المحرر). Report into the Loss of the SS Titanic: A Centennial Reappraisal. Stroud, Gloucestershire: The History Press. ISBN:978-0-7524-6210-3.
- Gleicher، David (2006). The Rescue of the Third Class on the Titanic: A Revisionist History. Research in Maritime History, No. 31. St. John's, Newfoundland: International Maritime Economic History Association. ISBN:978-0-9738934-1-0.
- Gracie، Archibald (1913). The Truth about the Titanic. New York: M. Kennerley. مؤرشف من الأصل في 2022-06-03.
  - Also published as: Gracie، Archibald (2009). Titanic: A Survivor's Story. The History Press. ISBN:978-0-7509-4702-2. مؤرشف من الأصل في 2022-05-27.
- Halpern، Samuel (2011). "Account of the Ship's Journey Across the Atlantic". في Halpern، Samuel (المحرر). Report into the Loss of the SS Titanic: A Centennial Reappraisal. Stroud, Gloucestershire: The History Press. ISBN:978-0-7524-6210-3.
- Halpern، Samuel؛ Weeks، Charles (2011). "Description of the Damage to the Ship". في Halpern، Samuel (المحرر). Report into the Loss of the SS Titanic: A Centennial Reappraisal. Stroud, Gloucestershire: The History Press. ISBN:978-0-7524-6210-3.
- Hoffman، William؛ Grimm، Jack (1982). Beyond Reach: The Search For The Titanic. New York: Beaufort Books. ISBN:978-0-8253-0105-6. مؤرشف من الأصل في 2022-06-03.
- Howells، Richard Parton (1999). The Myth of the Titanic. New York: Palgrave Macmillan. ISBN:978-0-312-22148-5.
- Hutchings، David F.؛ de Kerbrech، Richard P. (2011). RMS Titanic 1909–12 (Olympic Class): Owners' Workshop Manual. Sparkford, Somerset: Haynes. ISBN:978-1-84425-662-4.
- Kuntz، Tom (1998). The Titanic Disaster Hearings. New York: Pocket Book. ISBN:978-1-56865-748-6. مؤرشف من الأصل في 2022-06-07.
- Lord، Walter (1976). A Night to Remember. London: Penguin Books. ISBN:978-0-14-004757-8. مؤرشف من الأصل في 2022-07-26.
- Lord، Walter (2005) [1955]. A Night to Remember. New York: St. Martin's Griffin. ISBN:978-0-8050-7764-3. مؤرشف من الأصل في 2022-06-03.
- Lord، Walter (1987). The Night Lives On. London: Penguin Books. ISBN:978-0-670-81452-7.
- Lynch، Donald (1998). Titanic: An Illustrated History. New York: Hyperion. ISBN:978-0-786-86401-0.
- Marcus، Geoffrey (1969). The Maiden Voyage. New York: Viking Press. ISBN:978-0-670-45099-2. مؤرشف من الأصل في 2022-05-27.
- Marshall، Logan (1912). Sinking of the Titanic and Great Sea Disasters. Philadelphia: The John C. Winston Co. OCLC:1328882.
- McCarty، Jennifer Hooper؛ Foecke، Tim (2012) [2008]. What Really Sank The Titanic – New Forensic Evidence. New York: Citadel. ISBN:978-0-8065-2895-3. مؤرشف من الأصل في 2022-04-24.
- Mills، Simon (1993). RMS Olympic – The Old Reliable. Dorset: Waterfront Publications. ISBN:0-946184-79-8.
- Mowbray، Jay Henry (1912). Sinking of the Titanic. Harrisburg, PA: The Minter Company. OCLC:9176732. مؤرشف من الأصل في 2022-05-28.
- Parisi، Paula (1998). Titanic and the Making of James Cameron. New York: Newmarket Press. ISBN:978-1-55704-364-1.
- Regal، Brian (2005). Radio: The Life Story of a Technology. Westport, CT: Greenwood Publishing Group. ISBN:978-0-313-33167-1. مؤرشف من الأصل في 2022-06-03.
- Richards، Jeffrey (2001). Imperialism and Music: Britain, 1876–1953. Manchester: Manchester University Press. ISBN:978-0-7190-6143-1.
- Turner، Steve (2011). The Band that Played On. Nashville, TN: Thomas Nelson. ISBN:978-1-59555-219-8. مؤرشف من الأصل في 2022-05-27.
- Verhoeven، John D. (2007). Steel Metallurgy for the Non-Metallurgist. Materials Park, OH: ASM International. ISBN:978-0-87170-858-8.
- Winocour، Jack، المحرر (1960). The Story of the Titanic as told by its Survivors. London: Dover Publications. ISBN:978-0-486-20610-3. مؤرشف من الأصل في 2022-06-04.
- Zumdahl، Steven S.؛ Zumdahl، Susan A. (2008). Chemistry. Belmont, CA: Cengage Learning. ISBN:978-0-547-12532-9.
- Hugh Brewster et Laurie Coulter (1999). Tout ce que vous avez toujours voulu savoir sur le « Titanic ». Éditions Glénat. ص. 96. ISBN:2-7234-2882-6.
- Corrado Ferruli (2003). Titanic. Hachette collections. ص. 284. ISBN:2-84634-298-9.

مقالات صحفية
- Foecke، Tim (26 سبتمبر 2008). "What really sank the Titanic?". Materials Today. إلزيفير. ج. 11 ع. 10: 48. DOI:10.1016/s1369-7021(08)70224-4. مؤرشف من الأصل في 2020-08-31. اطلع عليه بتاريخ 2012-03-04.
- Maltin، Tim (مارس 2012). "Did the Titanic Sink Because of an Optical Illusion?". Smithsonian. مؤسسة سميثسونيان. مؤرشف من الأصل في 2020-08-31.
- Ryan، Paul R. (Winter 1985–1986). "The Titanic Tale". Oceanus. Woods Hole, MA: Woods Hole Oceanographic Institution. ج. 4 ع. 28. مؤرشف من الأصل في 2022-07-25.
- Uchupi، Elazar؛ Ballard، Robert D.؛ Lange، William N. (Fall 1986). "Resting in Pieces: New Evidence About Titanic's Final Moments". Oceanus. Woods Hole, MA: Woods Hole Oceanographic Institution. ج. 29 ع. 3: 53–60.

تقارير إخبارية
- Broad، William J. (8 أبريل 1997). "Toppling Theories, Scientists Find 6 Slits, Not Big Gash, Sank Titanic". The New York Times. مؤرشف من الأصل في 2020-08-31. اطلع عليه بتاريخ 2011-11-05.
- Broad، William J. (15 أبريل 2008). "In Weak Rivets, a Possible Key to Titanic's Doom". The New York Times. مؤرشف من الأصل في 2020-08-31. اطلع عليه بتاريخ 2012-03-13.
- Ewers، Justin (25 سبتمبر 2008). "The Secret of How the Titanic Sank". U.S. News & World Report. مؤرشف من الأصل في 2020-04-23. اطلع عليه بتاريخ 2012-04-11.

تحقيقات
- "Passenger List and Survivors of Steamship Titanic". United States Senate Inquiry. 30 يوليو 1912. مؤرشف من الأصل في 2020-08-01. اطلع عليه بتاريخ 2011-06-05.
- Mersey، Lord (1999) [1912]. The Loss of the Titanic, 1912. The Stationery Office. ISBN:978-0-11-702403-8. مؤرشف من الأصل في 2022-05-27.
- Portman، Jamie (12 نوفمبر 1994). "U.K. Titanic exhibit an off-season draw". The Toronto Star.
- "Report on the Loss of the "Titanic". (s.s.)". British Wreck Commissioner's Inquiry. 30 يوليو 1912. مؤرشف من الأصل في 22 أغسطس 2014. اطلع عليه بتاريخ 12 فبراير 2012.
- "Report on the Loss of the "Titanic". (s.s.)". British Wreck Commissioner's Inquiry, Final Report (Watertight Compartments). 30 يوليو 1912. مؤرشف من الأصل في 3 يناير 2014. اطلع عليه بتاريخ 14 أبريل 2012.
- "Report on the Loss of the "Titanic". (s.s.)". British Wreck Commissioner's Inquiry, Final Report (Description of Damage). 30 يوليو 1912. مؤرشف من الأصل في 3 يناير 2014. اطلع عليه بتاريخ 14 أبريل 2012.

## وصلات خارجية
- موسوعة تيتانيكا: حقائق وأبحاث عن السفينة وغرقها (بالإنجليزية)
- غرق تيتانيك (بالإنجليزية)
- غرق المقصورات (صامويل دبليو هالپيرن) (بالإنجليزية)
- متصفح آلة الزمن - نيويورك تايمز، الثلاثاء، 16 أبريل 1912 (بالإنجليزية)
- لقطات نادرة لتيتانيك وقبطانها قبل الكارثة، وللجبال الجليدية وكارپاثيا والناجين بعد الكارثة على يوتيوب (بالإنجليزية)
- ڤيديو قصير يوضح كيف غرقت تيتانيك على يوتيوب (بالإنجليزية)
- ڤيديو أنيميشن لغرق تيتانيك في الوقت الحقيقي على يوتيوب (بالإنجليزية)